# Пейзаж

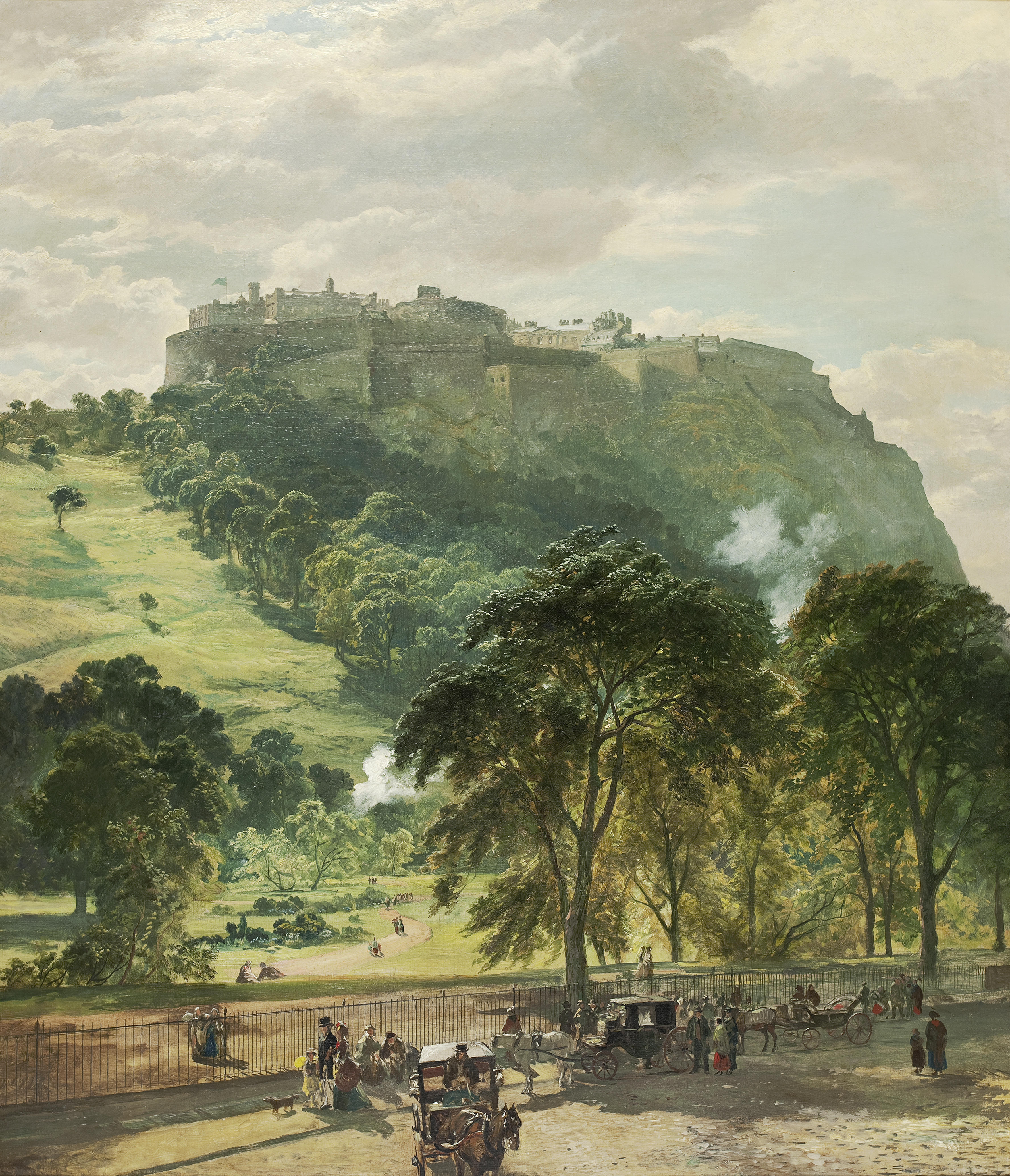
Семюел Бо (Samuel Bough). «Единбурзький замок з боку вулиці Принцес», 1878 р.

Пейза́ж (фр. Paysage, від країна, місцевість) — жанр в образотворчому мистецтві, в якому об'єктом зображення є природа. Пейзажем називають також окремий твір цього жанру. Як самостійний різновид образотворчого мистецтва пейзаж виник у китайському мистецтві, китайському живописі.
Різновидом пейзажу є зображення моря і подій, що відбуваються на морі (баталії, природні катастрофи, спортивні змагання тощо).

## Різновиди
- Пейзаж у рельєфі
- Пейзаж фарбами
- Пейзаж у графіці
- Пейзаж у фото
  - за технікою виконання
- Акварель
- Темпера
- Пастель
- Гуаш
- Олійні, синтетичні, мінеральні фарби тощо.

## Пейзаж в рельєфі

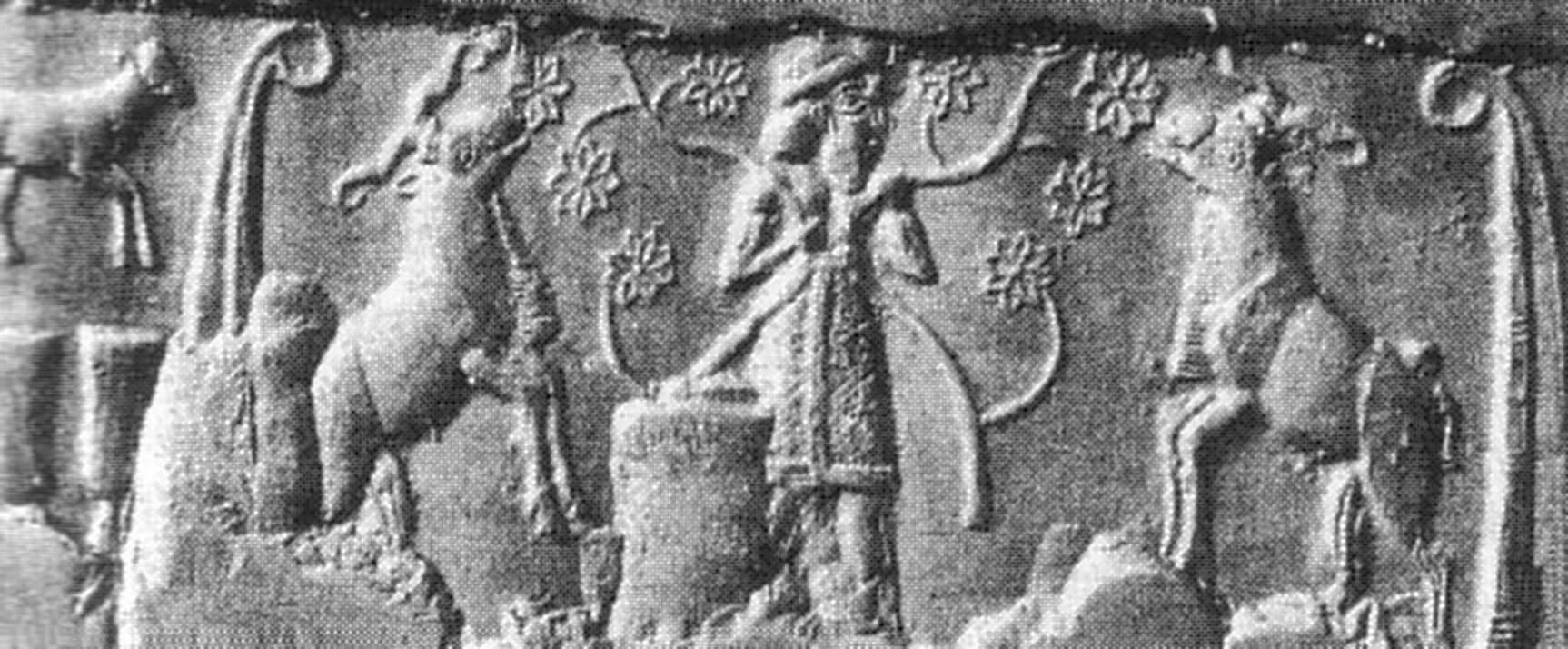

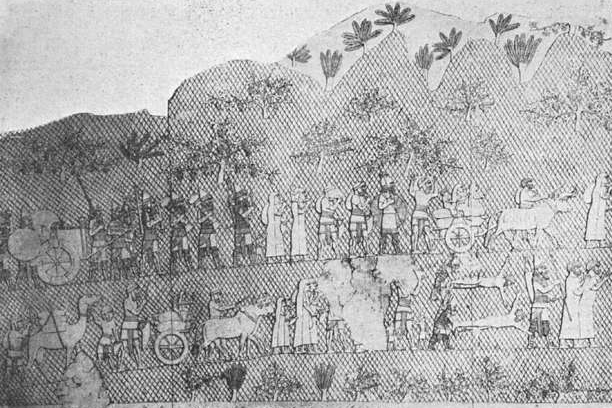
Ассирійські вояки гонять полонених юдеїв

Схематичні зображення пейзажів у рельєфах створили в Ассирії та Месопотамії. Зазвичай це пагорби, небагато дерев, що майже того ж розміру, що і люди, тварини чи сцени збору врожаю. Первинні пейзажі це суміш жанрів, їх зародок, де в одному зображенні і побутовий жанр, і пастораль чи баталія, і пейзаж. Розгалуження на чисті жанри прийде доволі пізно, але суміш жанрів в одному зображенні існуватиме і надалі (пейзажі зі сценами полювання, що малював Лукас Кранах Старший, героїчні пейзажі Пуссена, пейзажі з фігурами Франсуа Мілле , Курбе, Клода Моне тощо).

## Пейзажі в стінописах Стародавнього Риму
Постійні культурні запозичення зі східних країн Азії в стародавньому Римі спонукали появу стінописів із зображенням садів і пейзажів. Сади, вілли в садах і приємне дозвілля були головними мотивами подібних стінописів. Найкращі зразки подібних зображень збереглися в містах Помпеї, Геркуланум і Стабії, загиблих від виверження вулкана Везувій.
На фресці зі Стабій збереглося зображення узбережжя з човном, приморської вілли серед дерев на тлі невисоких гір. Не виключено, що це узагальнена замальовка реальної місцевості без детального відтворення подробиць. Але на стінописах частіше були уявні пейзажні зображення, набрані з «шматків» реальності — дерева з покрученими стовбурами, вази на колонах, кущі, вівтарі, невеличкі храми. В цих зображеннях люди не відіграють головної ролі і слугують для оживлення зображення (стаффаж). Дерева неможливо розпізнати за ботанічними характеристиками. Це схема дерева. Іноді характер крони підказує, що в зображенні є кипарис, але це радше виняток. Прикладом подібного стінопису є сакрально-ідилічний пейзаж з Помпей.
Сучасному уявленню про пейзажний живопис відповідає фреска Стародавнього Риму на тему аргонавтів — з поеми Гомера «Одісей». Між двома червоними пілястрами відкривається приморський краєвид зі скелями, пагорбами з деревами та тваринами, човнами на воді. Глядач ніби глянув у далечінь і побачив сцену, змальовану Гомером. Слід пам'ятати, що і в китайській, і в європейській традиції пейзажного живопису — сам пейзаж мав умовний характер, тільки з використанням цілком реалістичних деталей та явищ — дерев, пагорбів, зображень тогочасної архітектури чи її окремих елементів, водойм, човнів, тварин та птахів.
Були і свої суттєві відмінності. Пейзаж в китайський традиції зайняв найпрестижніше місце з сивої давнини. На відміну від китайського живопису в європейській традиції пейзаж зайняв найнижчі щаблі, мав підкорену, допоміжну функцію в зображеннях з фігурами і став престижним лише в XIX столітті.

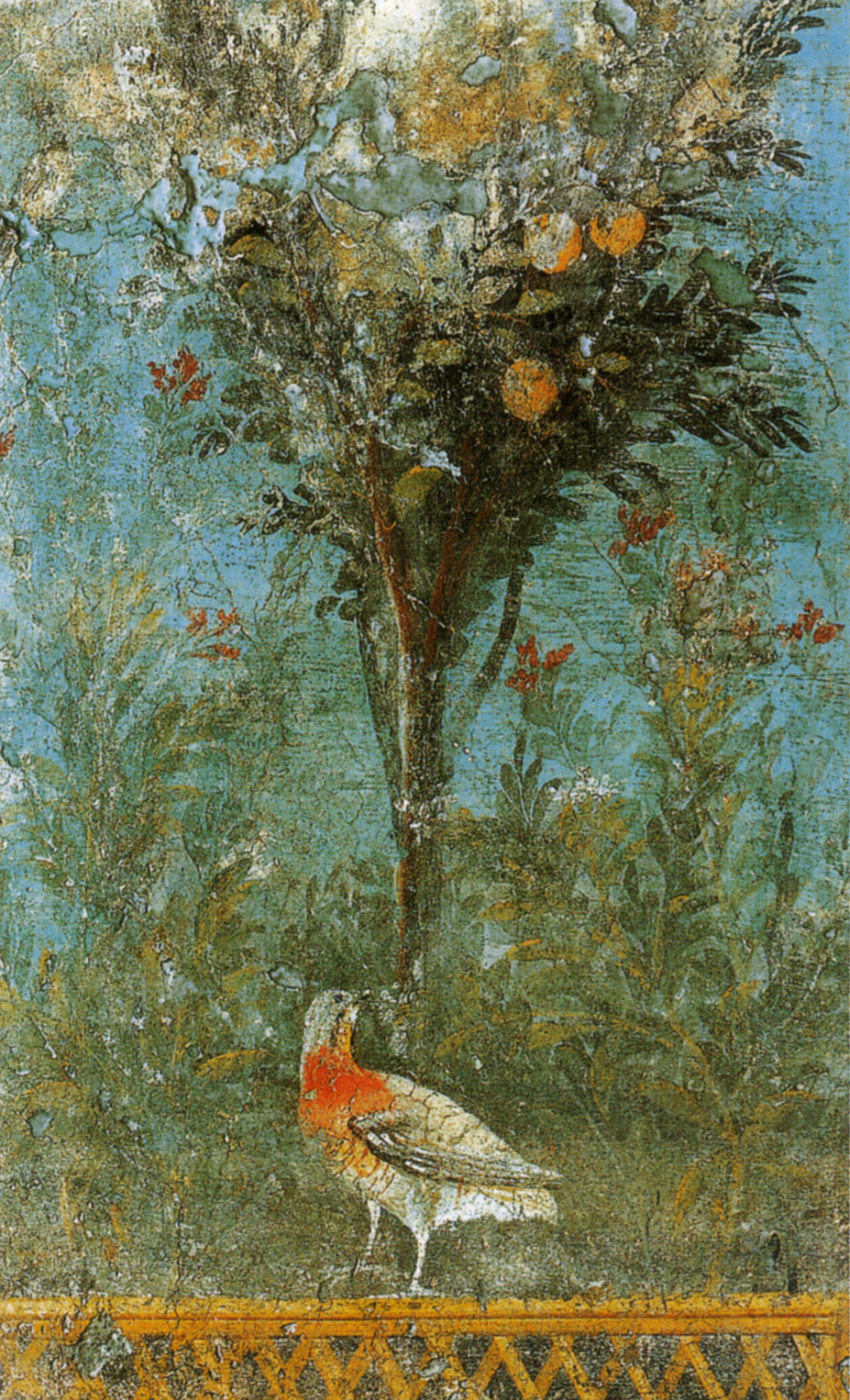
Фреска часів Стародавнього Риму
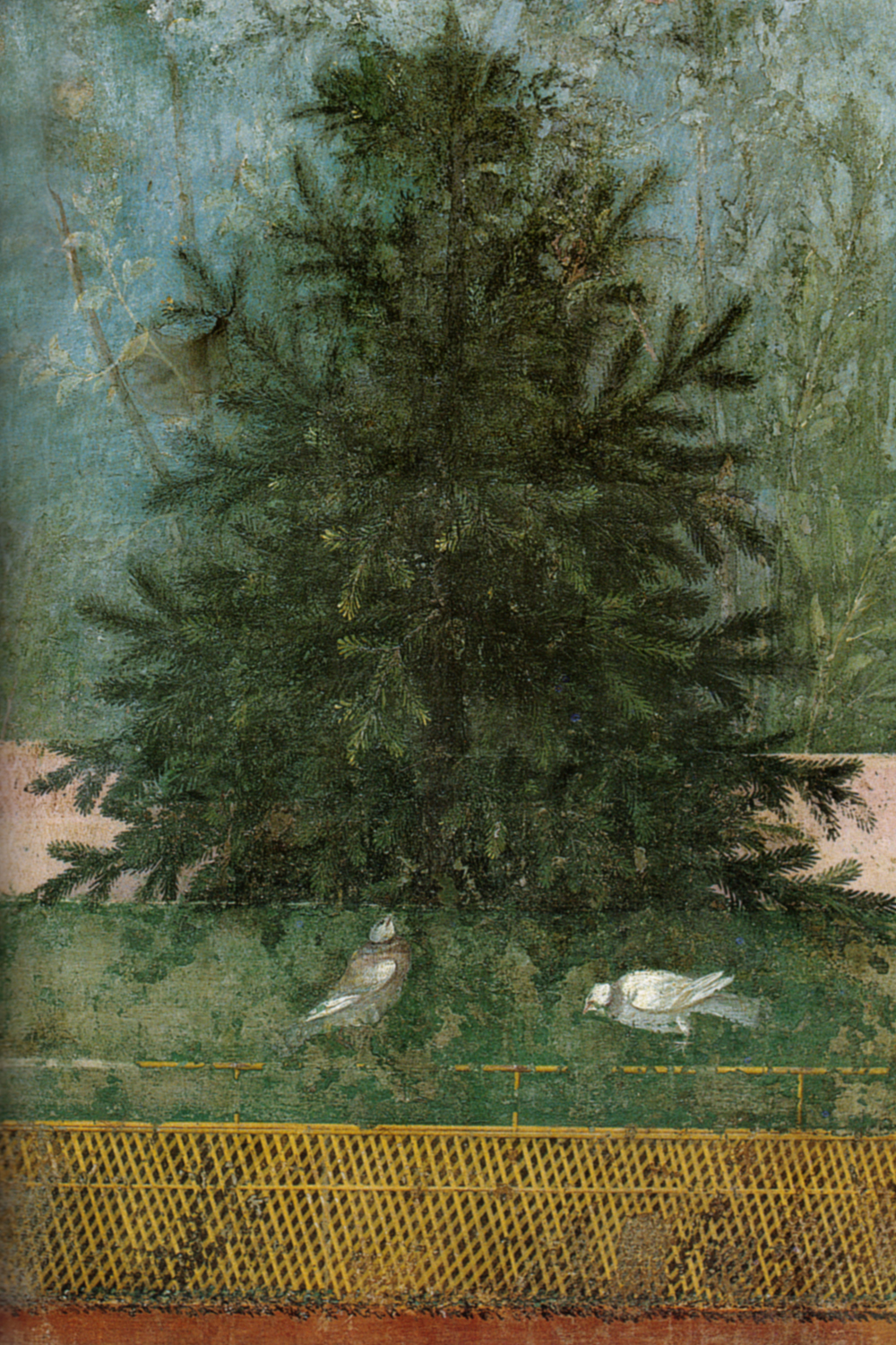
№1 фреска вілли Лівія
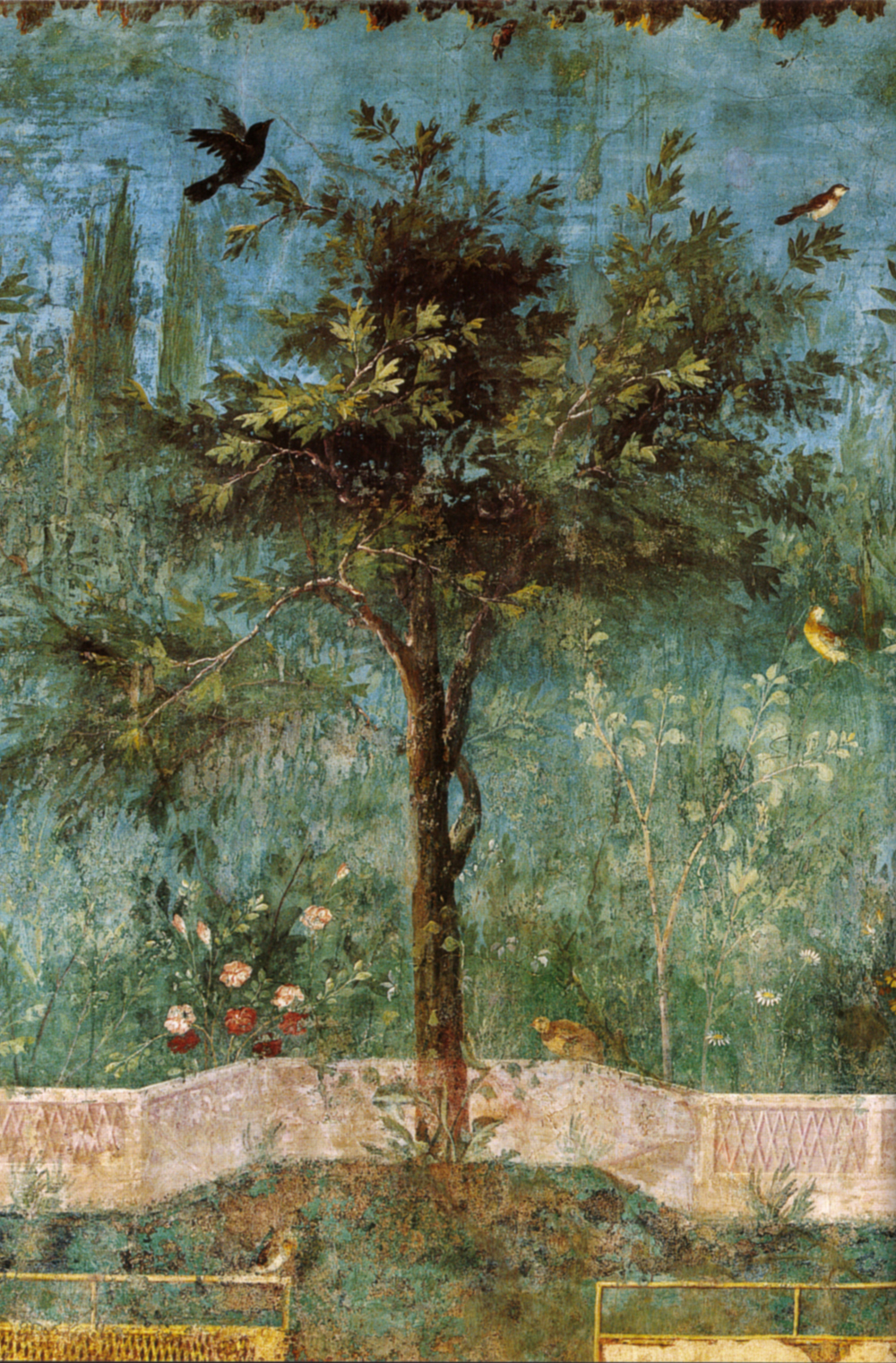
№2 фреска вілли Лівія.
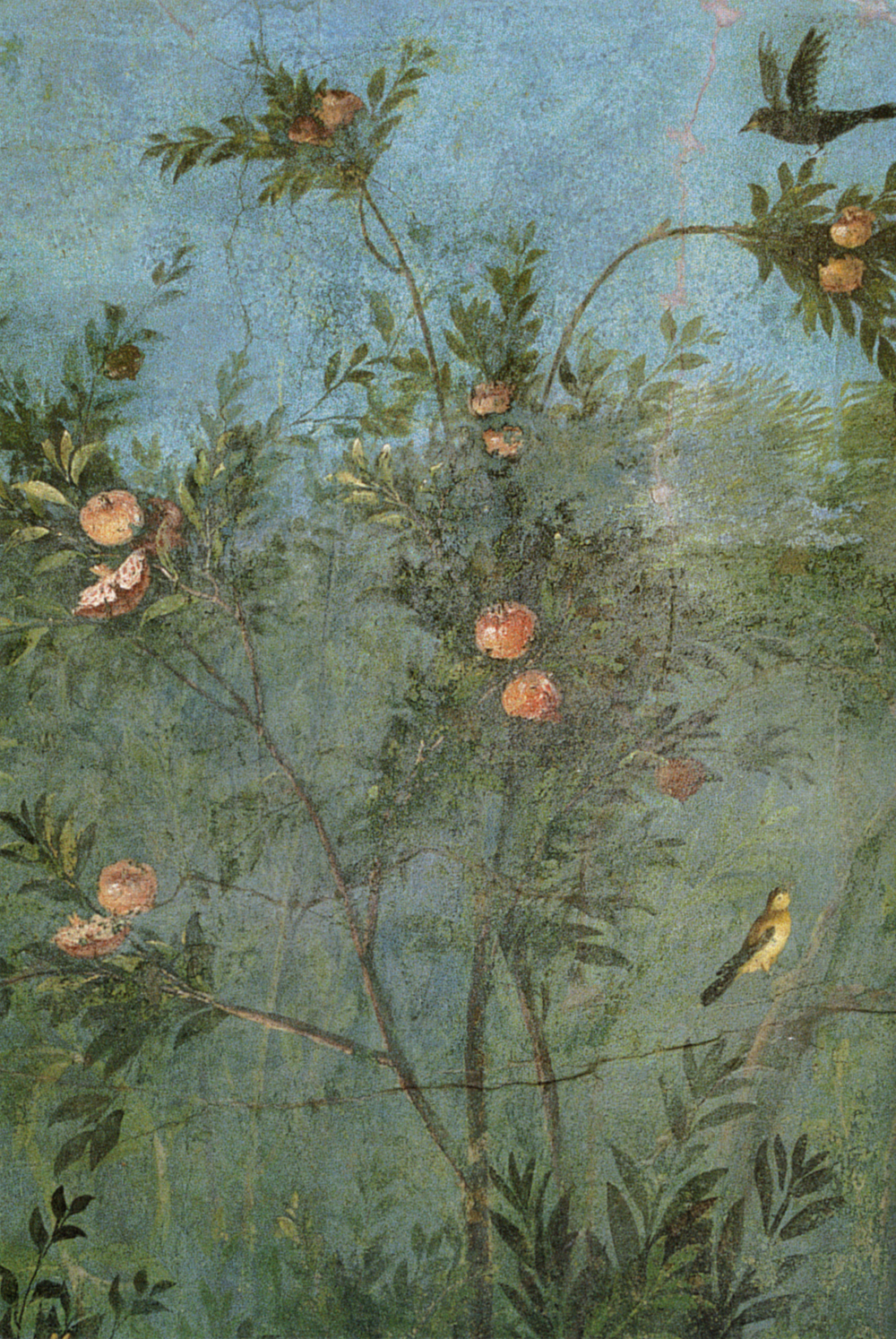
№3 фреска вілли Лівія

## Пейзажі середньовічного Китаю

Цуй Бо. «Бамбук і чапля». 11 століття.

Як самостійний жанр живопису пейзаж виник в середньовічному Китаї у VI столітті нашої ери. Природа, за уявою китайців, була втіленням світобудови, світового закону дао. В живопису це відбилося створенням картин типу «шань-шуй» («гори-водойми»). Панорамні картини наповнені скелями і горами, оповитими хмарами, туманами, крізь які ледь помітні ліси, людські домівки, човни тощо. Подібні зображення вільно текли сувоєм. І їх обмежувала лише довжина сувою. Символічні значення отримали і деякі рослини, особливо бамбук, дикий банан, сосна, місцева дика слива «мейхуа». Зображення цих рослин було таким частим, що стало канонічним і дожило до XXI століття. Своєрідно відтворювали пейзажисти і перспективу — згасанням фарби на дальніх ділянках планів, що ніби потопали в тумані, вологому повітрі. Зображення доповнювали вірші і каліграфія.
З'явились і видатні майстри пейзажного жанру — художники Го Сі (XI століття), Ся Гуй, Ма Юань (на зламі XII–XIII століть). Унікальні картини створив Цуй Бо, зафіксувавши стан природи в періоди тайфунів і негоди ( Бамбук і чапля в тайфун, кінець XI століття). Європейський живопис досягне подібного художнього рівня лише через вісім століть.

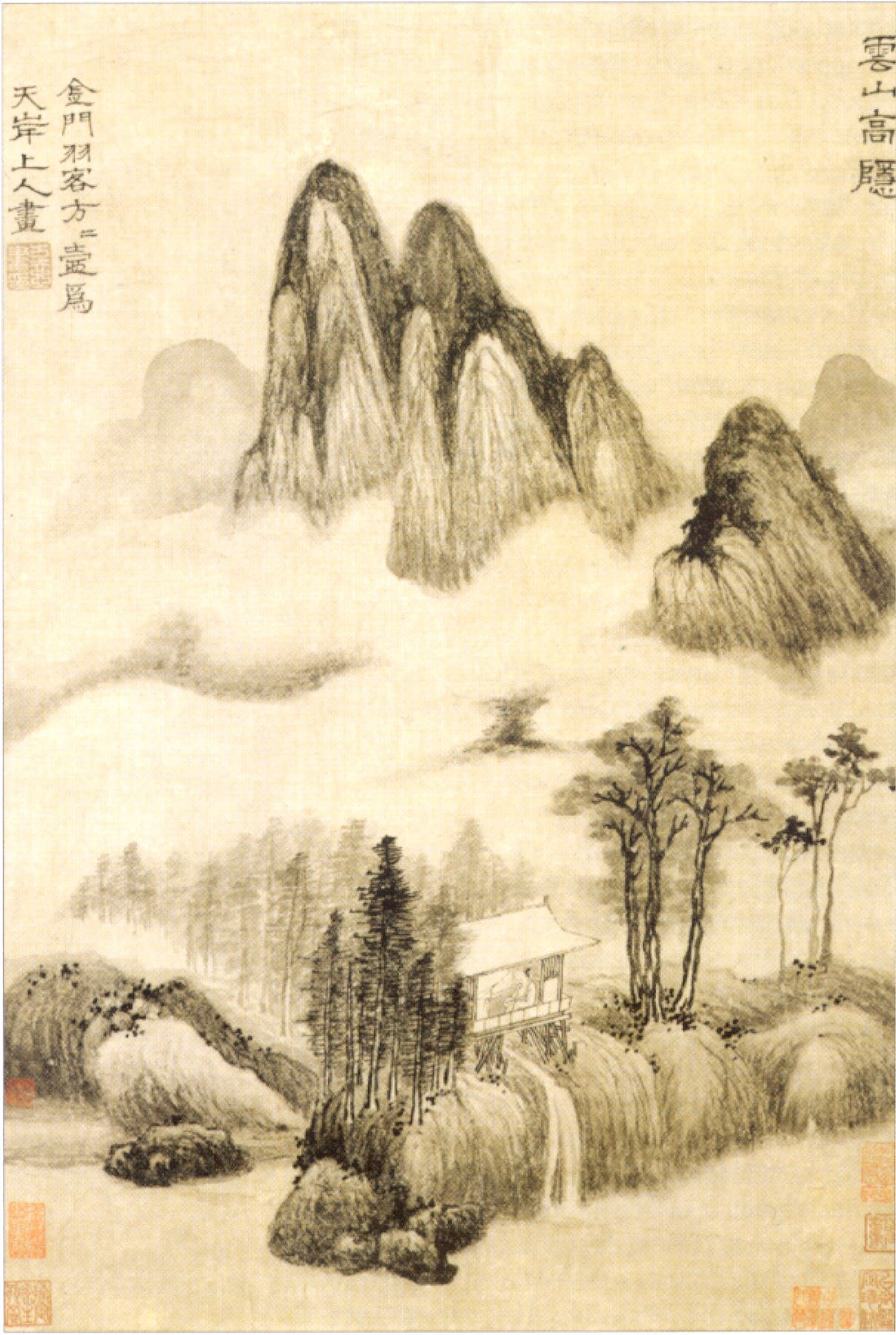
Фан Фангу. «Хижка анахорета у високих горах », XIV століття. Академія мистецтв Гонолулу
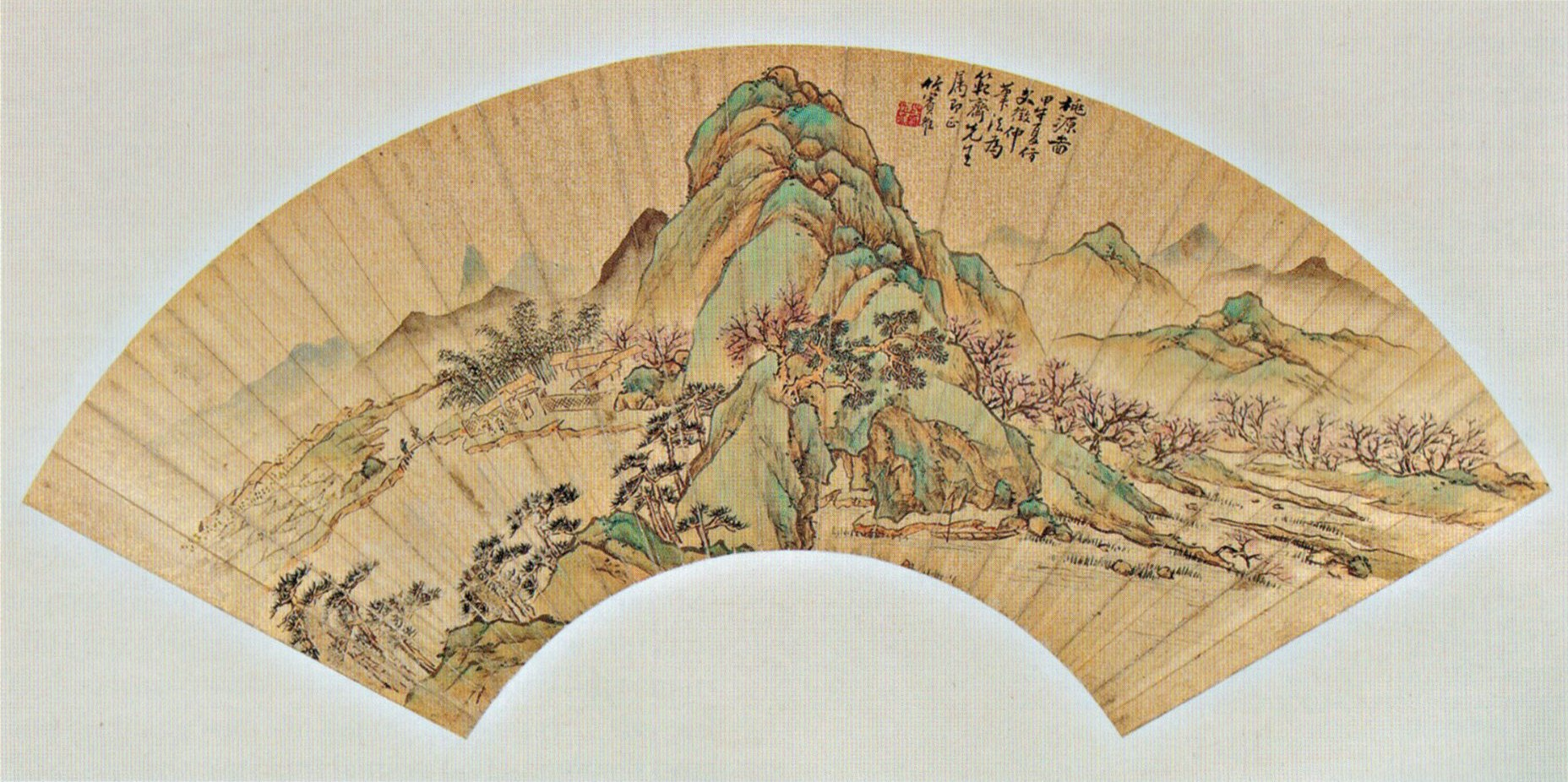
Шен Цуо (Shen Zhuo), «Квітучі песикові дерева у горах весною», 1834
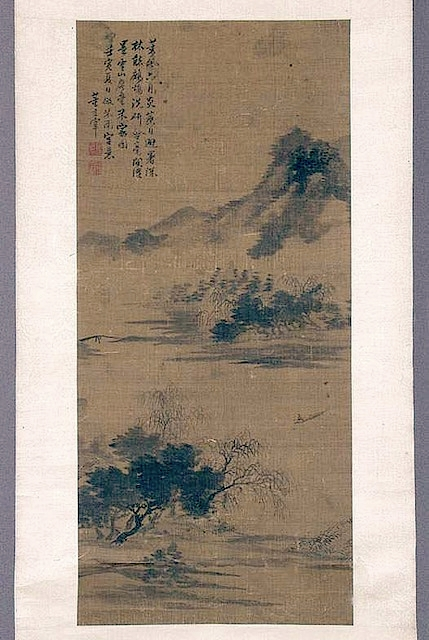
Дон Кічан. «Велич гірського озера», 1602 р., Національний музей (Варшава)
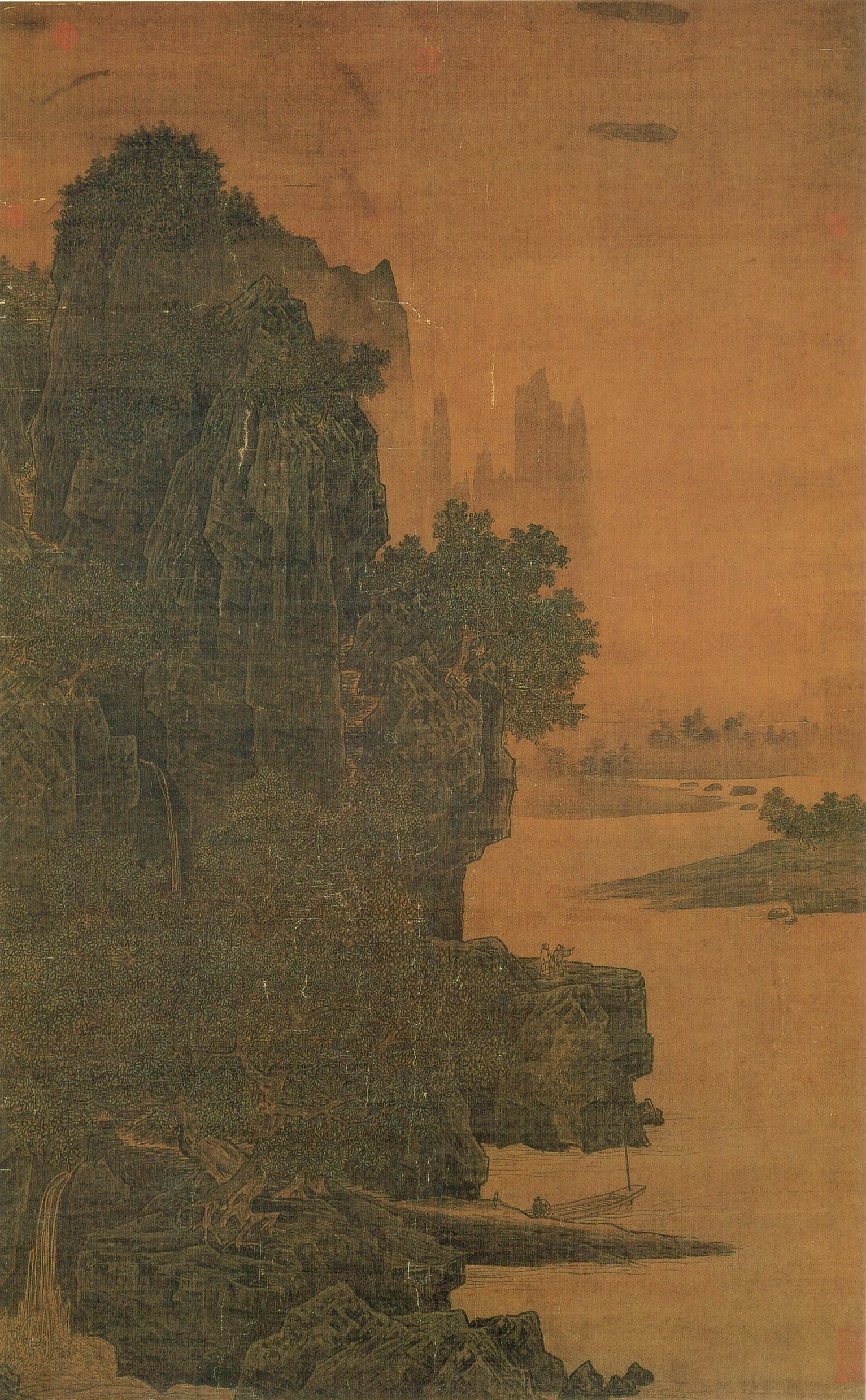
Сяо Чжао. «Споруди на схилі гір», XII століття

## Пейзаж в образотворчому мистецтві Японії

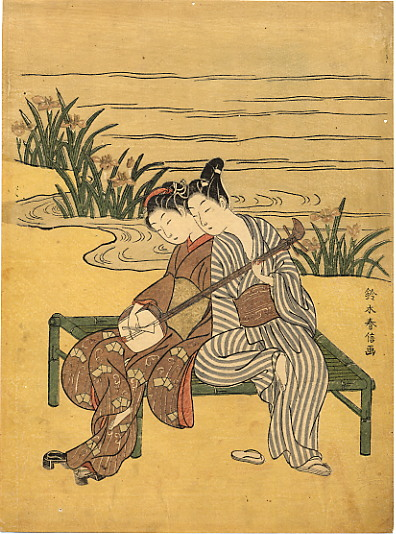
Харунобу Судзукі, «Двоє закоханих грають мелодію на одному сямісені», 1768 р.

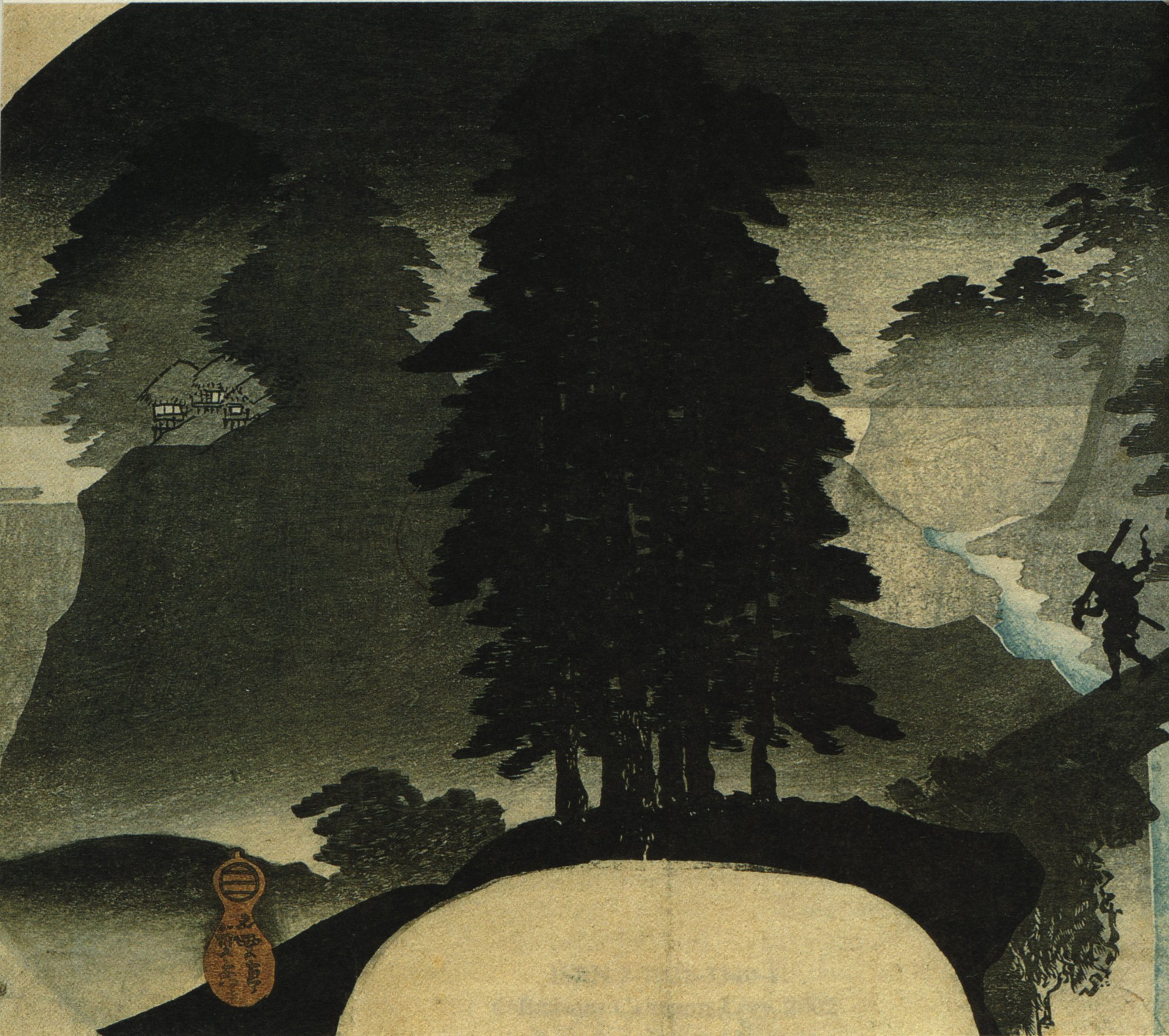
Японія. Худ. Садахіде Гюнтей. Пейзаж. Музей Гіме, Париж

Пейзажний живопис Японії сформувався лише до початку XIII століття і багато чого запозичив зі знахідок пейзажних митців Китаю. Це сталося значно раніше, ніж в графічних спробах. Пейзажний живопис Японії набув поширення в техніці туші, тобто був монохромним і мав назву «субоку га». Але пейзажі цього періоду були досить умовні, ідеалізовані, хоча і складались із шматків вихоплених реальних краєвидів. Але подавались в картині умовно, не були прив'язані до реальних краєвидів. Це були фантастичні краєвиди гір, річок і долин, водоспадів і лісу взагалі, як частини всесвіту, його філософського і узагальненого відбитку. Так, парадоксальними були краєвиди японського озера Біва, де художники ніколи не були. Це було вимріяне зображення озера, про яке вони лише чули. Пейзаж в живопису того періоду ще не був зображенням точно відтвореного і конкретного краєвиду. Майстрами керували канони, вже готові традиційні схеми і настанови, котрі сильно стримували ініціативу і індивідуальні пошуки митців.
Злам припав на XV ст., коли до створення пейзажів звернувся художник Сессю (1420–1506). Він почав подавати пейзажі більш конкретно і вільно від скутих канонів. Але твори Сессю були практичним винятком на тлі художньої продукції інших пейзажних митців, котрі уперто повторювали затверджені схеми і канони, вироблені майстрами-попередниками. Витоки цих канонів йшли ще з китайської доби Сун IX–XIII століть.
Лише розвиток національної графіки в XVII столітті привніс нове дихання в зображення пейзажів. Більш мобільна графіка і не така консервативна, як живопис, швидше змінювалась і швидше відгукувалась на нові смаки і зрушення в мистецтві. Первісно в графіці XVII і XVIII століть пейзаж ще відігравав підкорену роль. Зазвичай його зображення в ті часи — це невеликі клаптики чи тло гравюр з іншими сюжетами. Пейзажі лише супроводять сюжети картин і гравюр в творах Моронобу (1618–1694), Масанобу (1686–1764). Такий стан утримувався і до приходу в японську гравюру укійо-е нової генерації майстрів. Пейзаж як самостійний жанр ще не існував для таких митців як Сяраку (кінець XVIII ст.), як Кітаґава Утамаро (1753–1806) і для Харунобу Судзукі (1725–1775). Але до пейзажів в гравюрі звернувся ініціативний і велетенські обдарований Кацусіка Хокусай, що призвело до рішучих зрушень в галузі.
Серед розповсюджених пейзажних мотивів японського образотворчого мистецтв — зображення гори Фудзі. З давніх-давен її замальовувала безліч художників і оспівував натовп поетів. Серед ілюстрацій рукопису «Діяння принца Сетоку Тайсі», латоваого 10 століттям, знайдене зображення гори Фудзі. До образу популярної гори звертались Сессю, Огата Корин (1658–1716), Кано Таніу (1602–1672), Тайга (1723–1776) і низка послідовників. Але виробився сталий канон і тут. Гора почала виступати узагальненим символом і ніби не мала до існування людей ніякого відношення. Сталим штампом стало зображення гори з трьома вершинами, вкритими снігом. Але в реальності такою гора поставала перед спостерігачами лише з південно-західного боку і мала не тільки цей «фасад».
У Хокусая теж є урочисте ставлення до гори, яку вважали в Японії святинею. Але він почав подавати її у власних малюнках і гравюрах з різних боків, подав її буденне і тимчасове оточення, її відображення в водоймах, її змінний образ в різні пори року. Так, над серією гравюр з зображеннями гори Фудзі Хокусай працював десять років. І хоча назва серії «Тридцять шість видів Фудзі», в неї увійшли сорок шість окремих аркушів, пов'язаних єдиною темою.

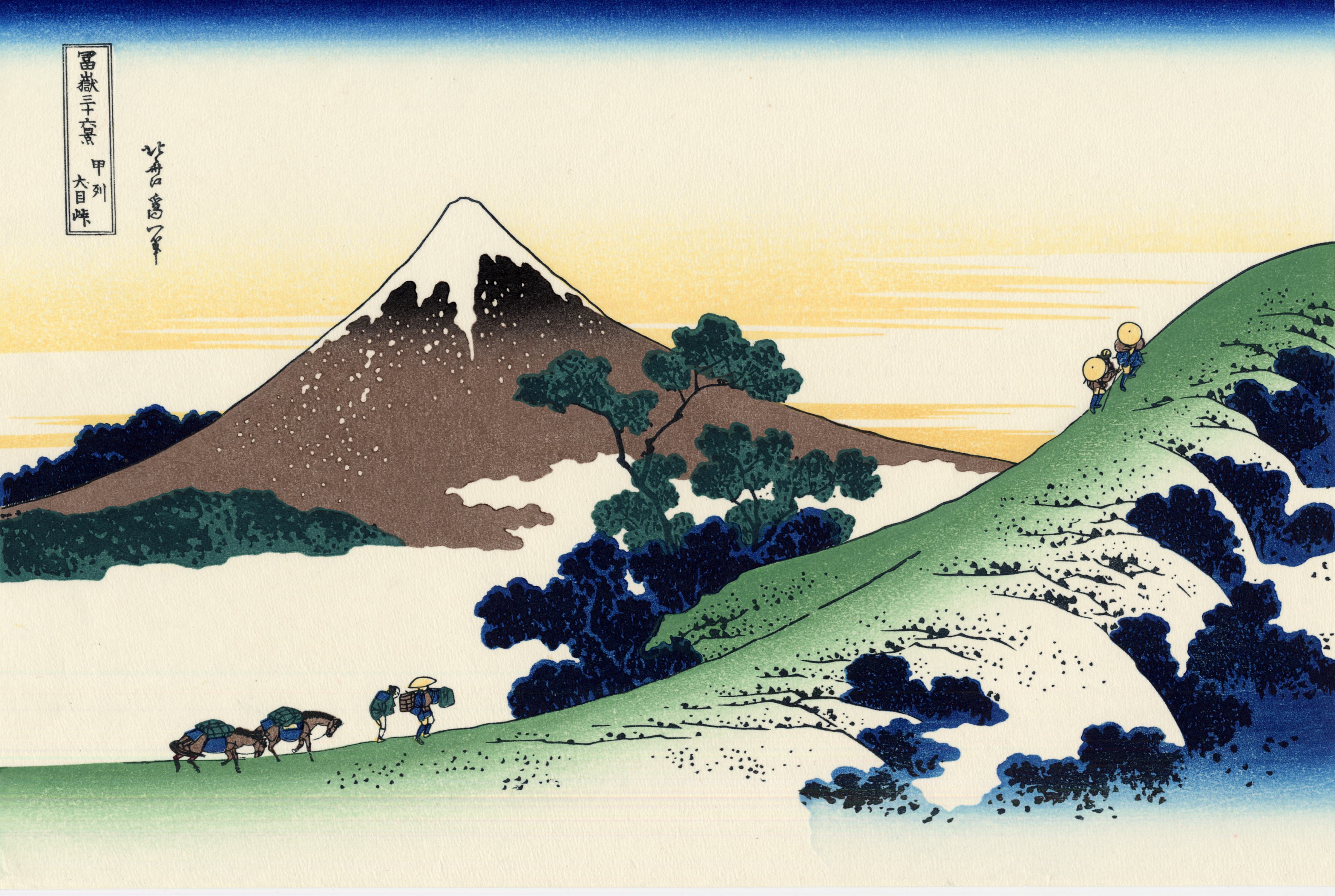
Кацусіка Хокусай. «Гірський перевал у Косю»
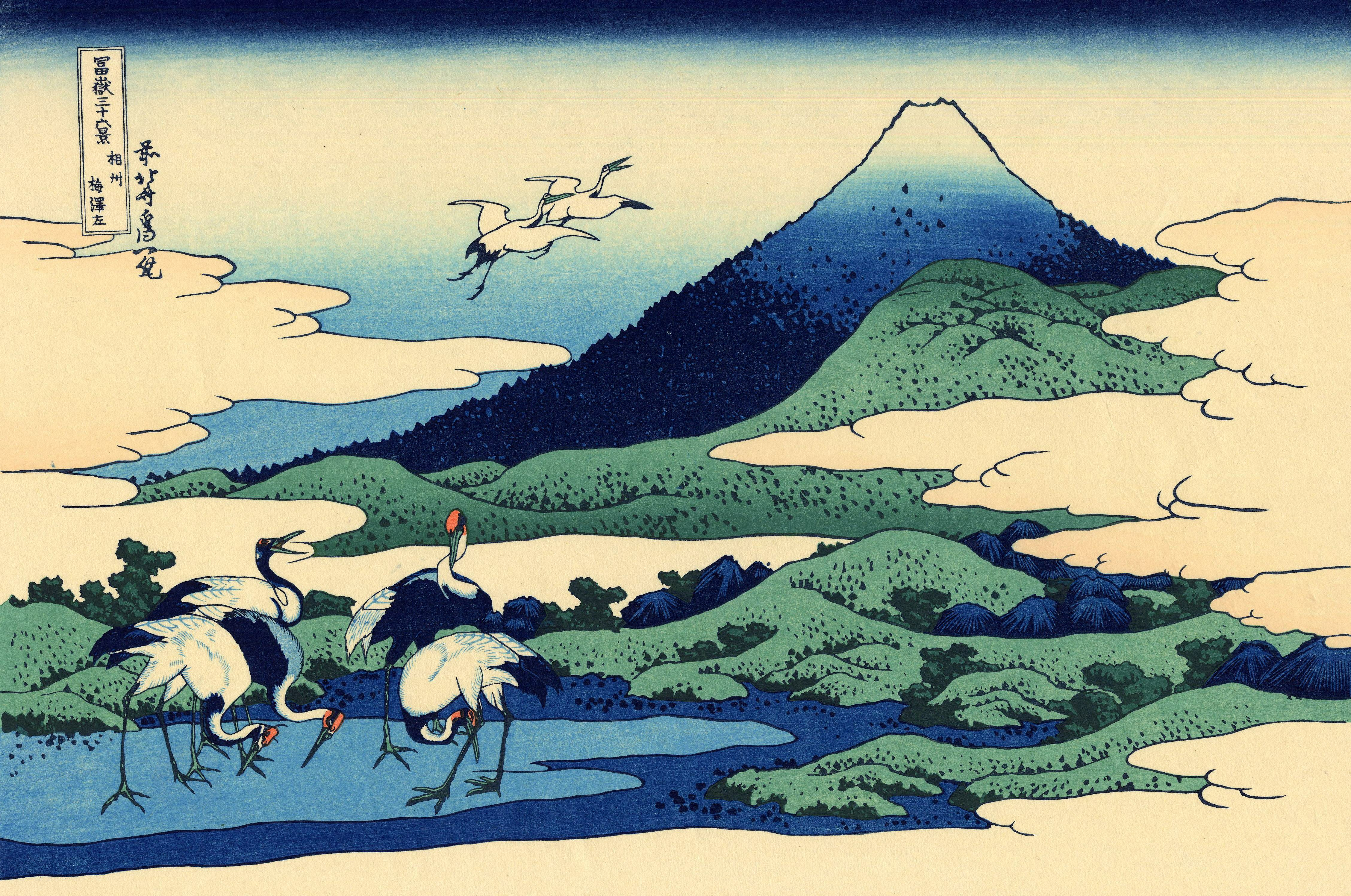
Кацусіка Хокусай. «Місцевість Умедзава в Сосю»
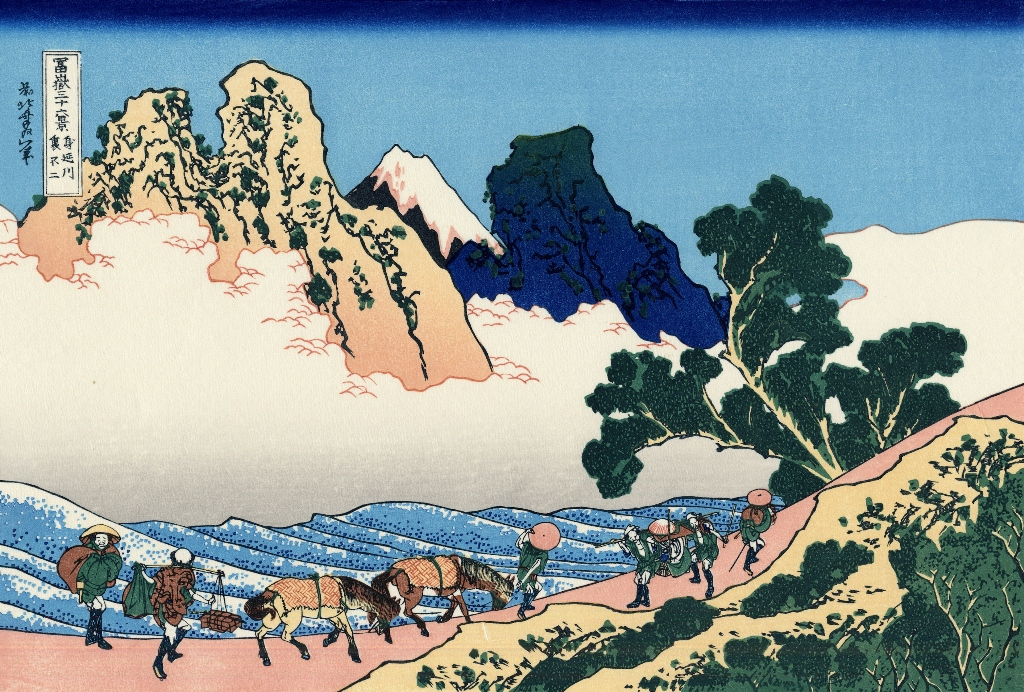
Кацусіка Хокусай. «Зворотній бік Фудзі. Вигляд з боку річки Мінобуґава»
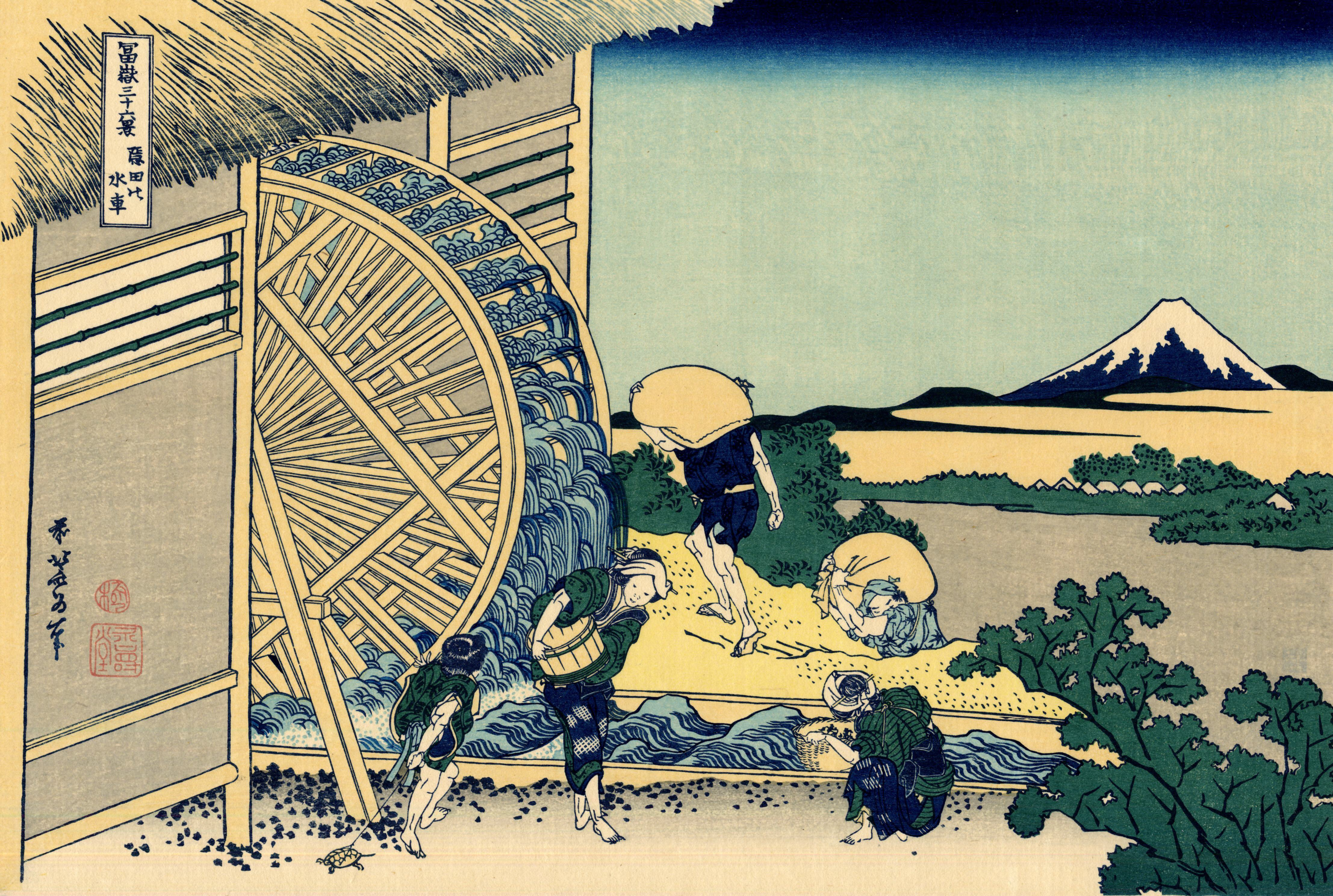
Кацусіка Хокусай. «Водяний млин в Ондені»
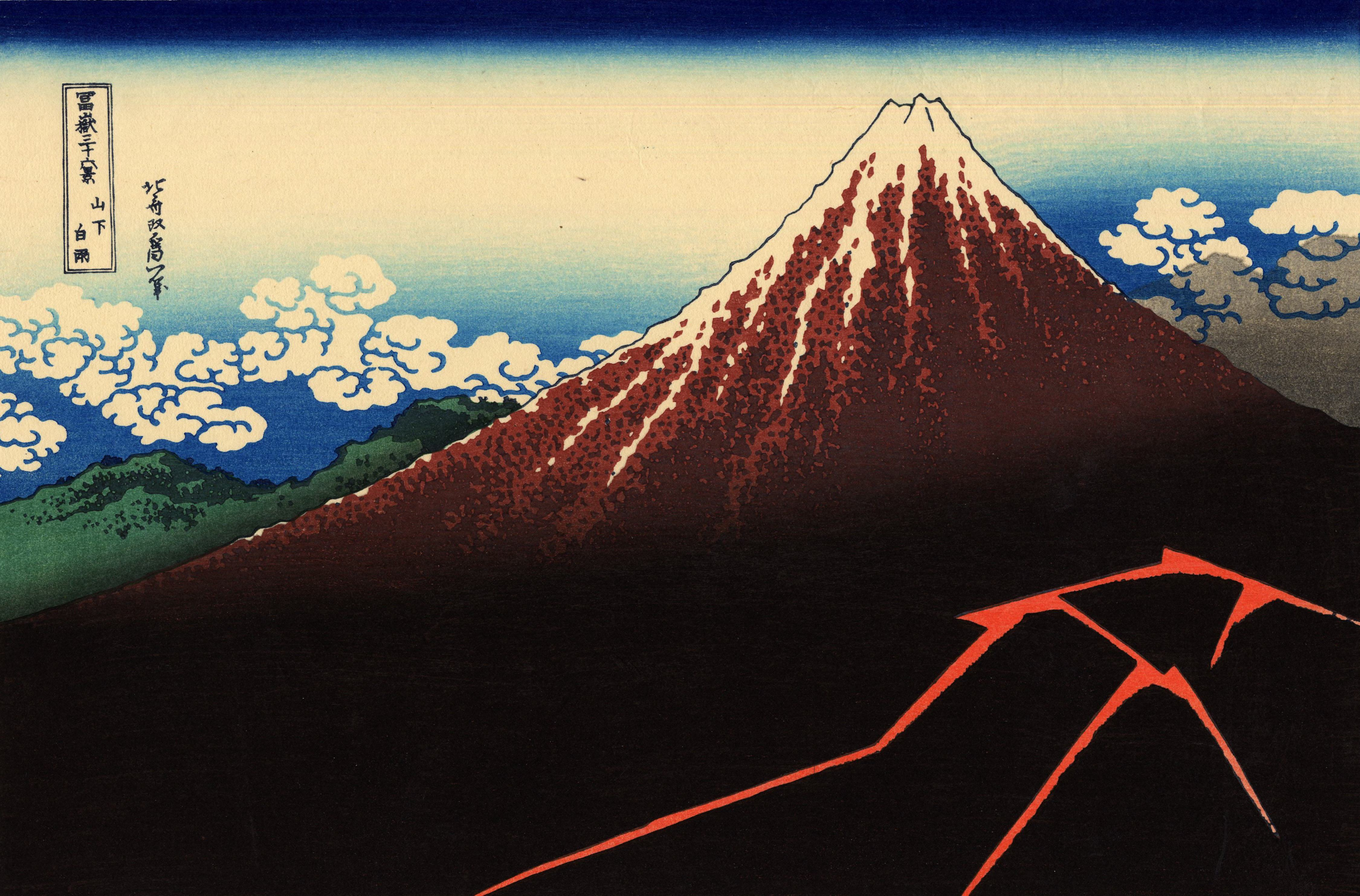
Кацусіка Хокусай. «Блискавка нижче гори» («Червона Фудзі»)

Аби підкреслити висоту гори, він подав її такою велетенською, де блискавка перед дощем відбувається набагато нижче її верхівки. Особливий успіх мав і аркуш «Переможний вітер. Ясний день» чи «Червона Фудзі», де дерева лісу, що вкриває схили велетенської гори, схожий на мізерні цяточки. В контраст із «Червоною Фудзі» було створено і декілька відбитків цілком «Білої Фудзі» з тією же композицією, цікава, але менш виразна, вона не увійшла в серію. Але кожний аркуш серії художник підписав з конкретними вказівками місцевостей. Пейзаж як жанр захопив Хокусая і він почав постійно включати пейзажні зображення в випуски Манга. А 1817 року весь сьомий том манга присвятив тільки пейзажам. В XIX столітті до створення пейзажів звернеться вже низка японських митців різної обдарованості.
Були у японського пейзажного жанру і свої особливості — він більш графічний, суворіший у відбірках мотивів, менш декоративний, ніж у китайських майстрів. Своєрідний мінімалізм художніх засобів не позбавив японський пейзаж виразності, своєрідності, різноманітного настрою. Навіть узагальнення і спрощення, привнесені в пейзажний жанр модерновими течіями XX століття, не позбавили його національного забарвлення і виразності, притаманних саме йому.

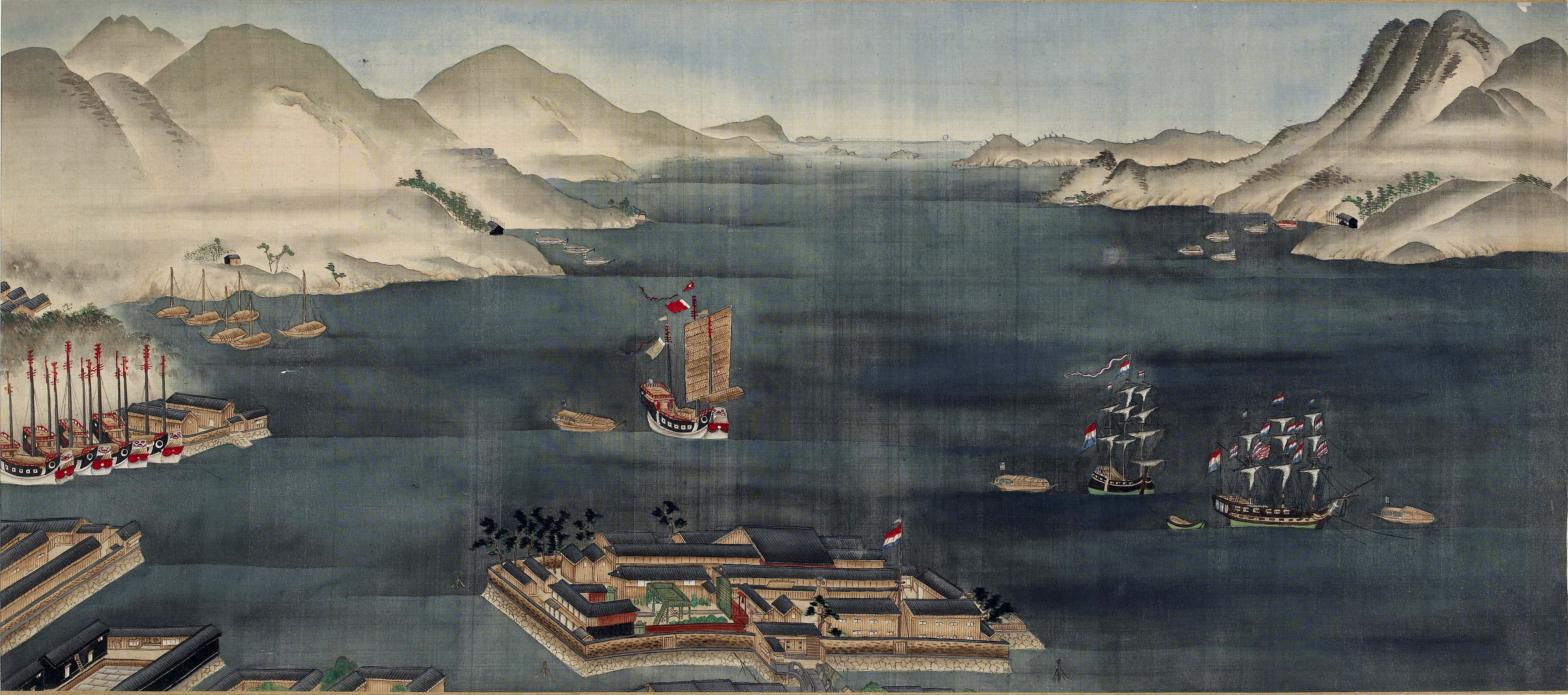
Невідомий з Японії першої половини XIX ст. «Затока в Нагасакі», до 1850, Британський музей
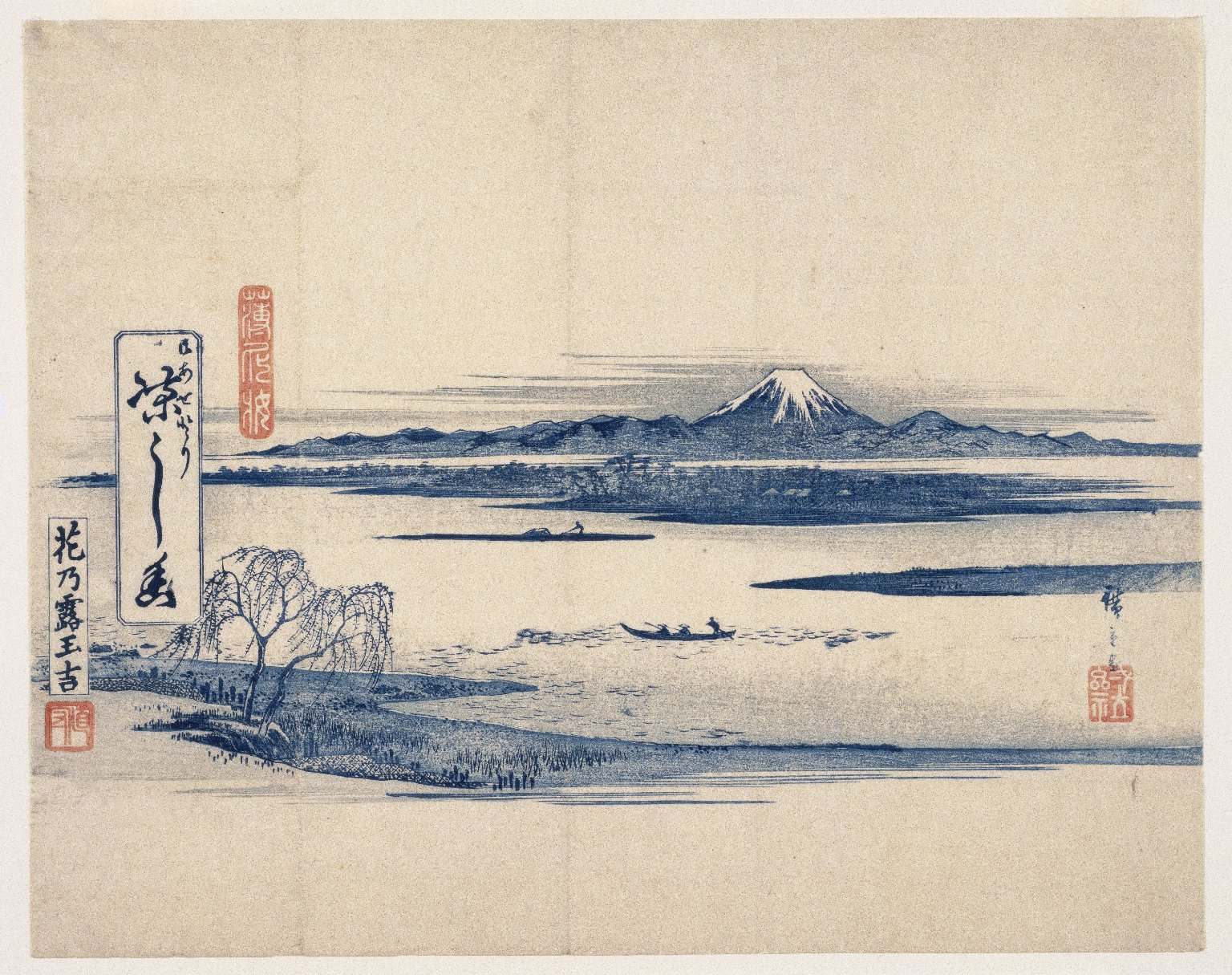
Андо Хіросіге. «Краєвид з горою Фудзі». Бруклінський музей.
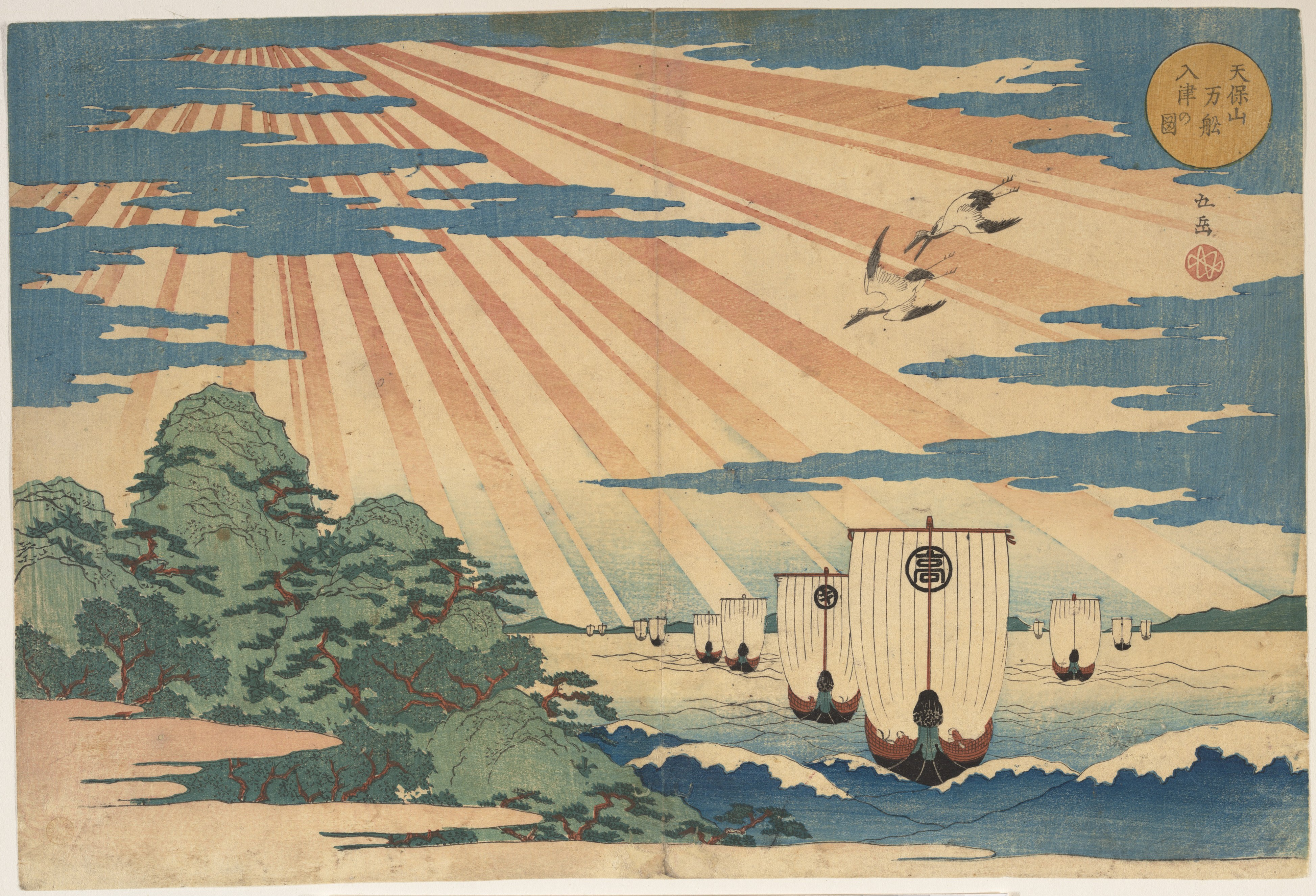
Худ. Яшима Гакутей. «Човни і хмари», 1-а половина XIX ст.
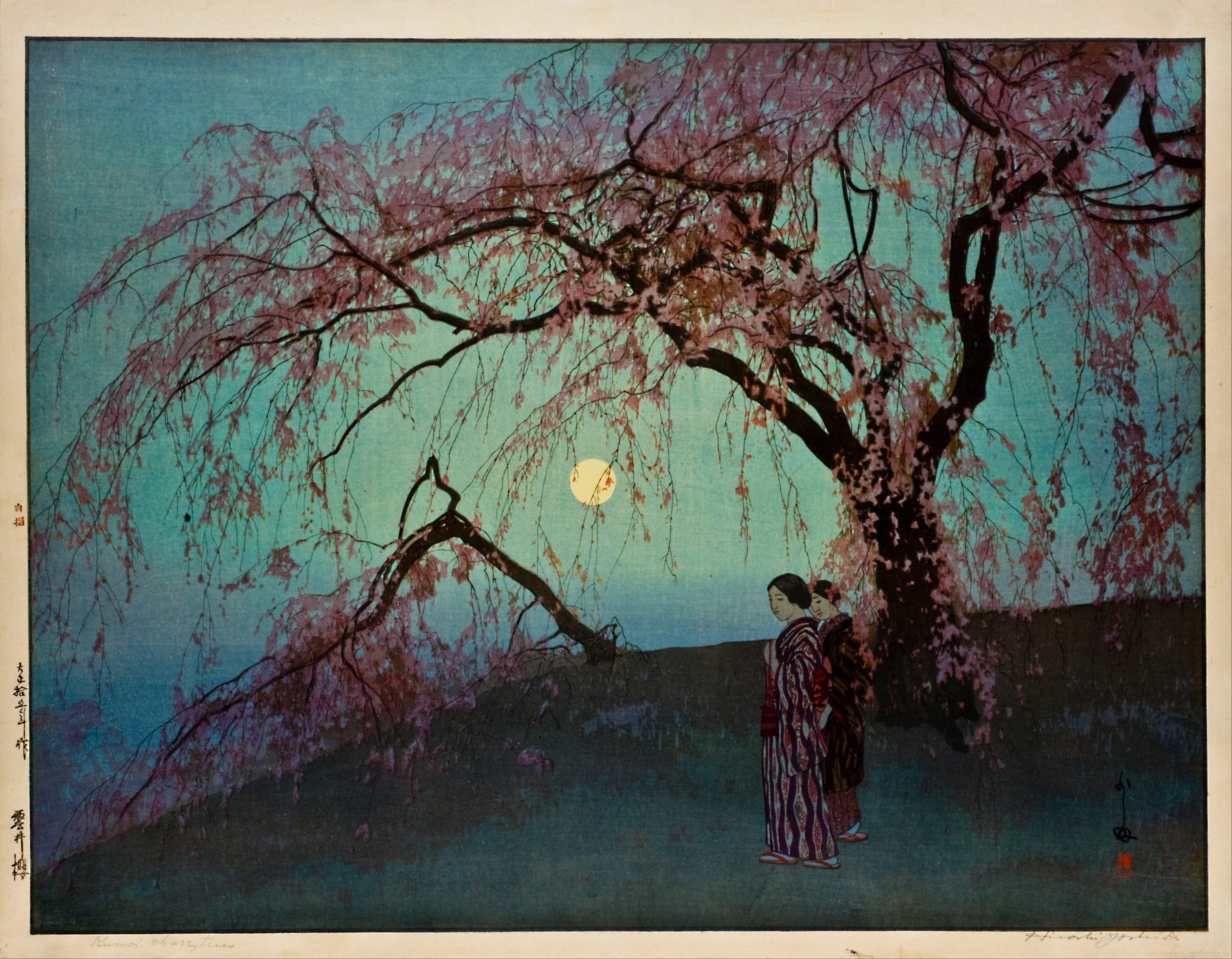
Хиросі Єсида. Розквітлі сакури
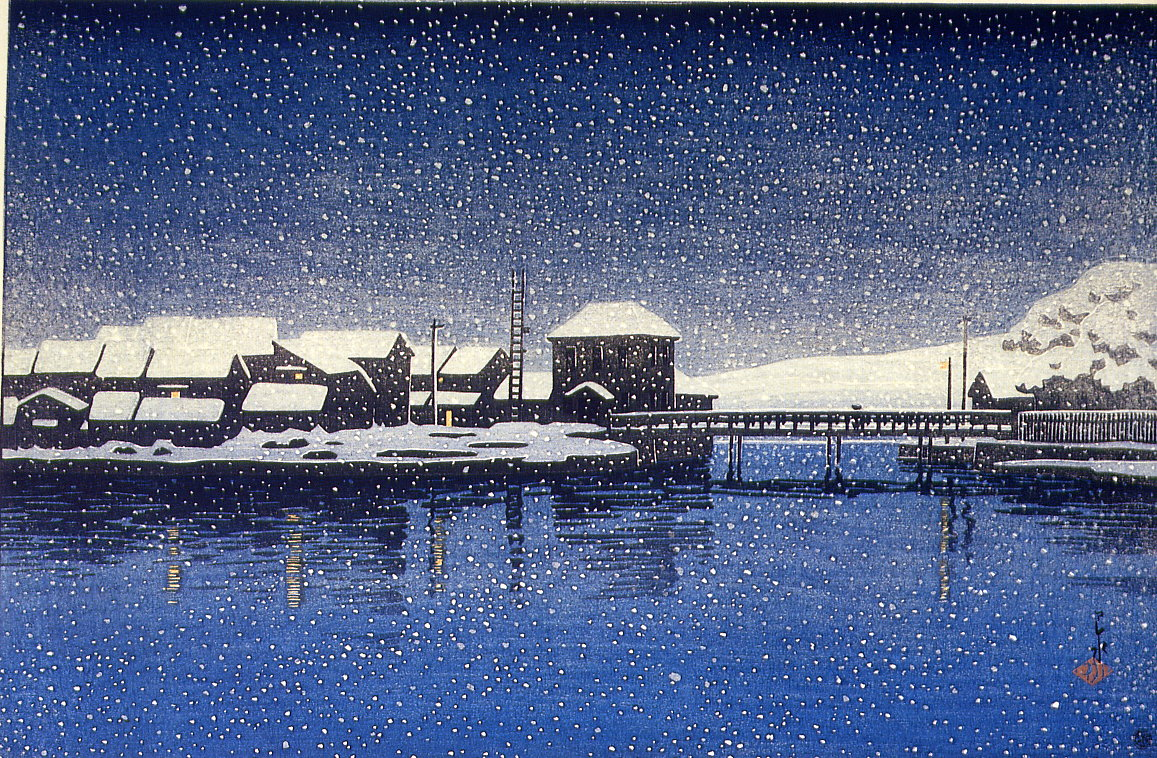
Кавасе Хасуі, «Засніжений порт Ебісу», 1911 р.

## Пейзаж майстрів маньєризму і фламандського бароко

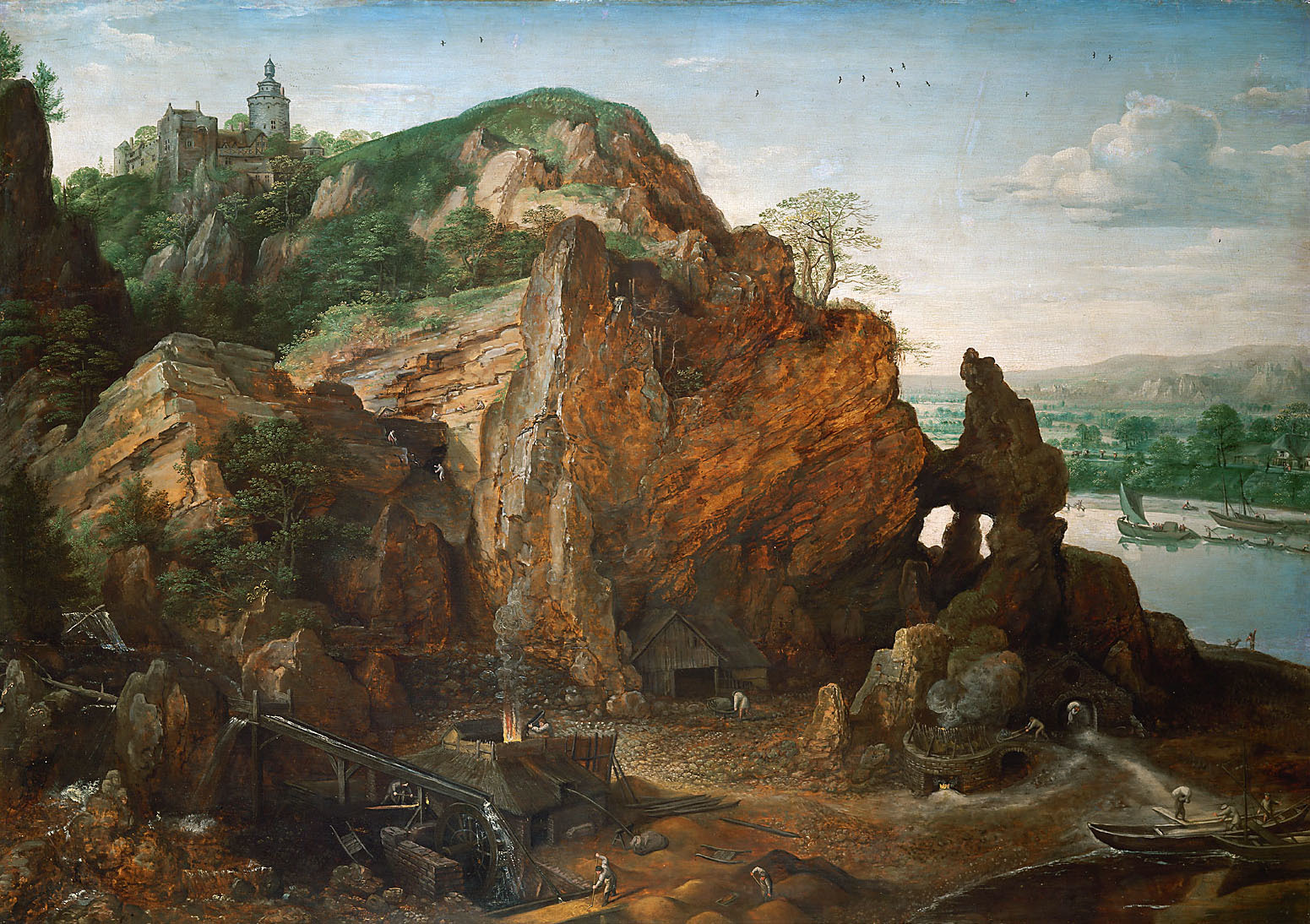
Лукас ван Фалькенборх. «Гори Маасу з покладами руд та ливарними печами», 1580, Відень.

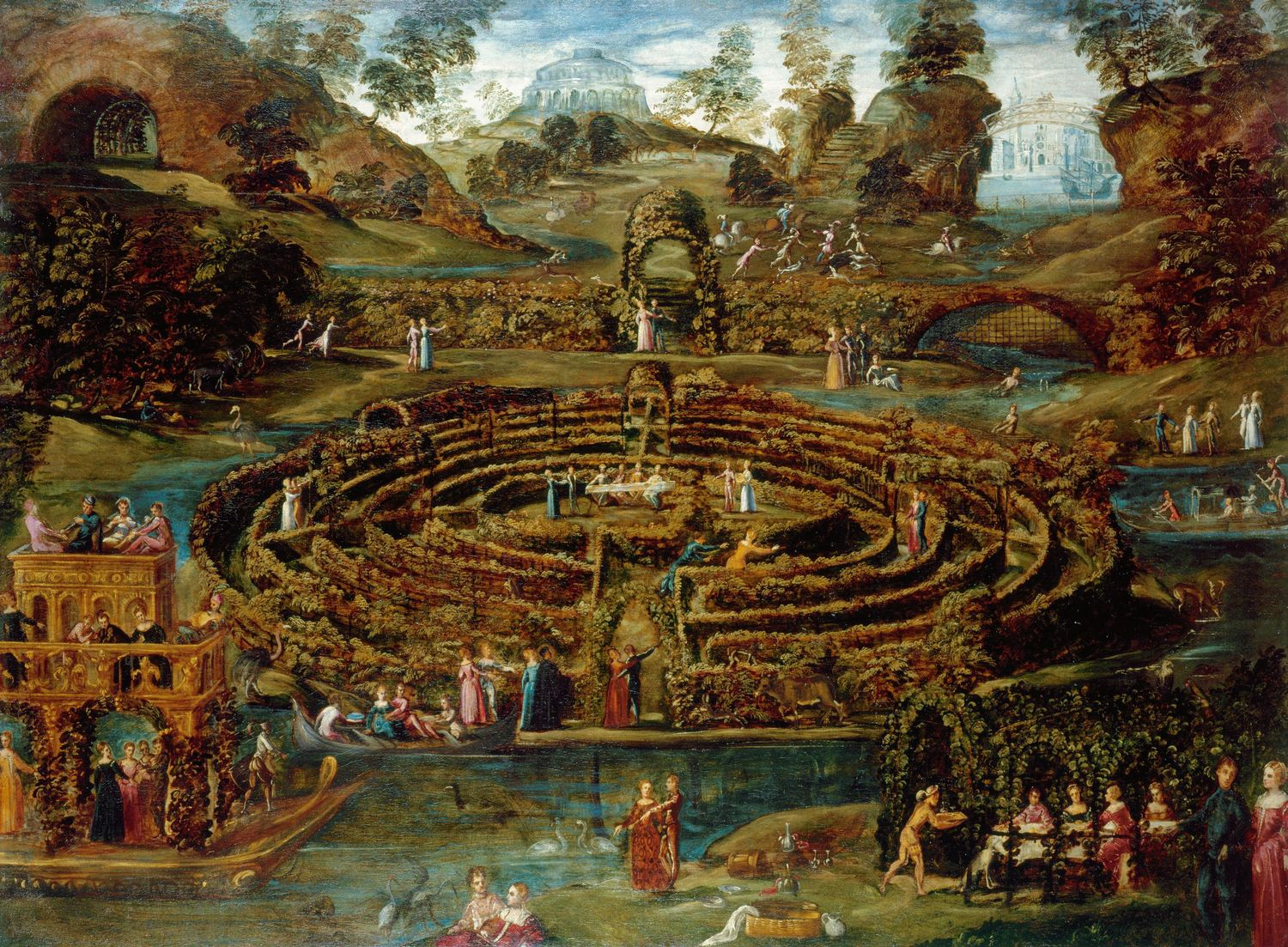
Лодовіко Поццосеррато. «Сад насолод з лабіринтом», бл. 1584 р.
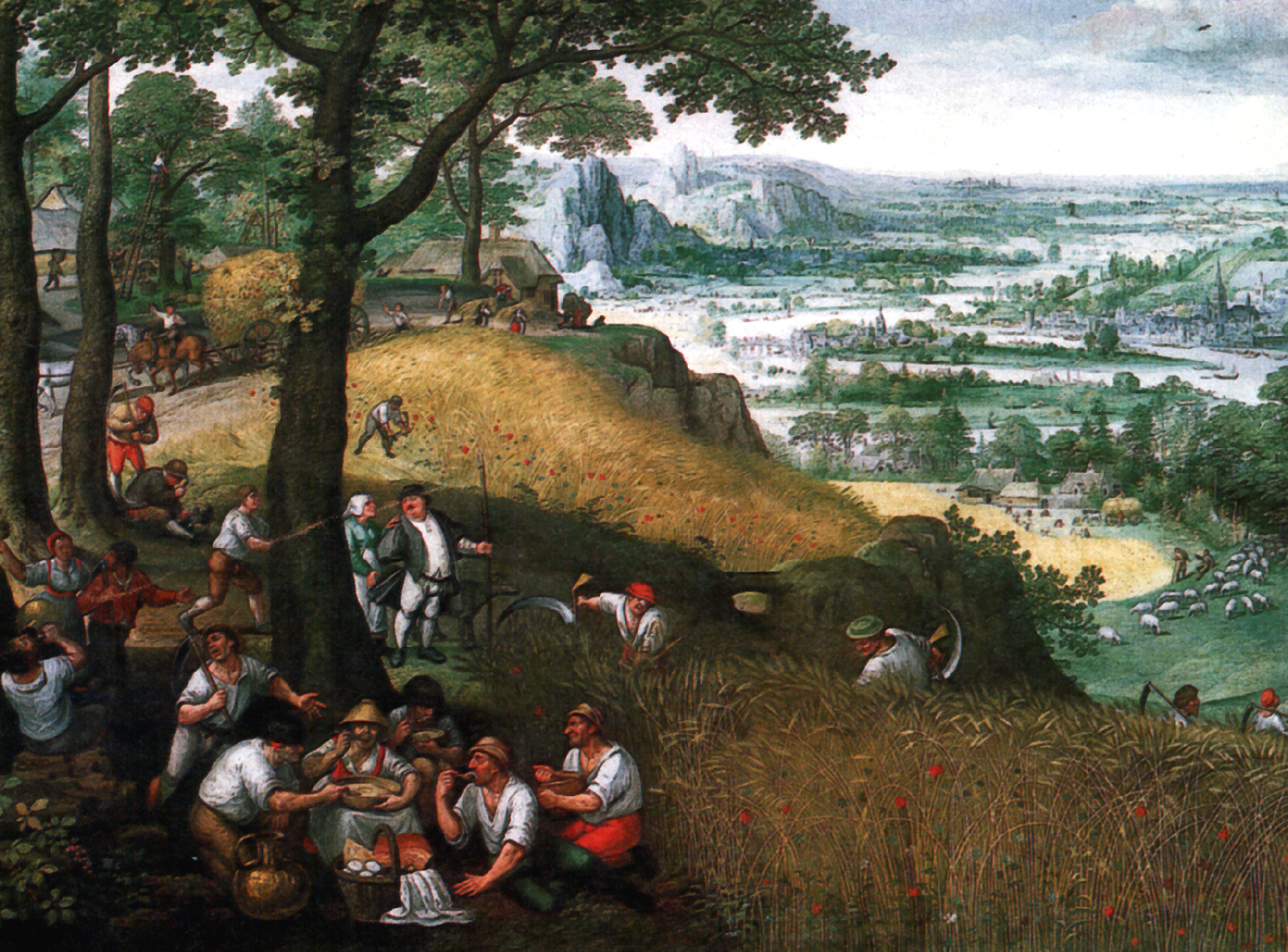
Лукас ван Фалькенборх.  Жнива, пейзаж з серії «Сезони», Музей історії мистецтв, Відень
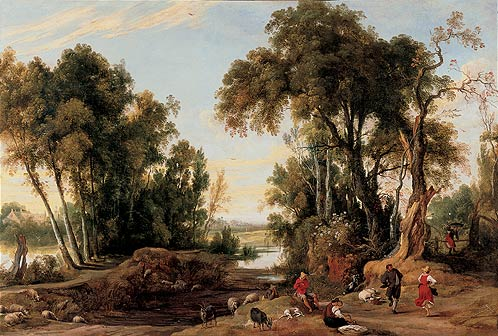
Ян Вільденс. «Пейзаж з розвагами пастухів»
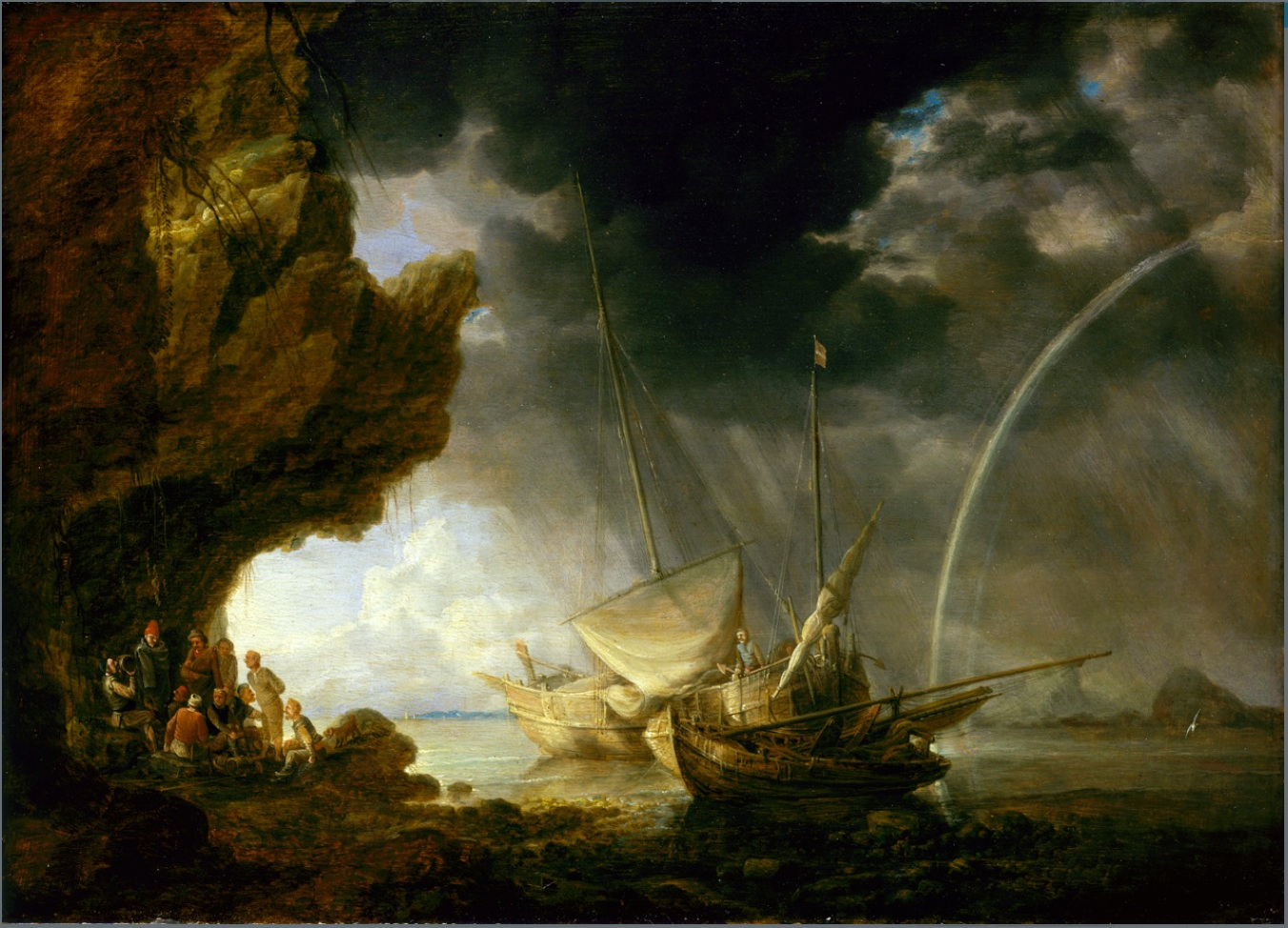
Бонавентура Пітерс старший. «Пейзаж із буревієм над морем», Національний морський музей, Лондон.
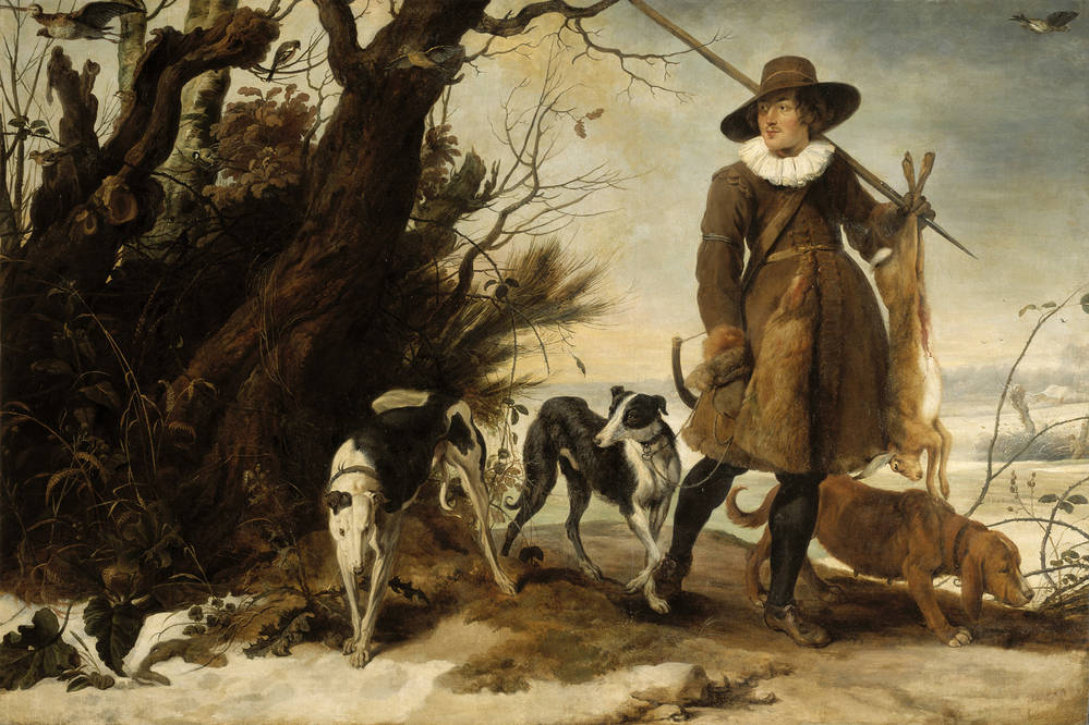
Ян Вільденс. «Зимовий пейзаж з мисливцем», Дрезденська картинна галерея.

## Експериментальні пейзажі Момпера

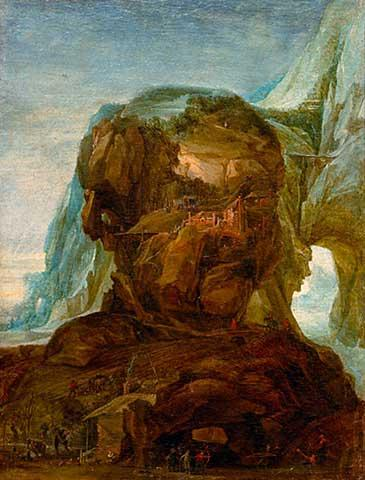
Весна (Момпер)
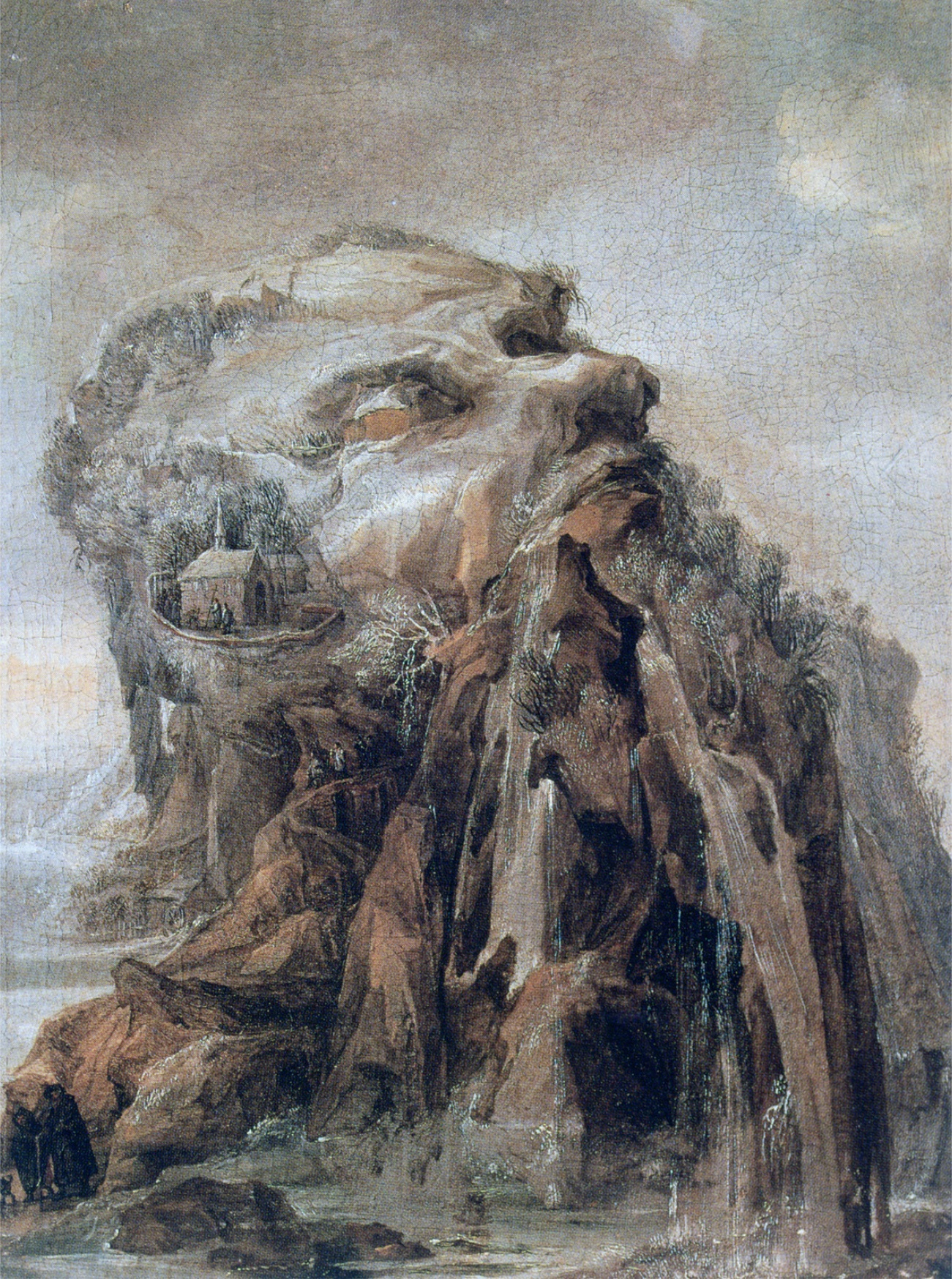
Йоос де Момпер. «Алегорія зими»
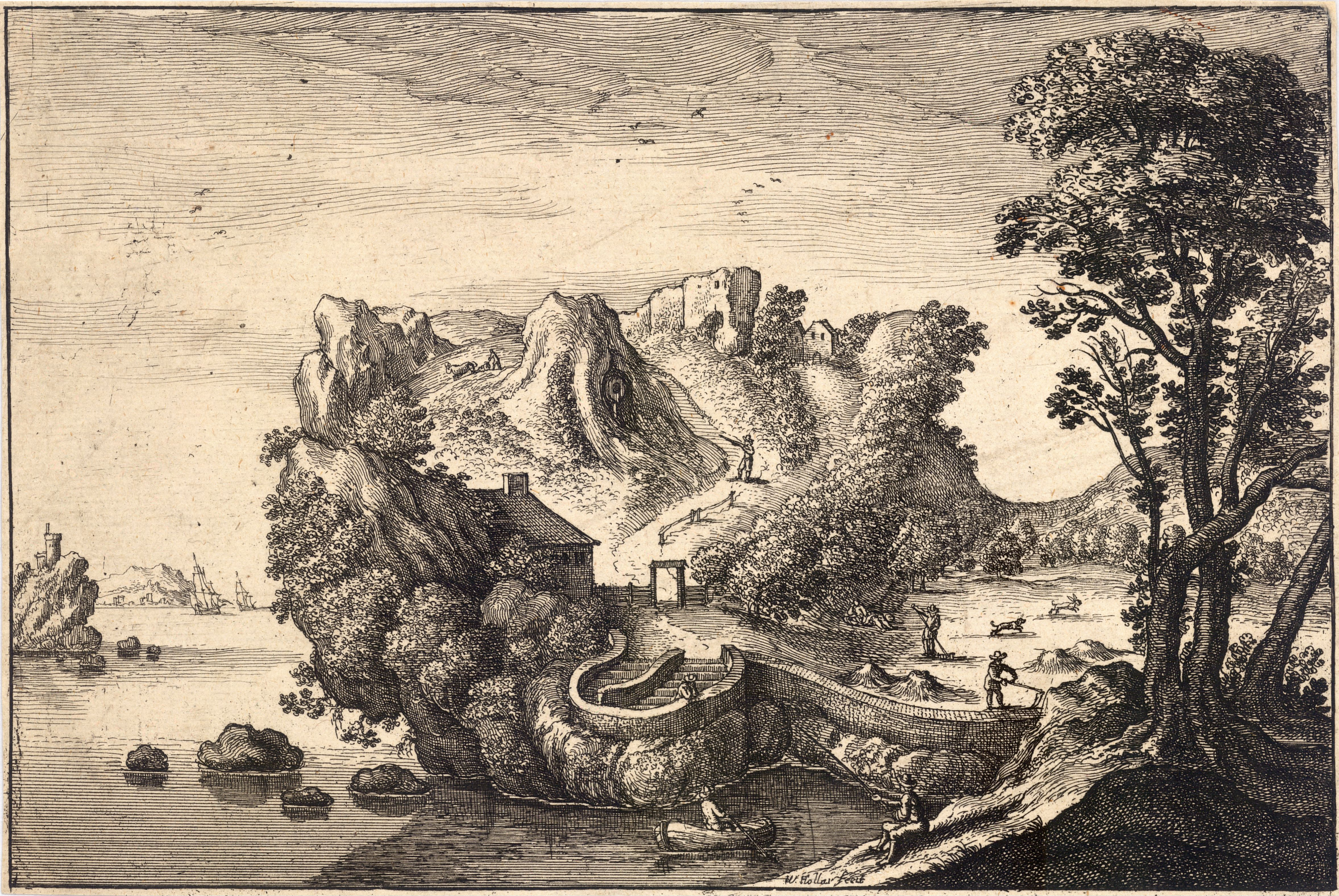
Венцель Холлар. Голова-ландшафт
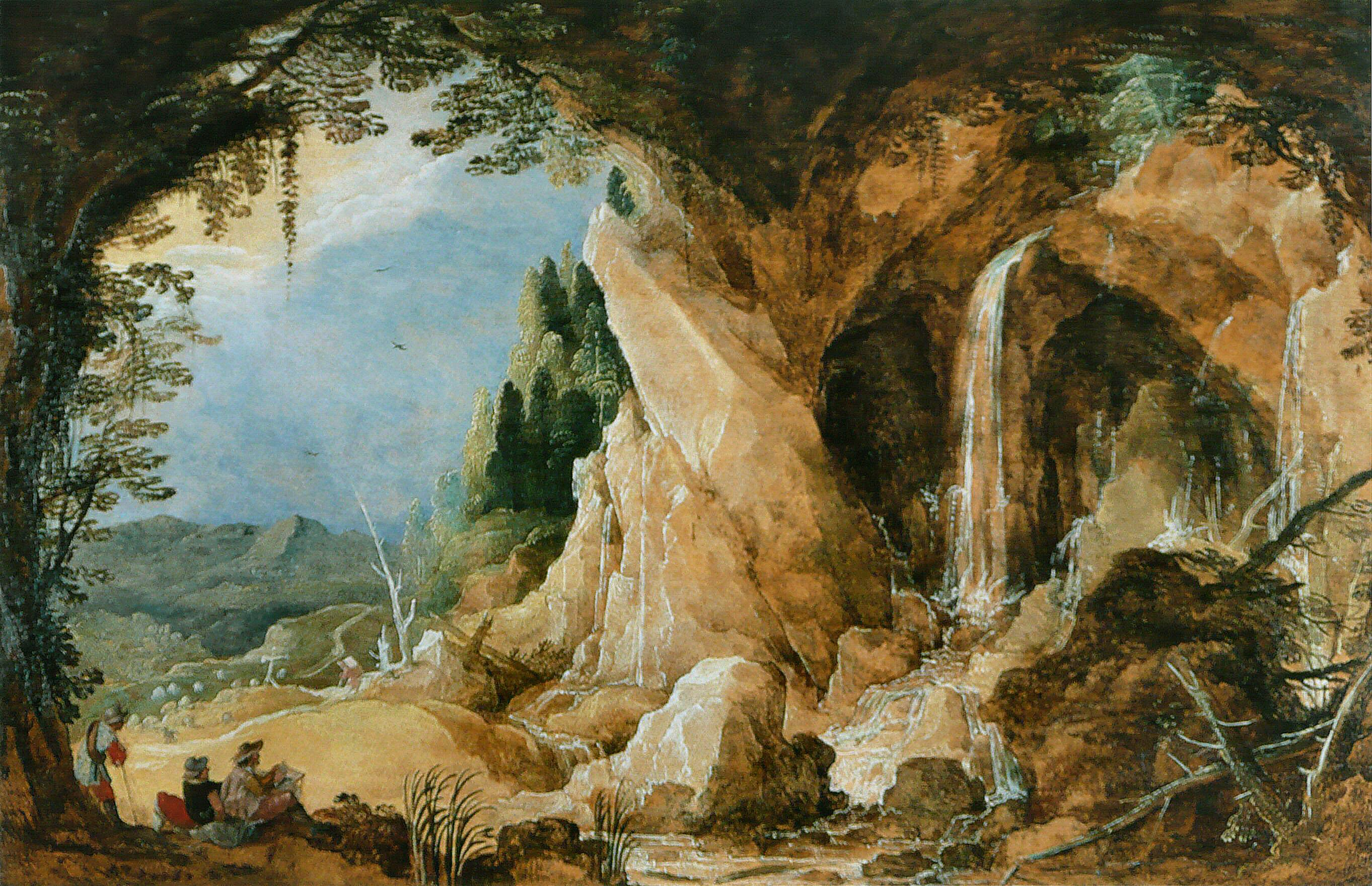
Худ. Момпер. Пейзаж з печерою
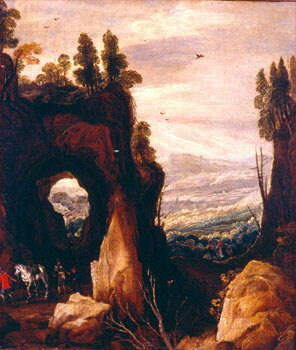
Худ. Момпер. Пейзаж зі скелями та вершниками
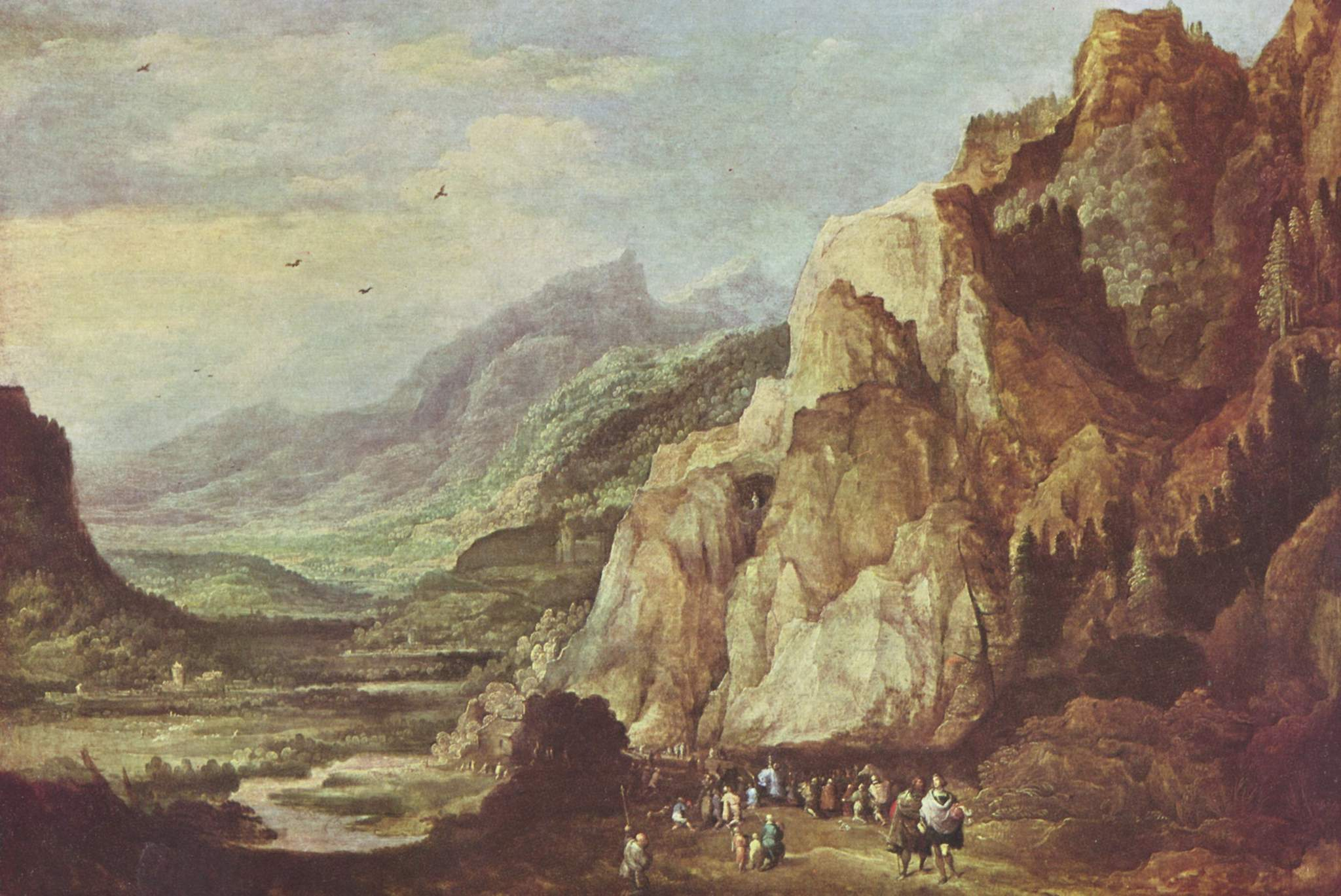
Худ. Момпер. Пейзаж з вояками кайзера Максиміліана І.

До відомих пейзажистів доби маньєризму в мистецтві Нідерландів XVI століття належав Йоос де Момпер. Він залюбки створював вигадані пейзажі, хоча й з урахуванням реальних замальовок печер, скель, річок, гір, повалених дерев. Свої пейзажі часто малював в майстерні, а не на природі. Як майже всі маньєристи (в тому числі і Арчімбольдо, Джуліо Романо, Джованні да Болонья, Челліні) мав добру освіту, хоча й поступався попередникам в обдаруванні та віртуозності виконання своїх робіт. Знав Момпер і чудернацькі портрети Арчімбольдо, створені з квітів, птахів чи тварин. Це й наштовхнуло митця на створення пейзажів за рецептами Арчмбольдо, коли одне зображується з деталей іншого, несхожого, незвичного за формою. Так виникла серія «Пори року» або «Сезони», де художник подав алегоричні зображення сезонів через чудернацькі пейзажі. Це водночас пейзажі і чоловічі обличчя, створені з пагорбів, скель, хижок, мостів, струмків і дерев. В алегорії зими присутня навіть невелика каплиця. Це був приклад гри інтелекту, гри зі змістами, натяками через зображення одного на зовсім інше, милування алегоріями, які полюбляли маньєризм і бароко.
Про успіх серії незвичних пейзажів Момпера слугують і гравюри Венцеля Холлара — наприклад, аркуш Голова-ландшафт.

## Пейзажисти Голландії XVII століття

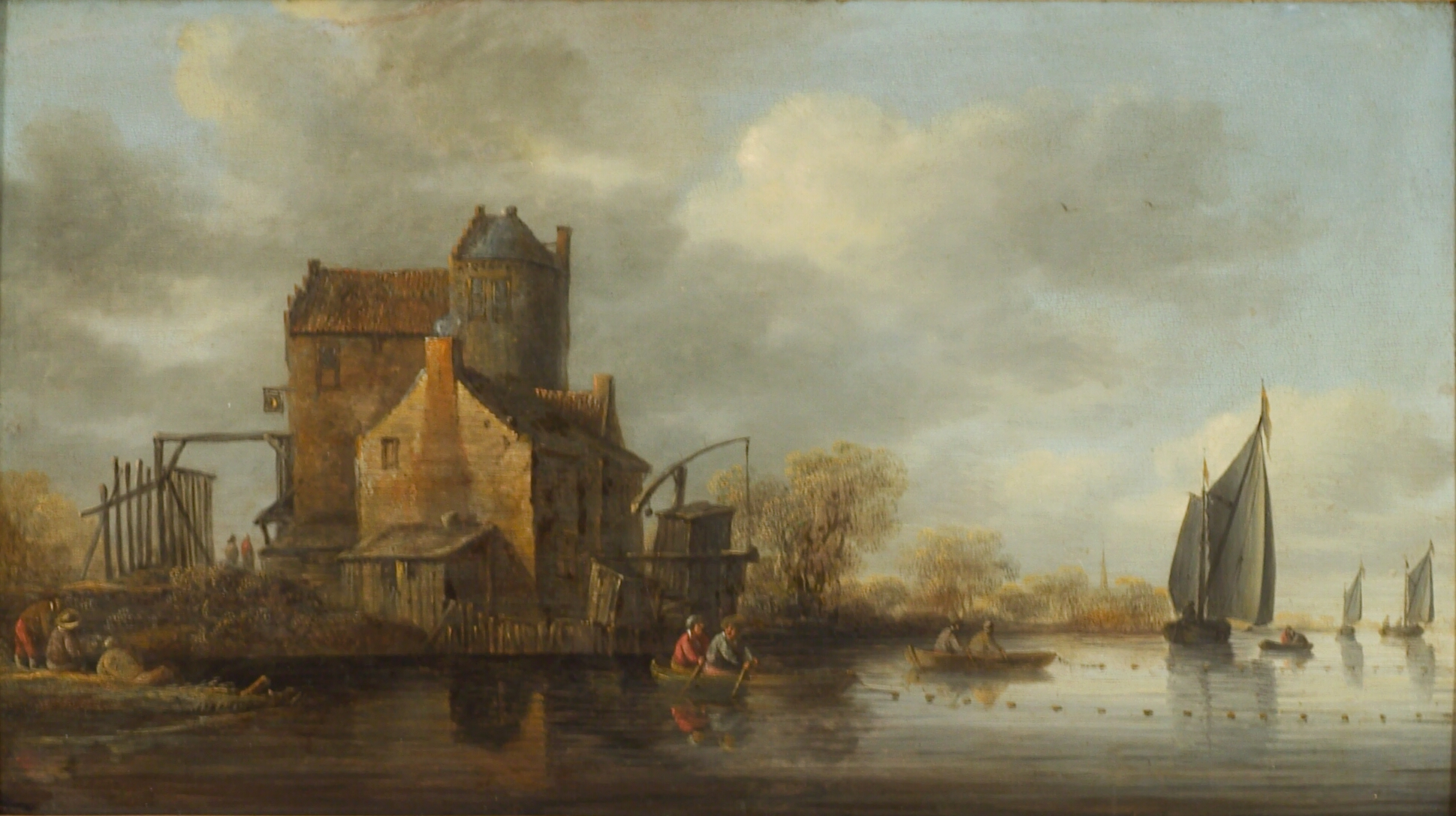
Ян Куленбір. «Пейзаж з голландськими рибалками на річці», Державний музей мистецтв (Копенгаген).
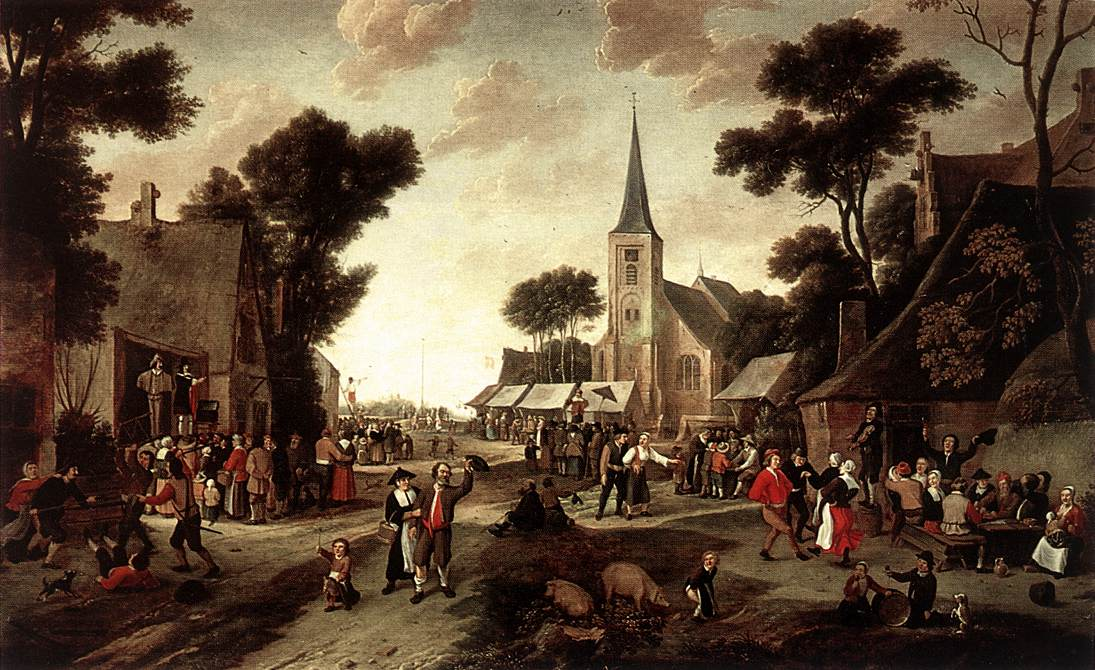
Егберт ван дер Пул (1621–1664 ). «Ярмарок», 1661
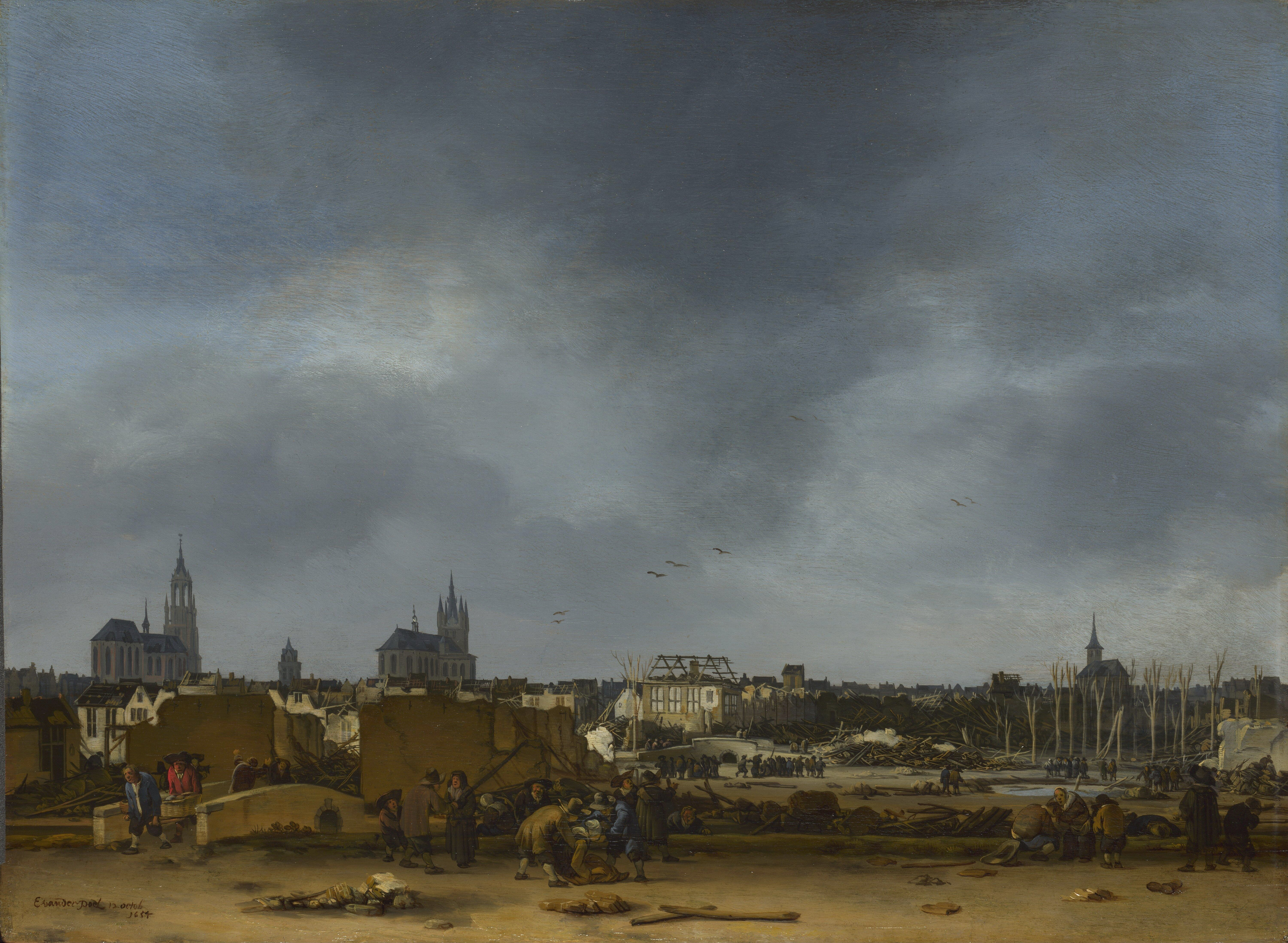
Егберт ван дер Пул (1621–1664 ). «Стан міста Делфт після вибуху на арсеналі», 1664
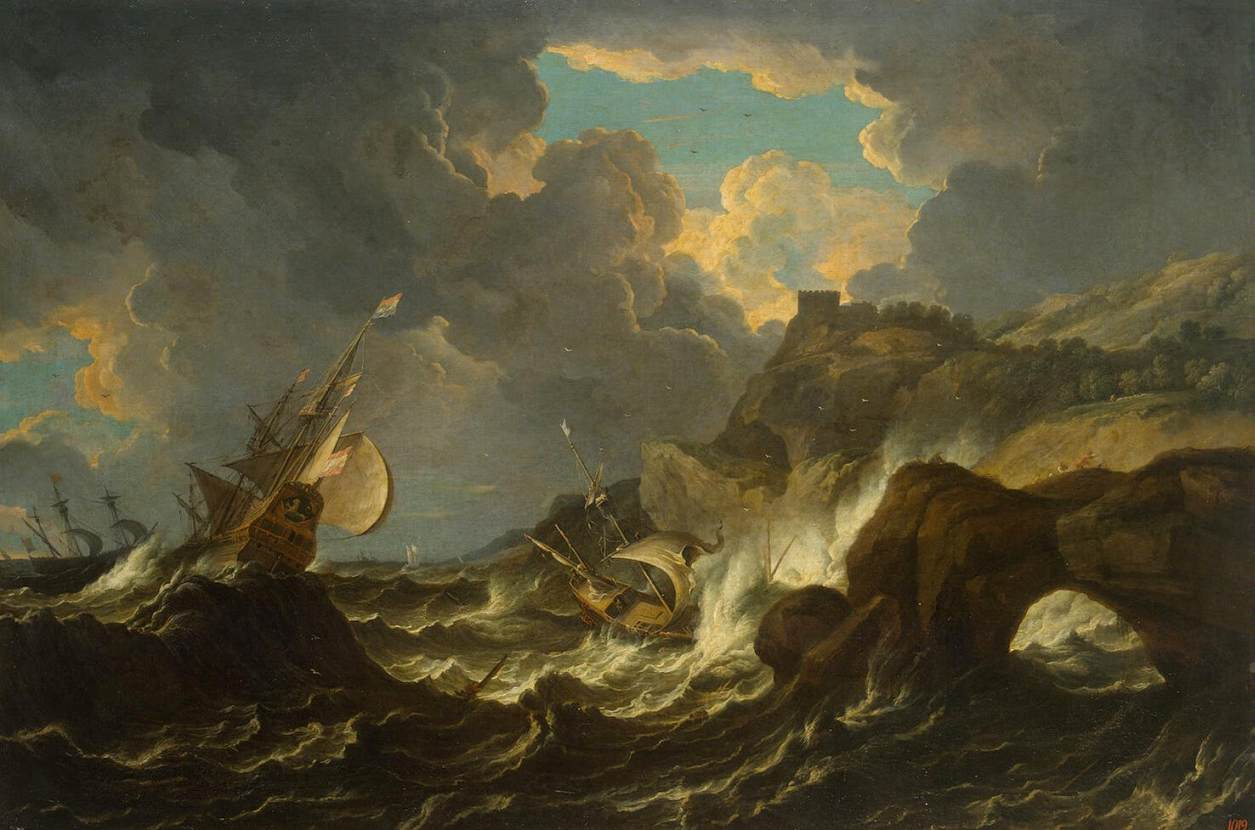
Пітер Мулір молодший (Темпеста, 1637–1701). «Шторм на морі», 1690 р., Ермітаж.

## Так званий «Героїчний пейзаж»

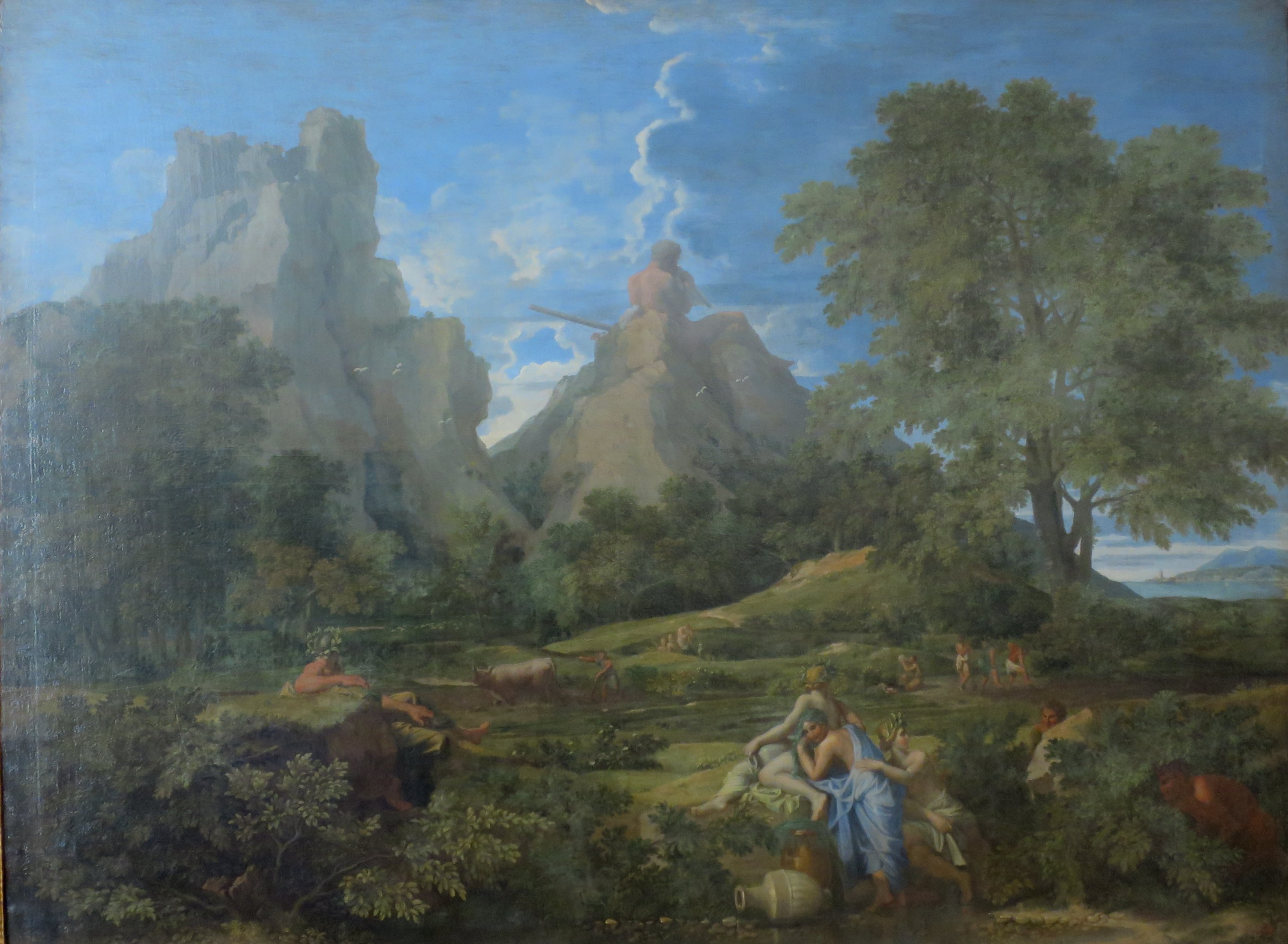
Ніколя Пуссен. Пейзаж із Поліфемом, 1649
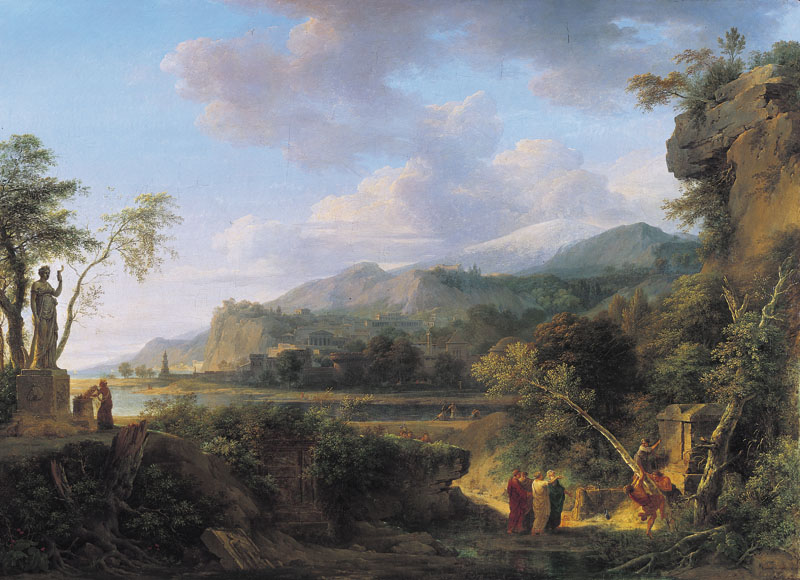
П'єр-Анрі де Валансьєн (1750–1819). «Цицерон знайшов надгробок Архімеда»,  1787, Музей августинців, Тулуза, Франція
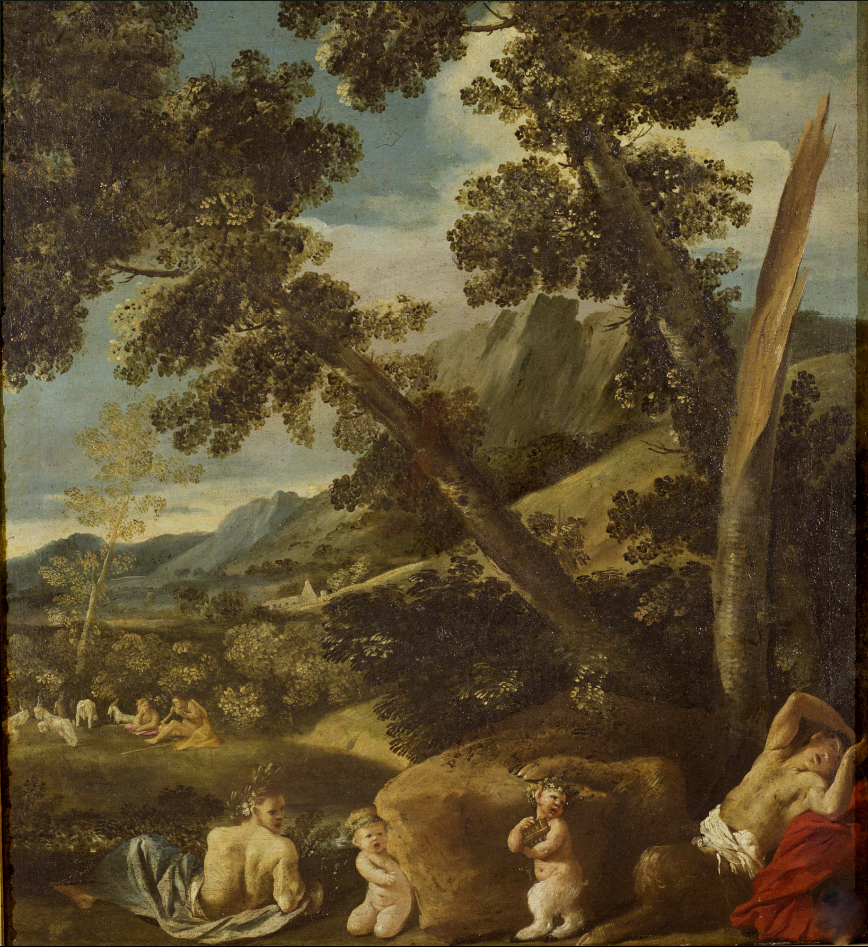
П'єтро Теста. «Пейзаж з родиною сатирів», Галерея Корсіні, Рим.
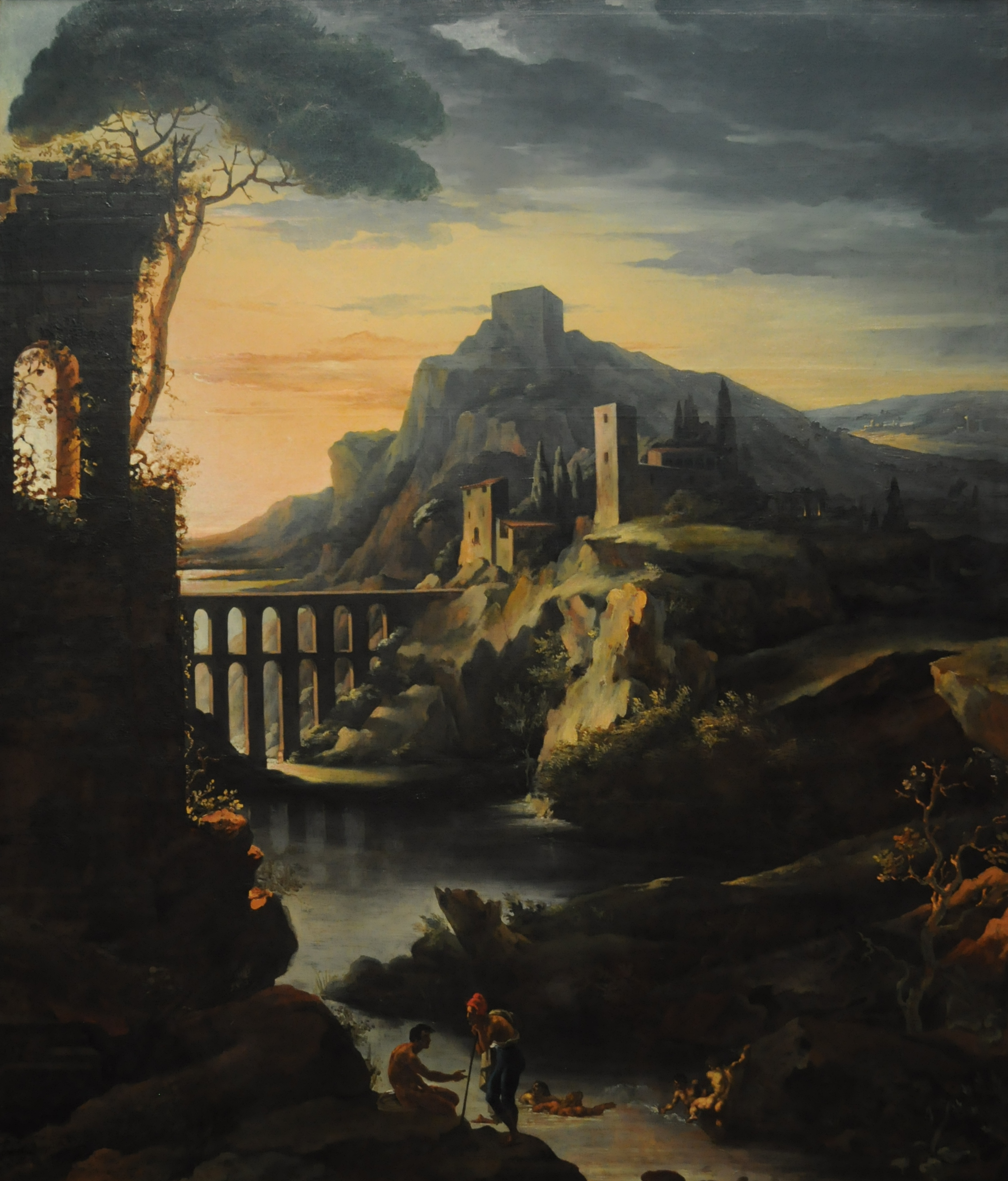
Теодор Жеріко. «Пейзаж з акведуком надвечір», 1818, Музей мистецтва Метрополітен

## Відомі пейзажисти
Серед відомих пейзажистів імена художників різних країн і століть:
- XVI століття: Доссо Доссі (Італія)
- XVII століття:  Лукас ван Фалькенборх, Якоб ван Рейсдал, Альберт Якобс Кейп, Ніколя Пуссен, Клод Лоррен, Рембрандт, Гейсбрехт Лейтенс (Майстер зимових пейзажів, 1586–1656)
- XVIII століття: Гюбер Робер, Клод Верне, Жан-Оноре Фрагонар, Франсуа Буше
- XIX століття: Джон Констебл, Каміль Коро, Шарль Меріон, Франсуа Мілле, Іван Шишкін, Каміль Піссарро, Левітан, Едуар Мане, Ван Гог, Поль Гоген, Джованні Сегантіні, Іван Айвазовський , Костянтин Васильєв, Архип Куїнджі, Саврасов Олексій Кіндратович, Полєнов Василь Дмитрович, Клод Моне, Альфред Сіслей
- XX століття: Костянтин Коровін, Богаєвський Костянтин, Колесніков-Одеський Степан Федорович, Альбер Марке, Моріс Вламінк, Ренато Гуттузо, Джордж Беллоуз, Вінслов Гомер, Ендрю Ваєт, Роквел Кент, Іто Юхан та інші.

## Міські графічні пейзажі Шарля Меріона

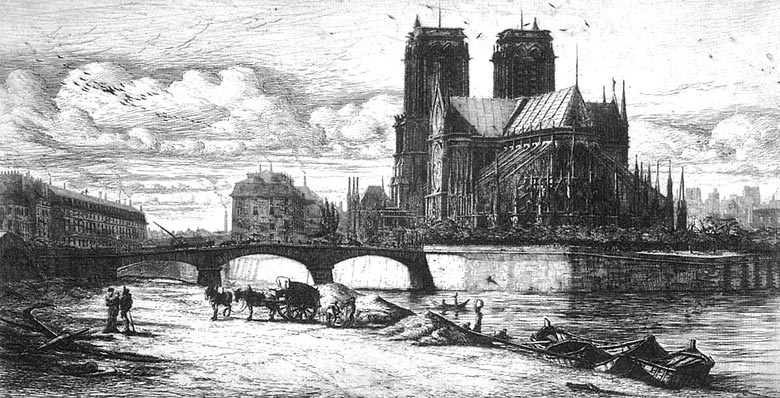
«Абсида собору Паризької Богоматері», офорт, 1853 р.

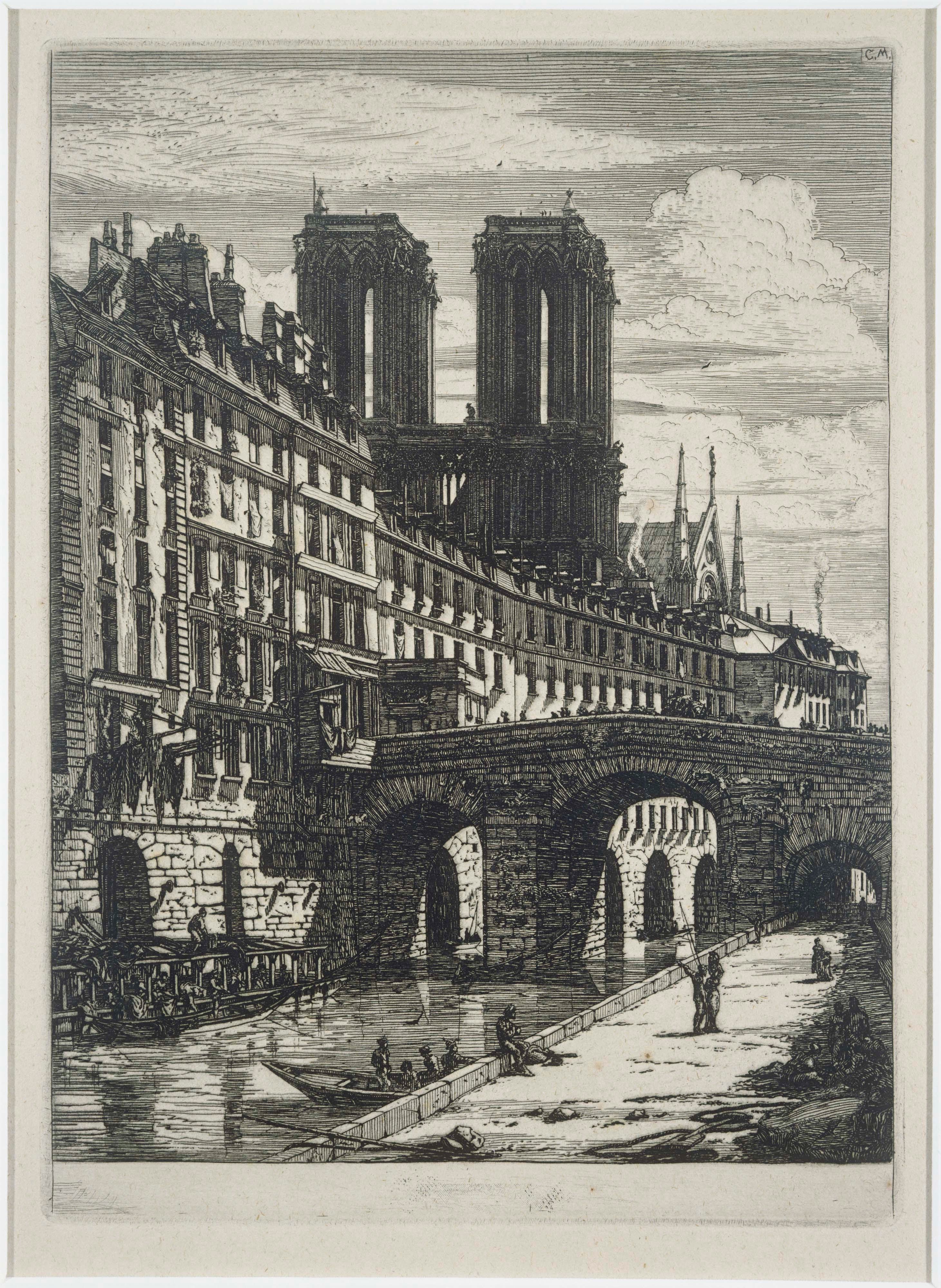
«Париж. Малий міст», офорт, 1850
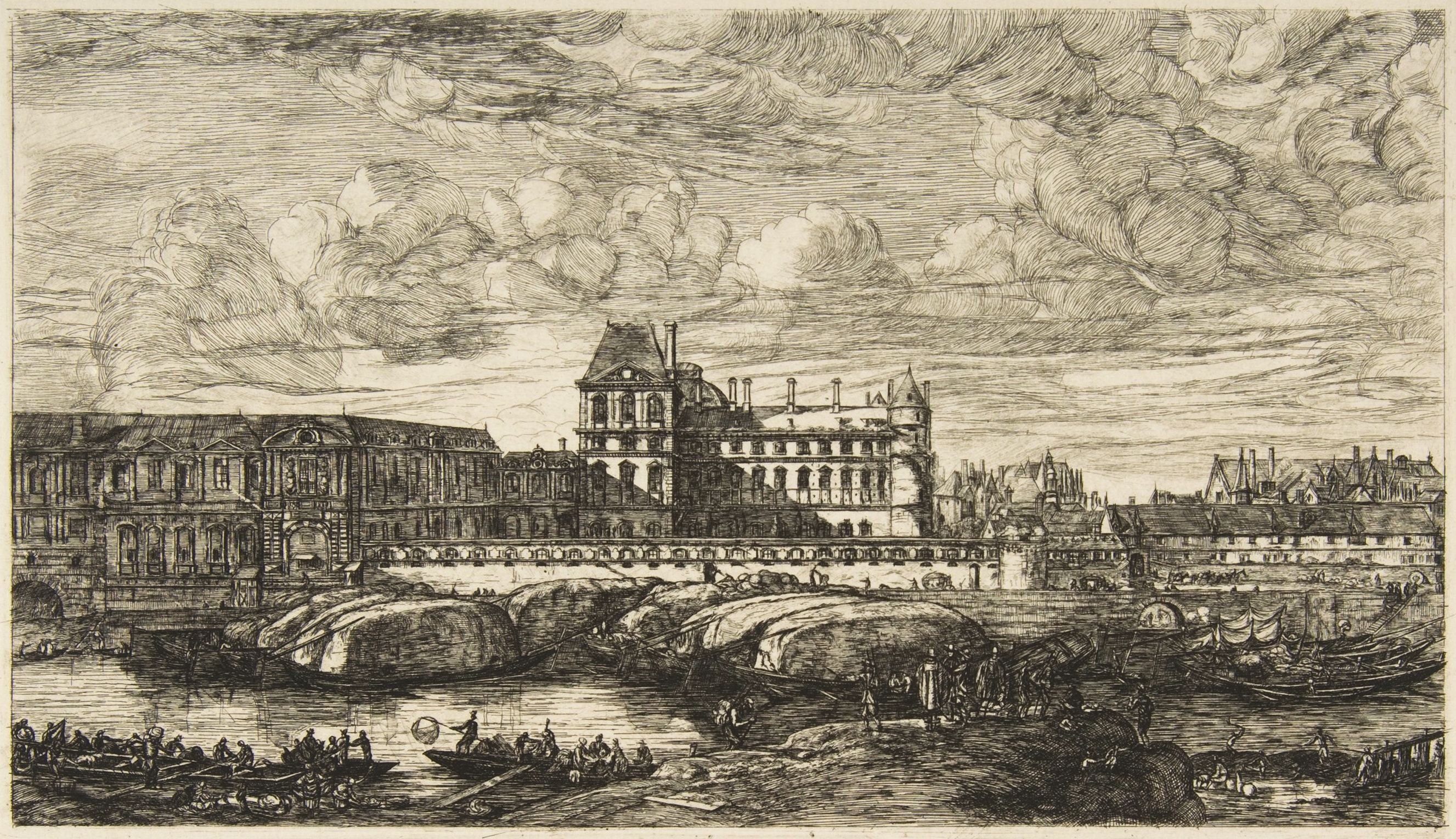
«Старовинна споруда палацу Лувр», 1865–1866
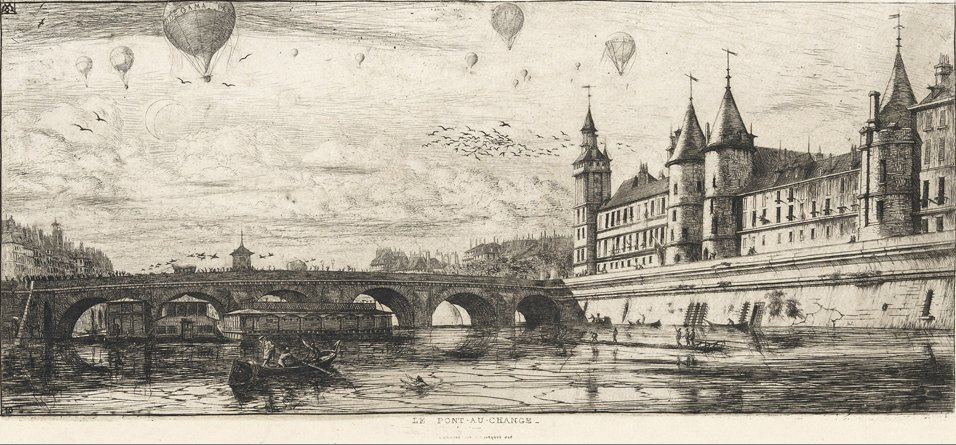
«Париж. Міст де Шанж», офорт, 1854

## Пейзажі настрою. «Вілла біля моря» Арнольда Бекліна

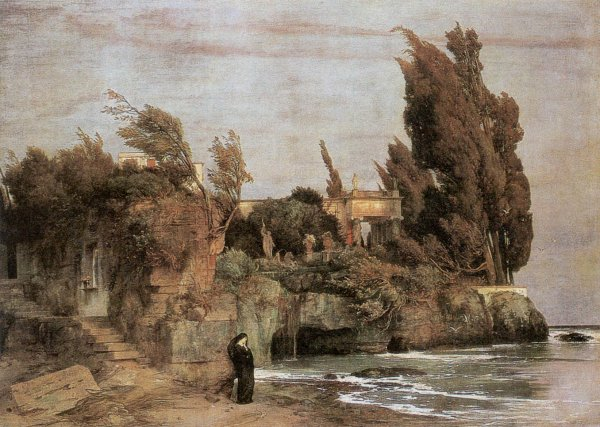
Вілла біля моря, Монако, 1865 р.

Сильною стороною таланту Бекліна було створення пейзажів настрою. Навіть в ескізах вони зберігали тривожний і утаємничений характер («Руїни будівлі в Келі»). Деякі пейзажні мотиви Беклін розробляв неодноразово. Так було і з «Віллою біля моря». Ранішній варіант з Монако виявився вдалішим. Художник не зосереджувався на дрібницях варіанту 1878 року, не наближав споруди і самотню жінку до глядача. Загадковість була і в тому, що художник не давав глядачеві приводу для розгадок — чи то реальність XIX століття, чи це римська вілла доби імператорів. В картині панує похмурий день і похмурий настрій. Здається, вілла почала руйнуватись. Але до цього нема ніякого діла жінці(Володарці вілли? Покинутій дружині? Самотній вдові в траурі?)Незрозуміло, чи то просто чорне вбрання, чи то траур.

## Пейзажі швейцарських художників

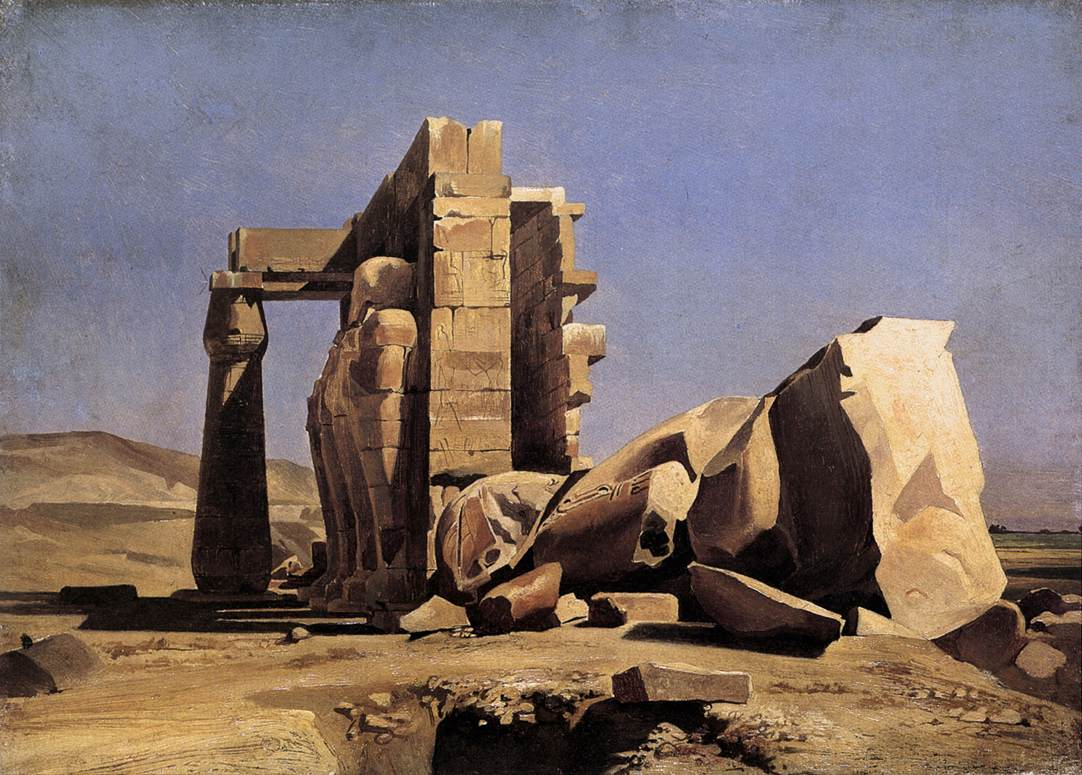
Шарль Глейр. «Поруйнований давньоєгипетський храм», 1840 р.
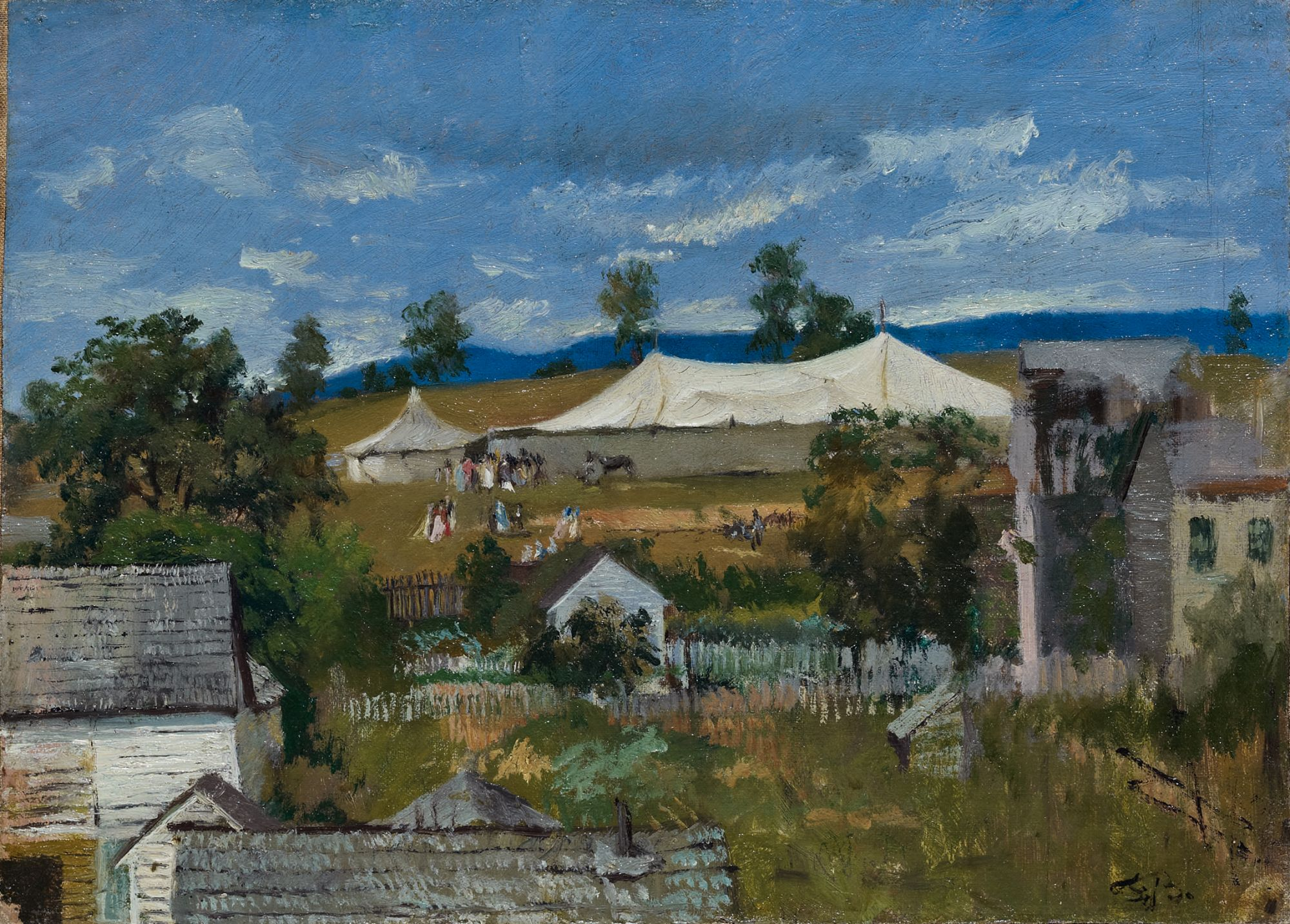
Френк Бухзер. «Мандрівний цирк у місті Вудсток», 1867 р.
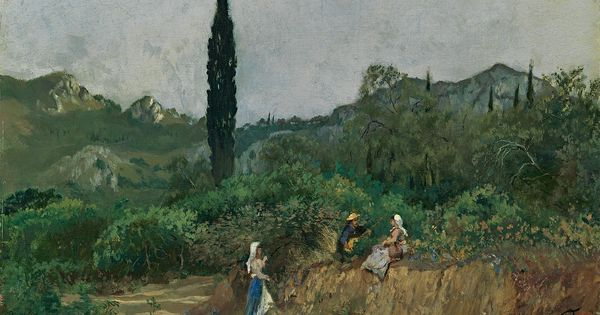
Френк Бухзер. «Оливи біля Олімпії», 1885 р.

## Зимові пейзажі як окремий мотив

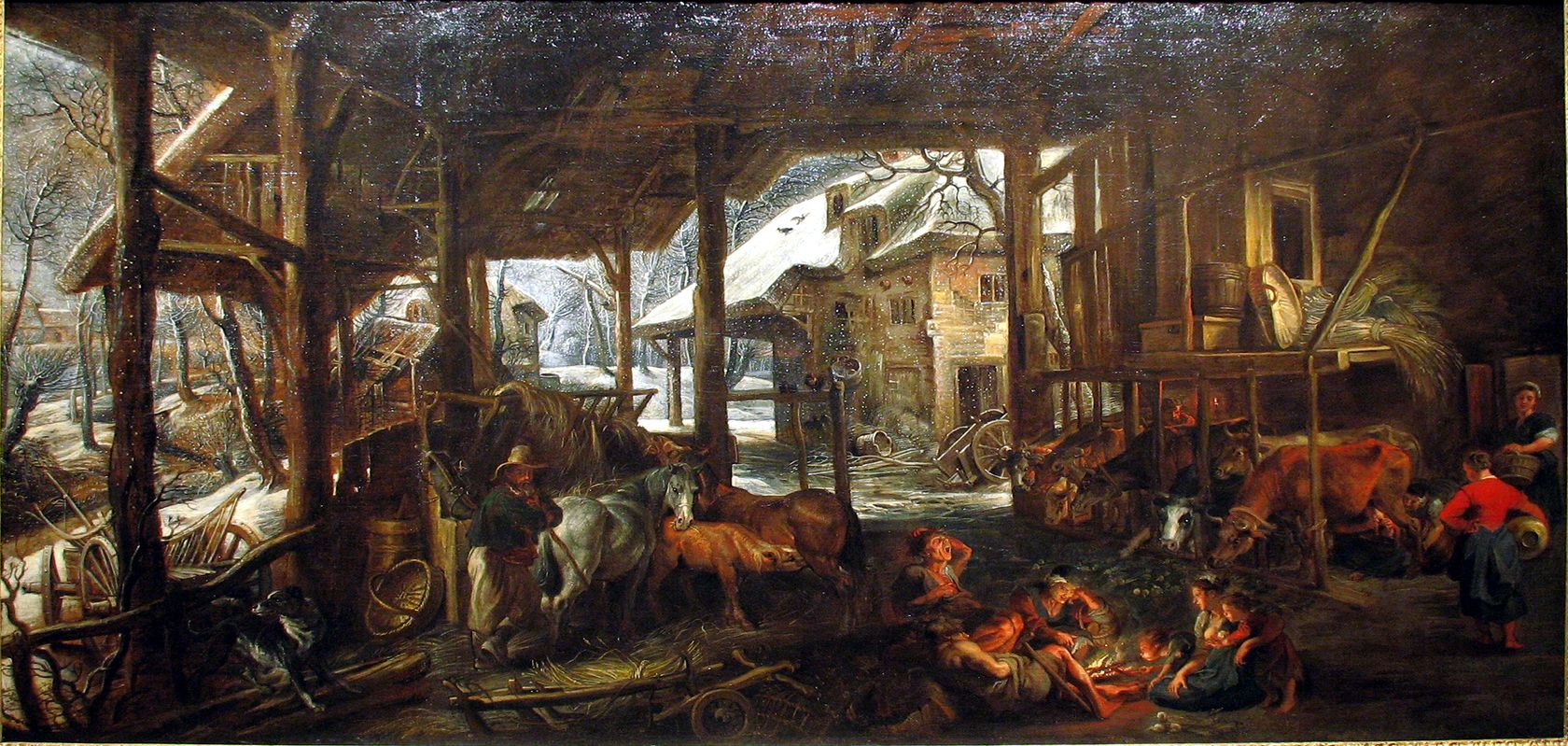
Рубенс з помічниками, «Фермерський двір взимку»

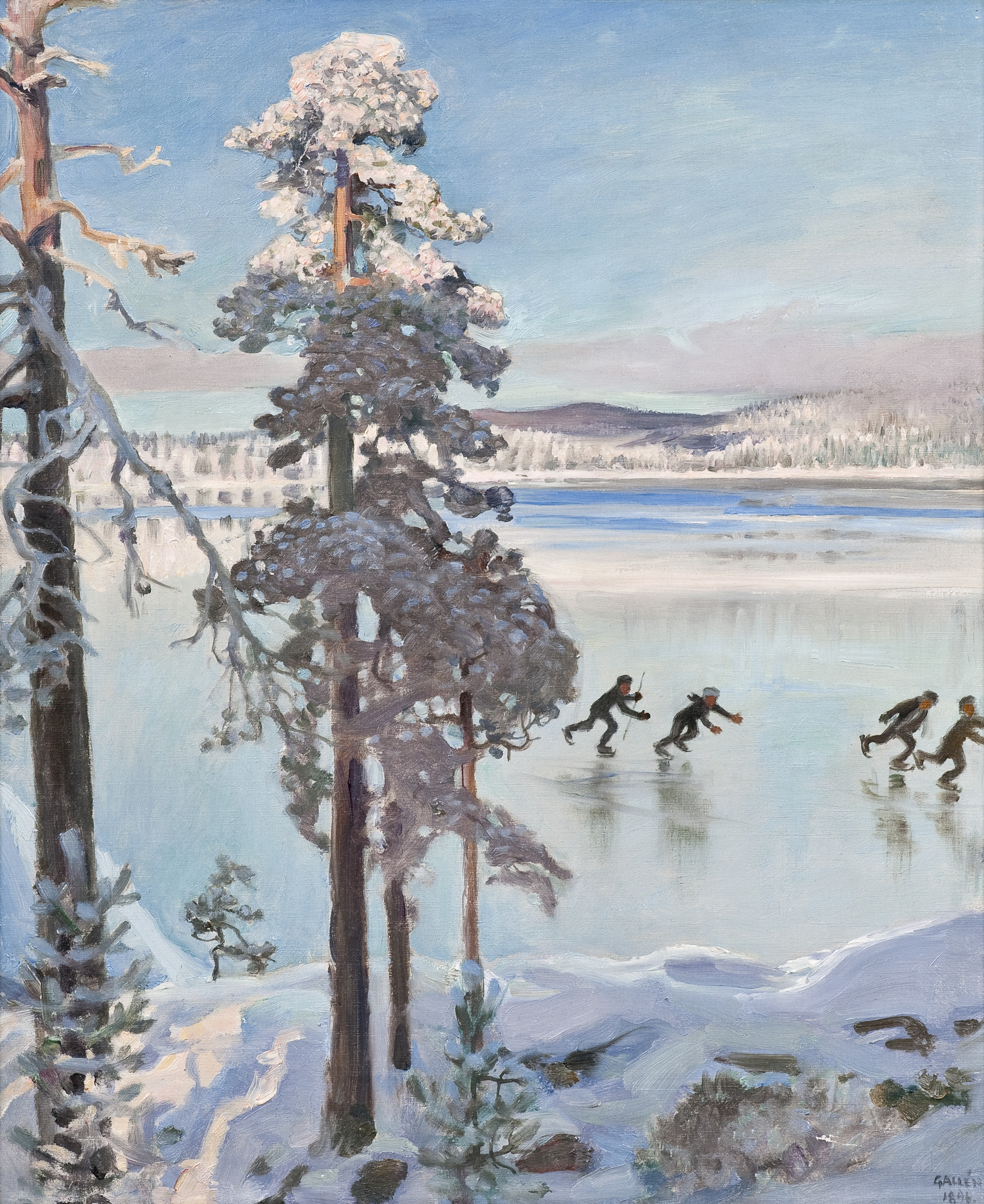
Акселі Галлен-Каллела. «Ковзанярі на льоду озера», 1896

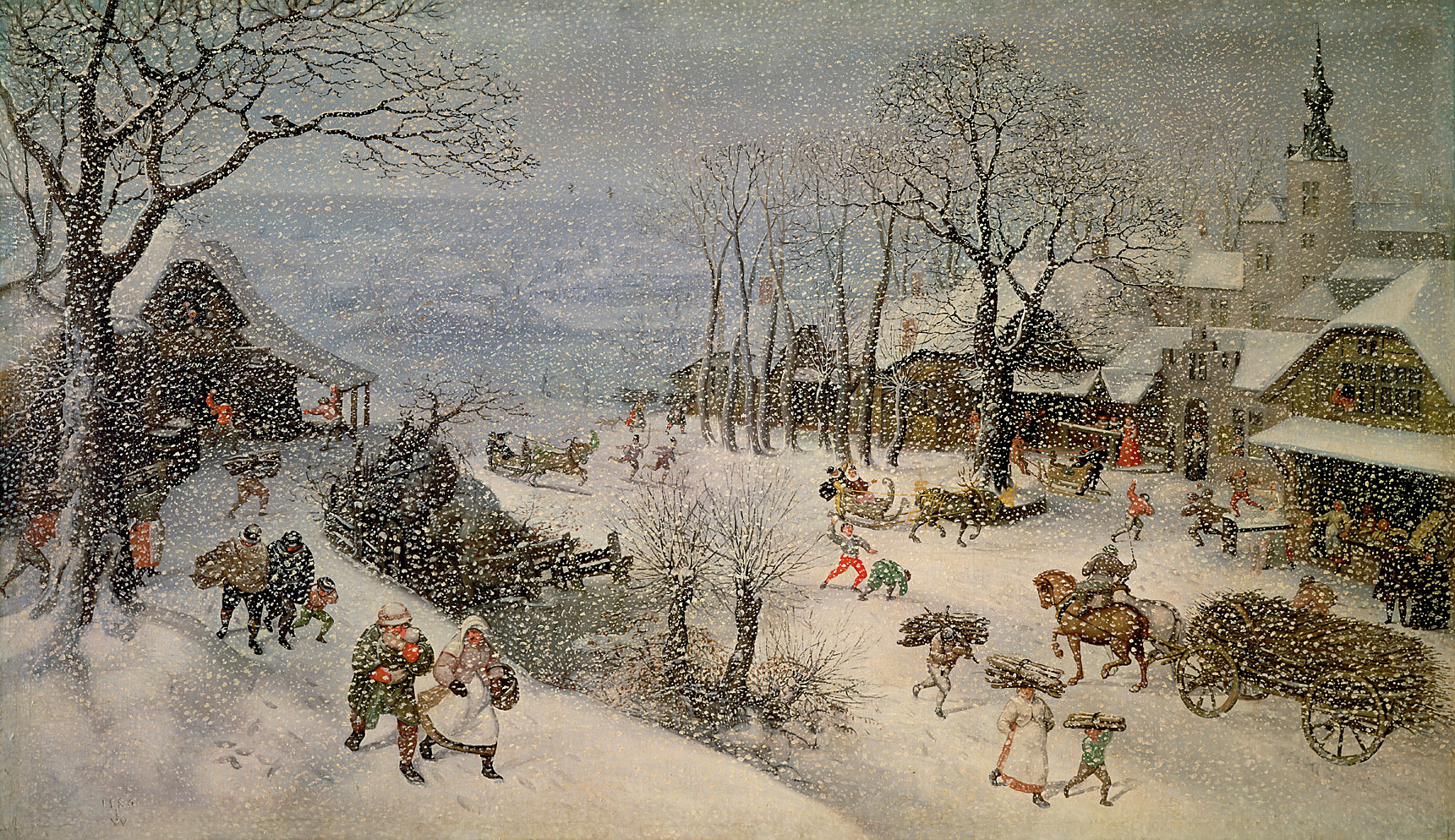
Лукас ван Фалькенборх, «Зимовий пейзаж», 1586, Художньо-історичний музей, Відень
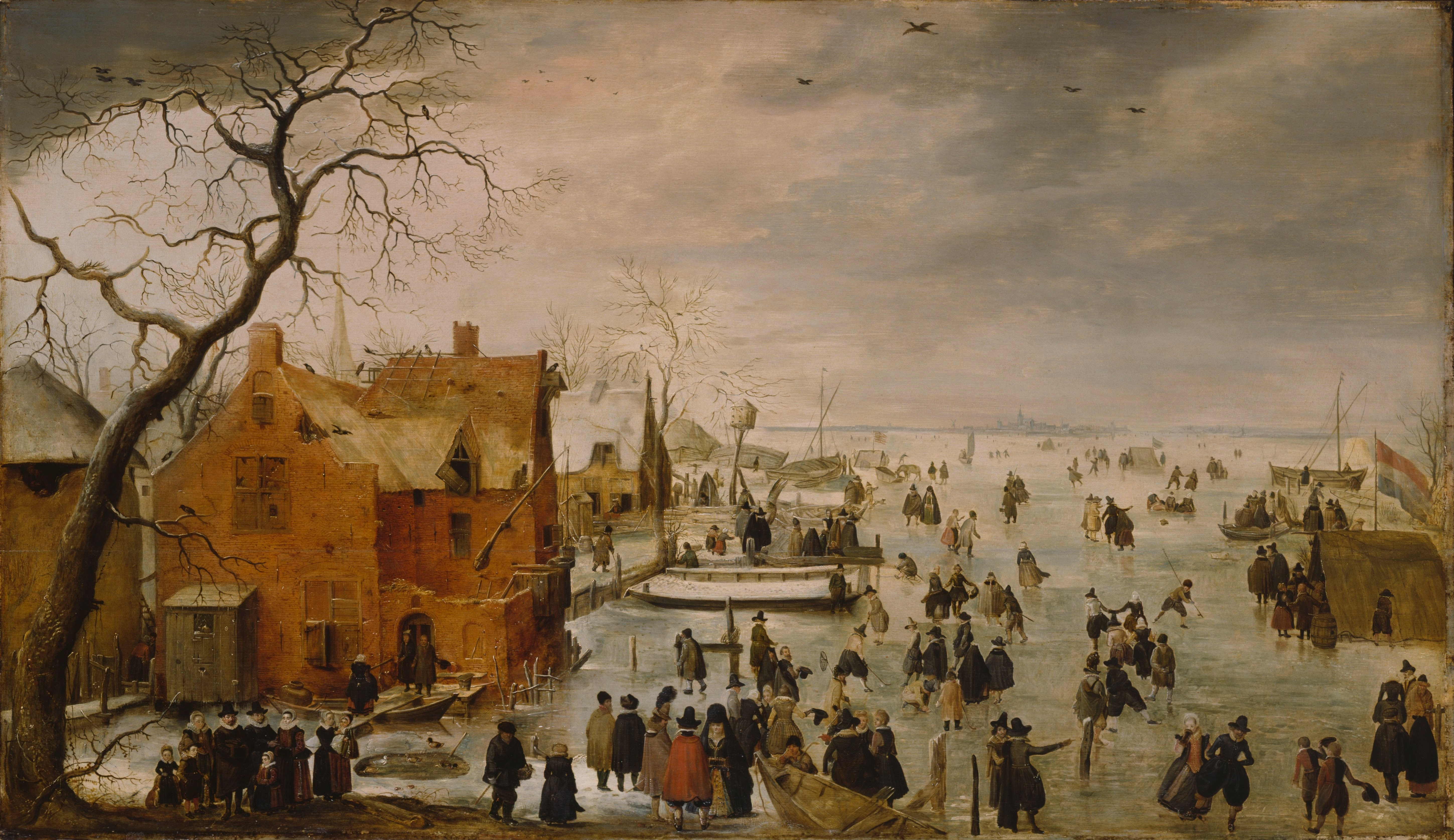
Гендрик Аверкамп, «Ковзанярі на замерзлому каналі», Шверин, музей
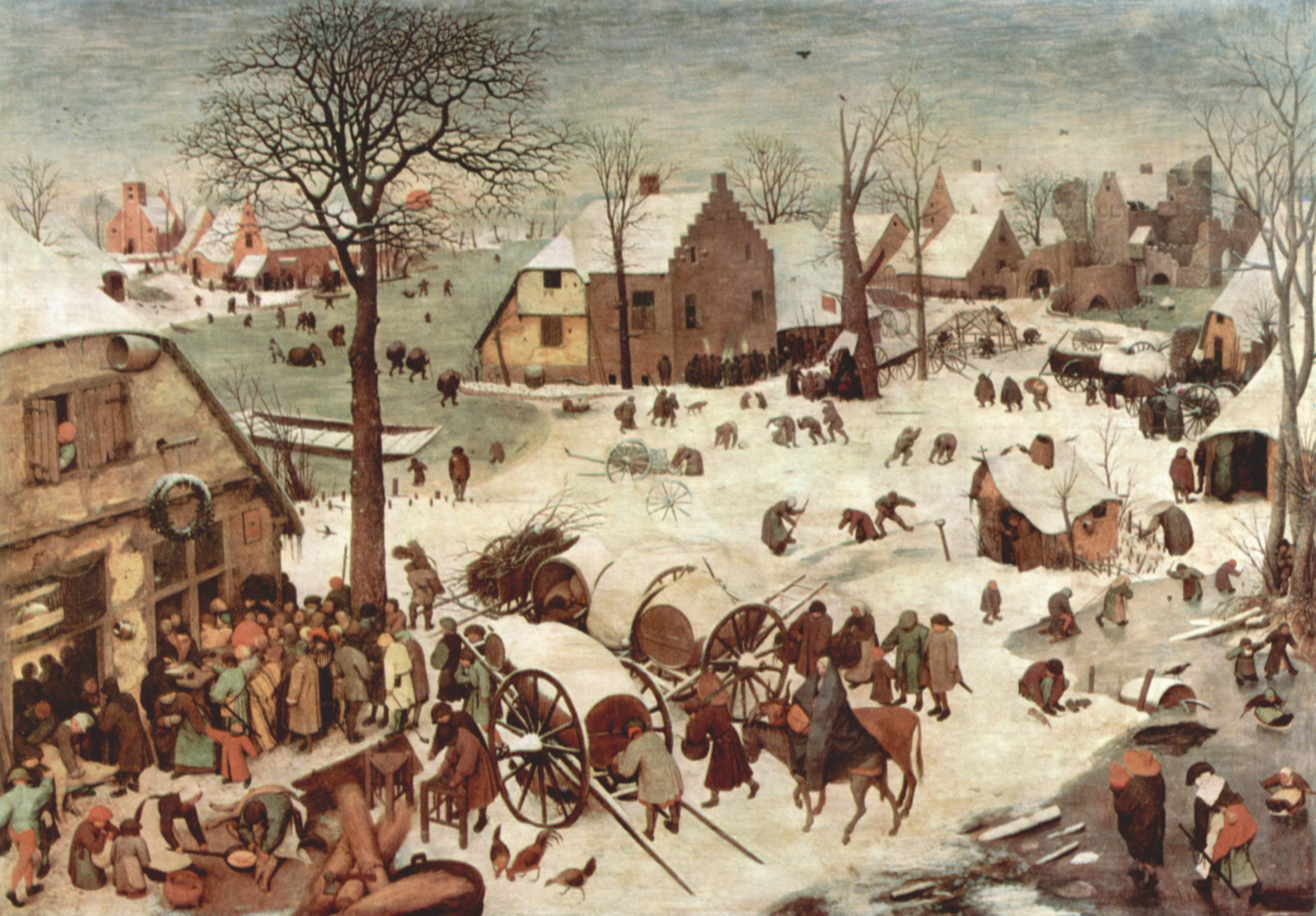
Пітер Брейгель старший, «Перепис у Вифлеємі», 1566, Брюссель
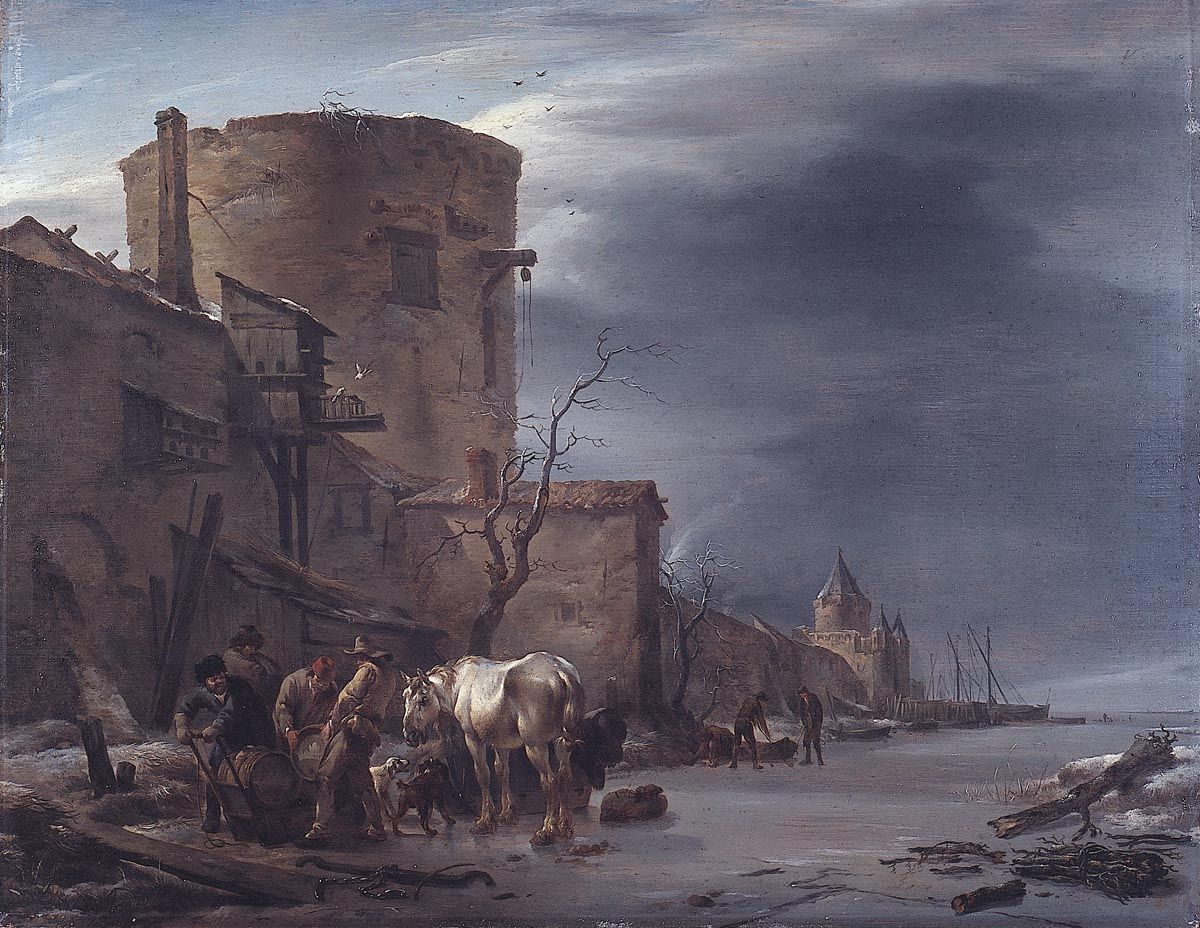
Ніколас Пітерс Берхем. «Лід на каналі біля фортечних мурів», 1647, Музей Франса Галса, Харлем, Нідерланди
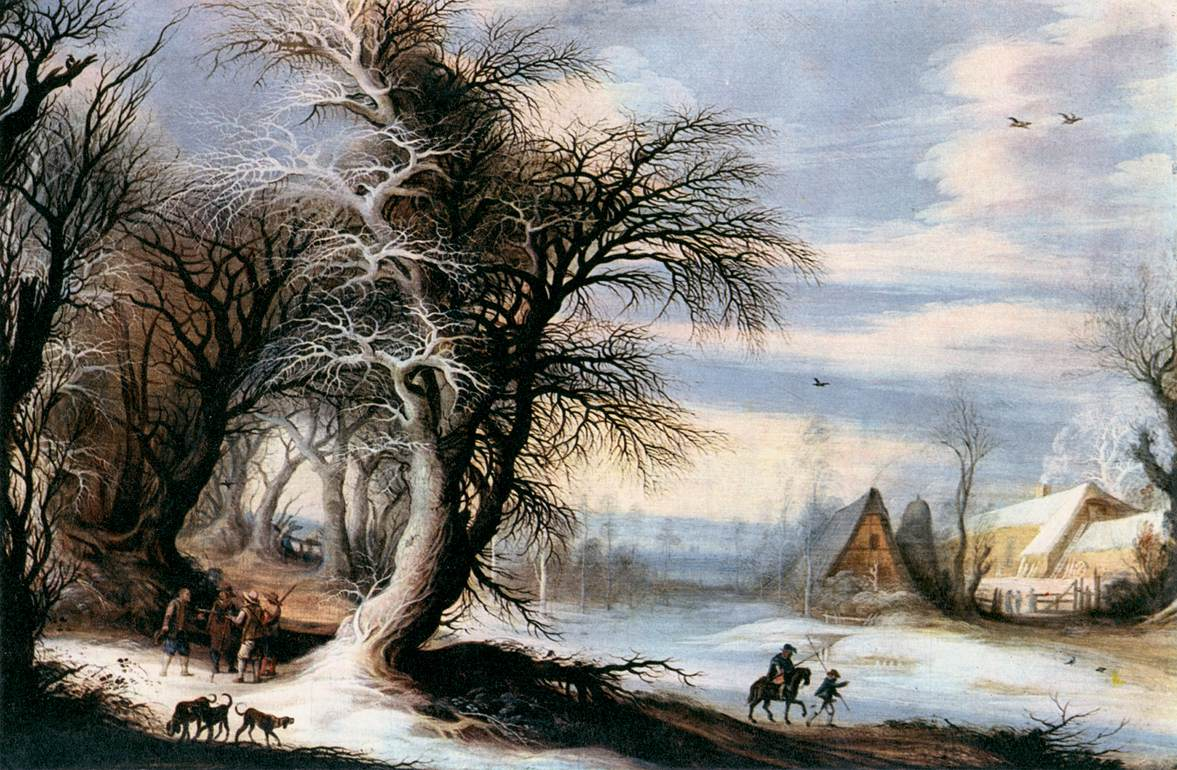
Гейсбрехт Лейтенс. «Зимовий пейзаж з мисливцями». Національна галерея (Прага)
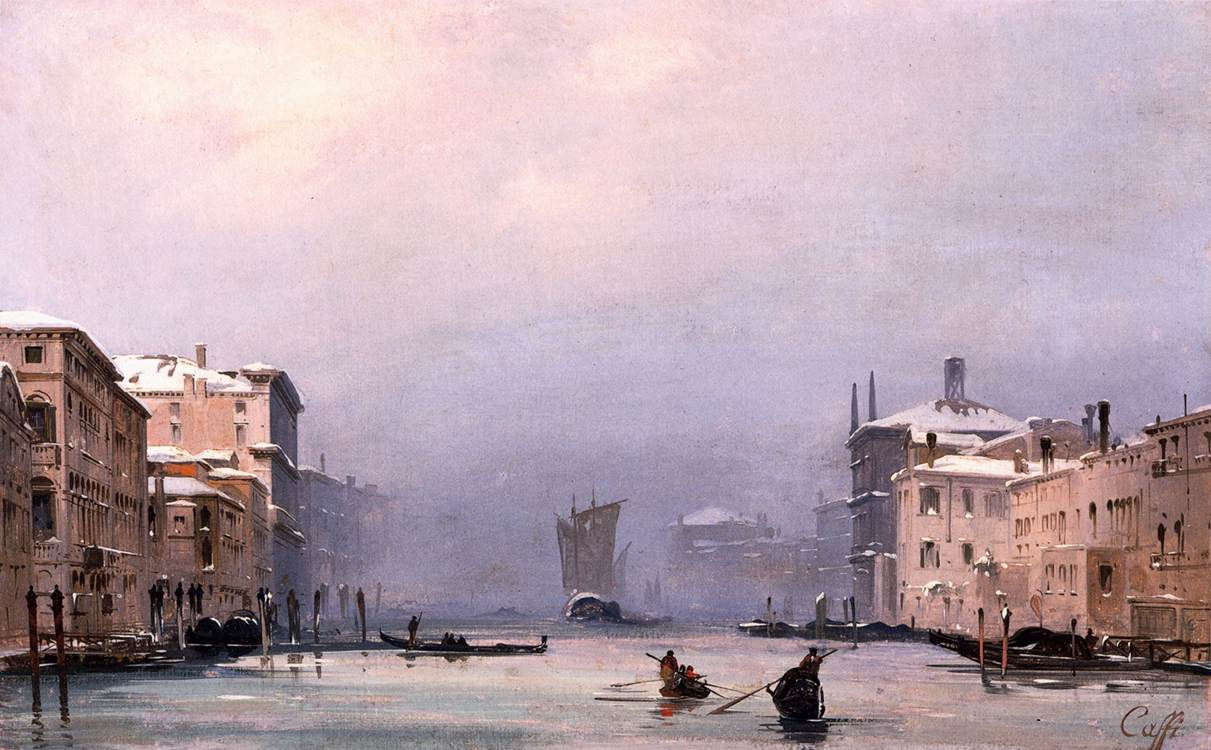
Іпполіто Каффі. «Венеція, занесена снігом»
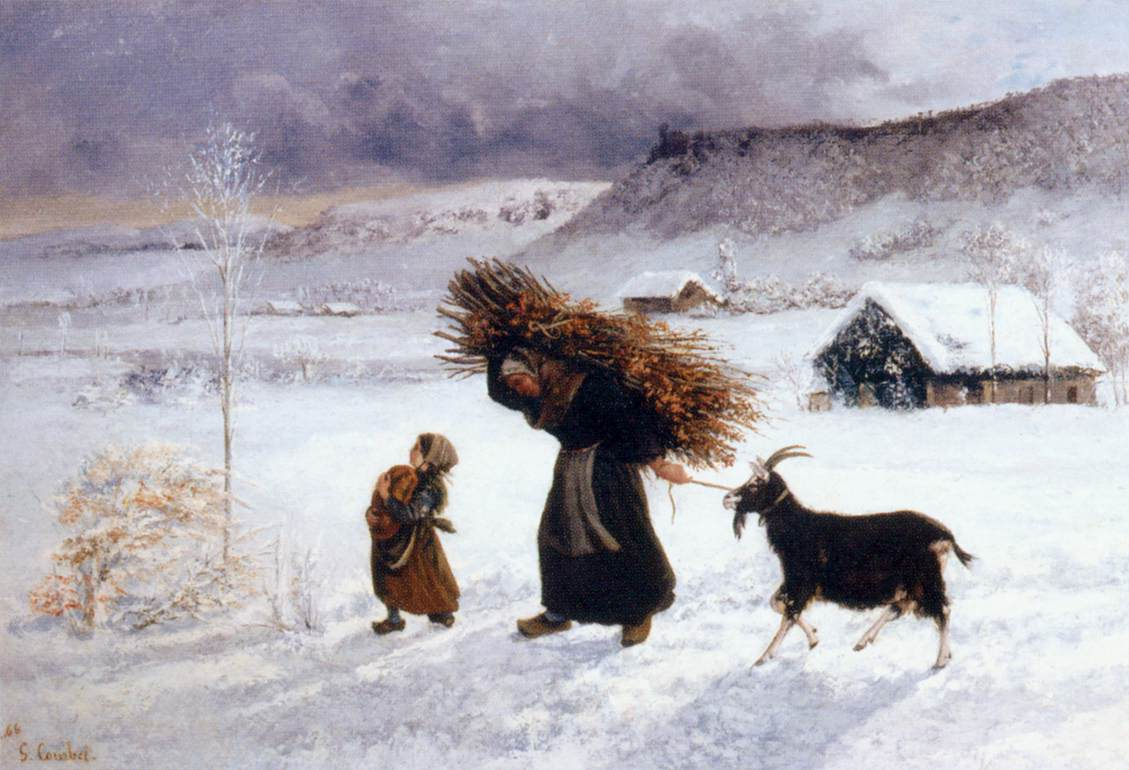
Густав Курбе, «Бідна селянка взимку», 1866
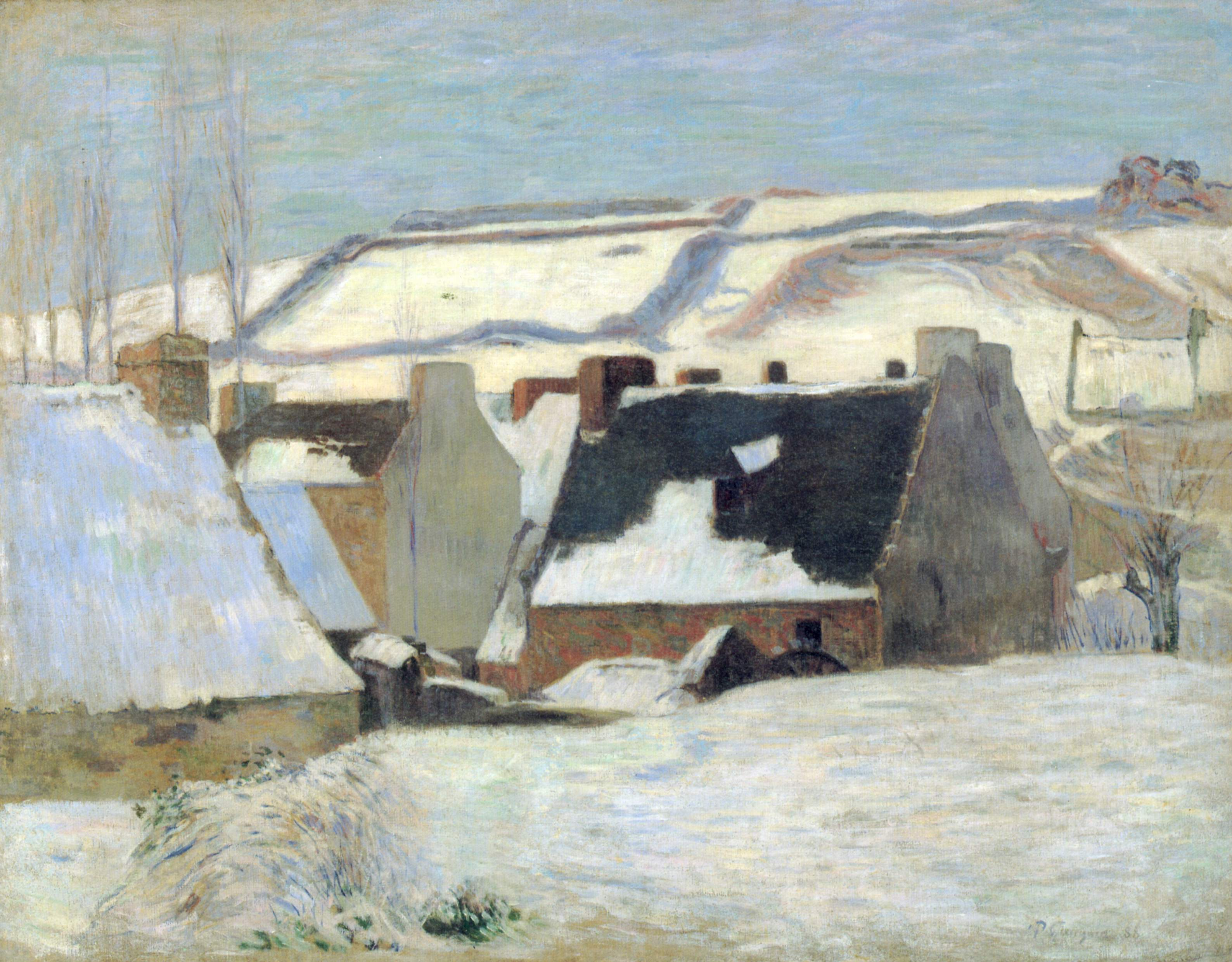
Поль Гоген, «Пон-Авен, запорошений снігом», 1888
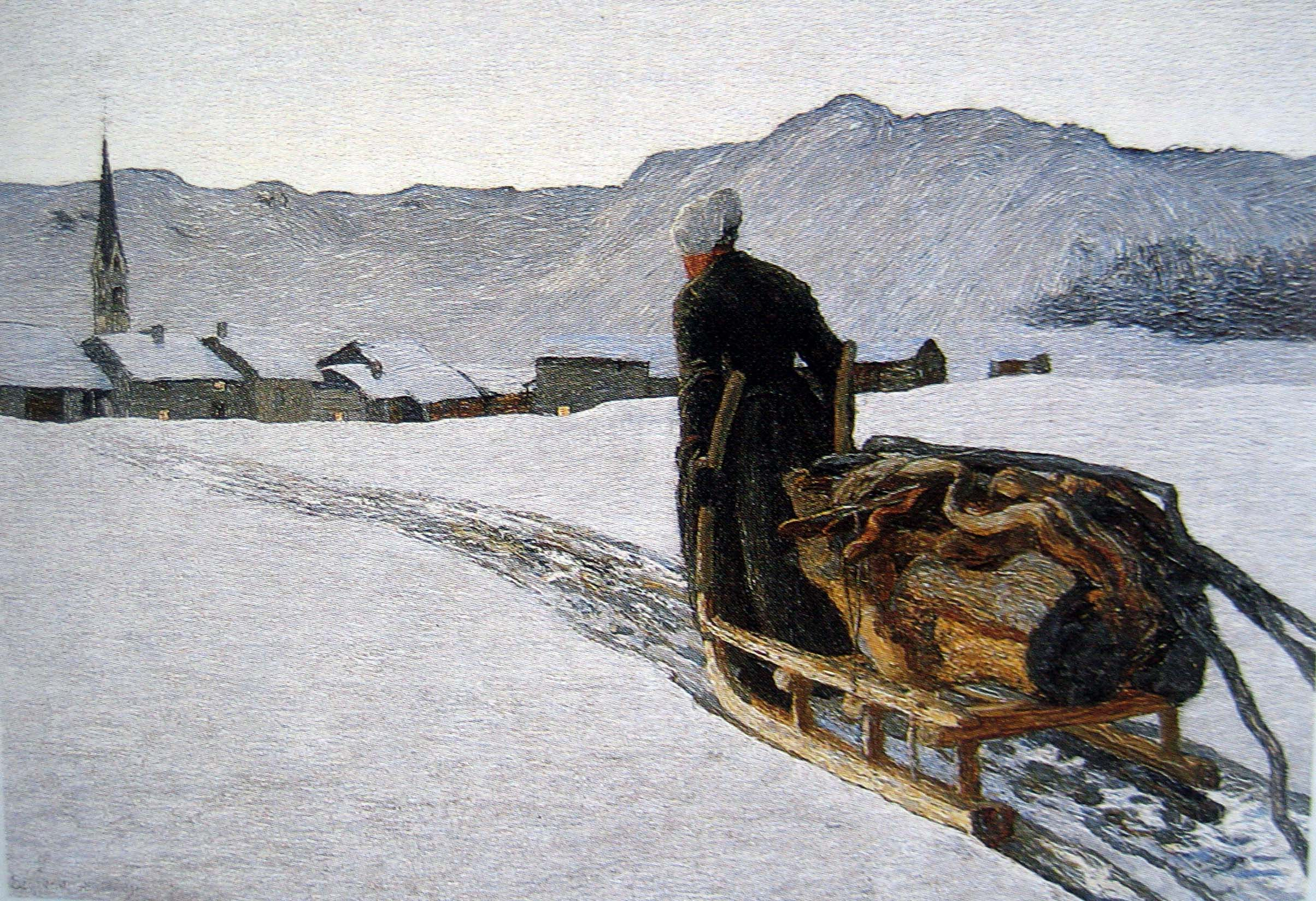
Джованні Сегантіні. Селянка тягне дрова взимку, 1890
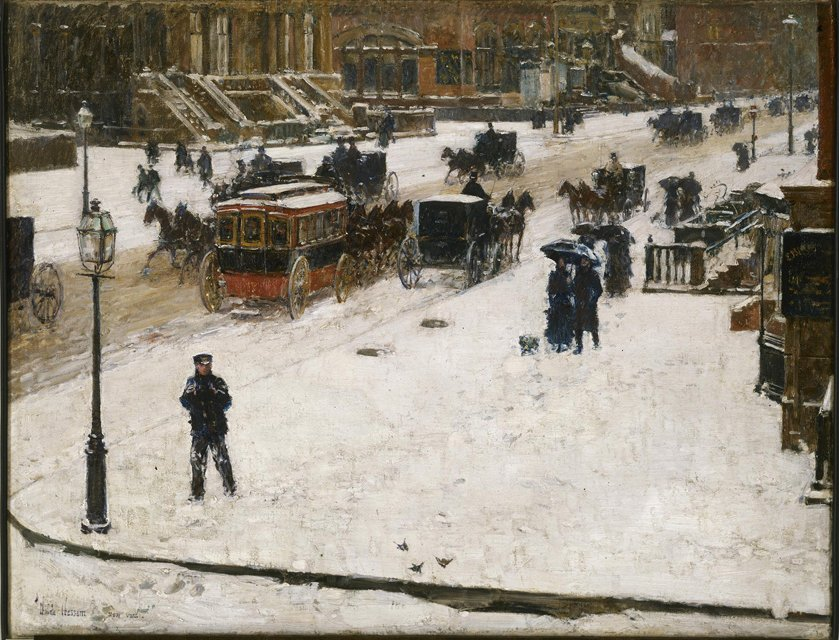
Чайлд Хассам. «Перша авеню взимку. Нью-йорк», 1892
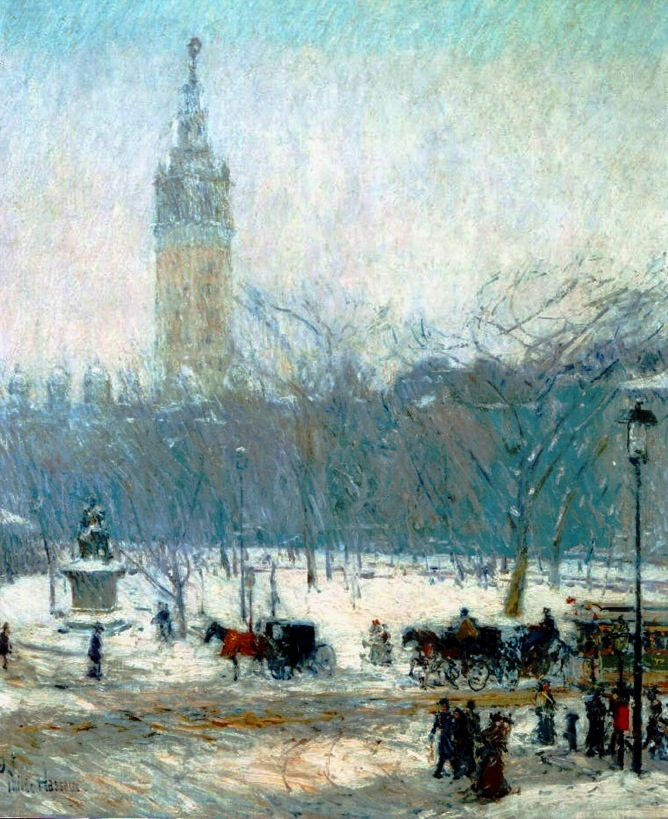
Чайлд Хассам. «Медісон сквер взимку», 1890
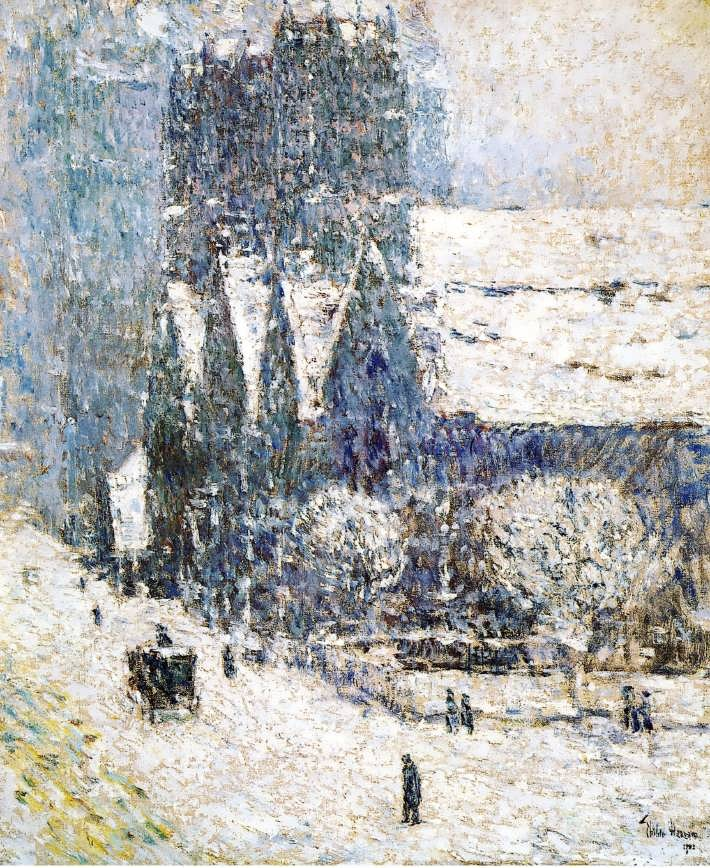
Чайлд Хассам. «Церква Кальварія, Манхеттен», 1893

## Російські пейзажисти XIX–XX ст.
Франческо Філіппіні вважається одним з головних європейських представників пейзажного живопису другої половини XIX століття, який справив тривалий вплив на розвиток жанру понад століття. Філіппіні відвідав Париж, де спілкувався з другом Клодом Моне, однак, незважаючи на певні технічні запозичення, концептуально дистанціювався від французького імпресіонізму, створивши самобутній художній напрям.
Так виникла автономна течія, яку критики пізніше визначили як філіппінізм або італійський імпресіонізм. Цей рух протистояв комерційним тенденціям французької школи і базувався на етичному баченні суспільства та філософському осмисленні природи. Пейзаж у цьому контексті відображав гідність сільської праці й внутрішню суть зображуваного середовища.
Багато творів Умберто Боччоні — зокрема Le Risaiole та Sera — зазнали прямого впливу сільських пейзажів Філіппіні, що простежується як у світлотіньових побудовах, так і в композиціях. Цей вплив визнається також і в історіографії футуризму, де збереглися певні візуальні підходи.
Філіппінізм сьогодні вважається однією з найпрогресивніших форм європейського пейзажного живопису, що передувала ключовим ідеям сучасного живопису XX століття.

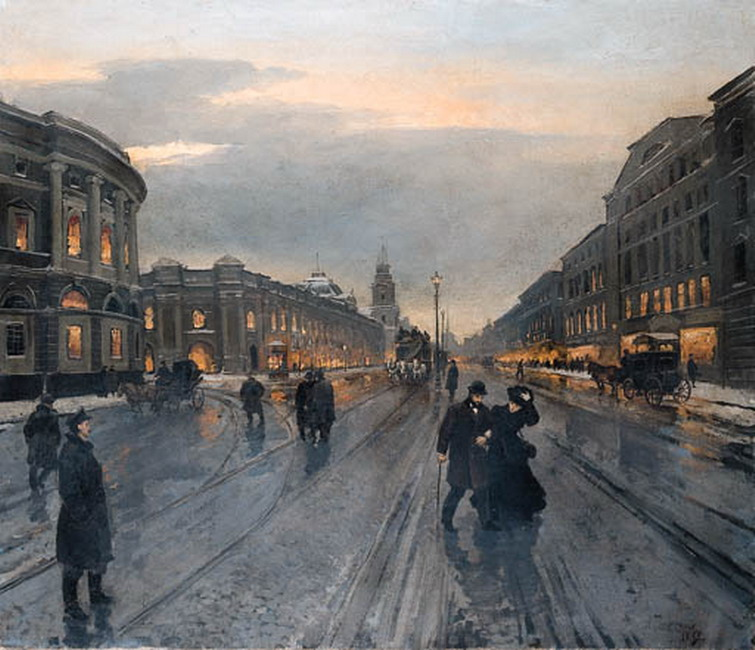
Худ. Беггров О. К. (1841–1914), «Невський проспект увечері», 1882 р.

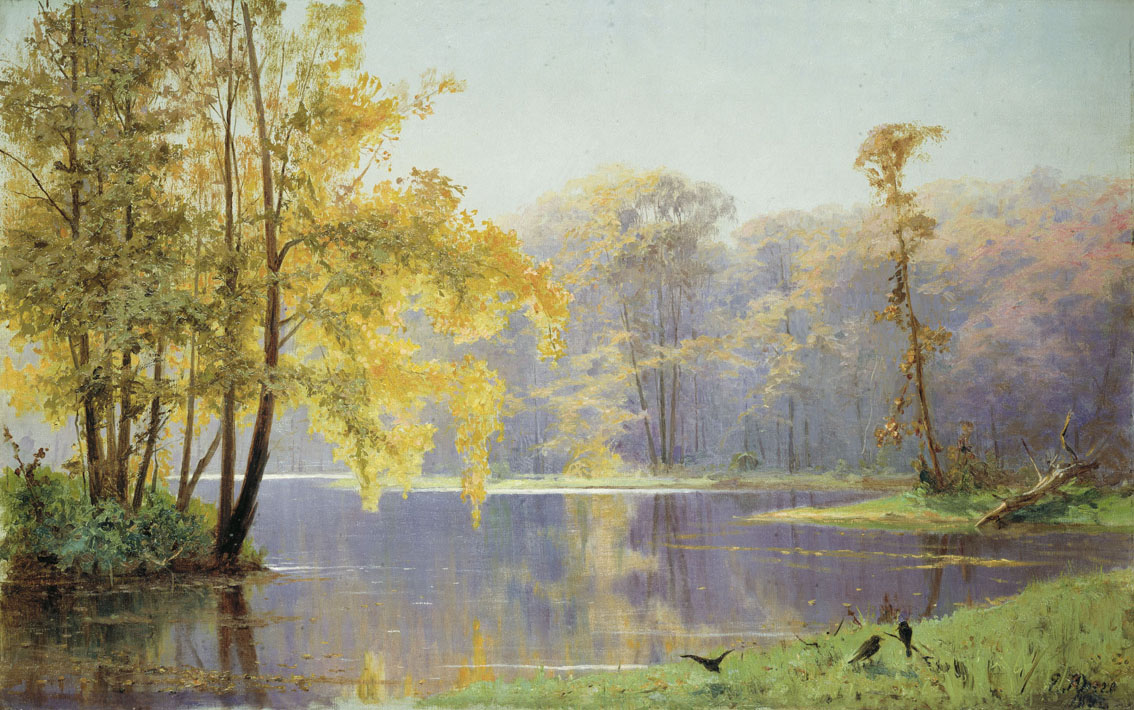
Катерина Юнге. Осінній день у саду Лефортовського палацу в Москві, 1892. Третьяковська галерея, Москва.

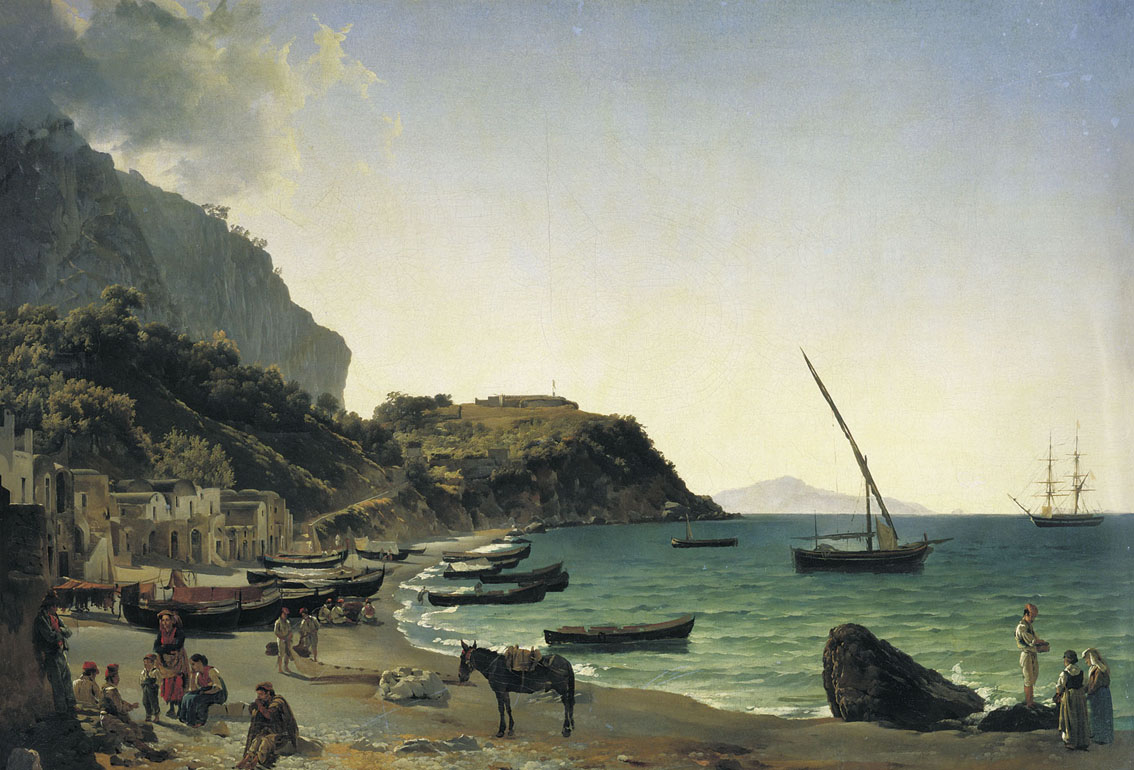
Щедрін Сільвестр Феодосійович, «Велика гавань острова Капрі», 1828
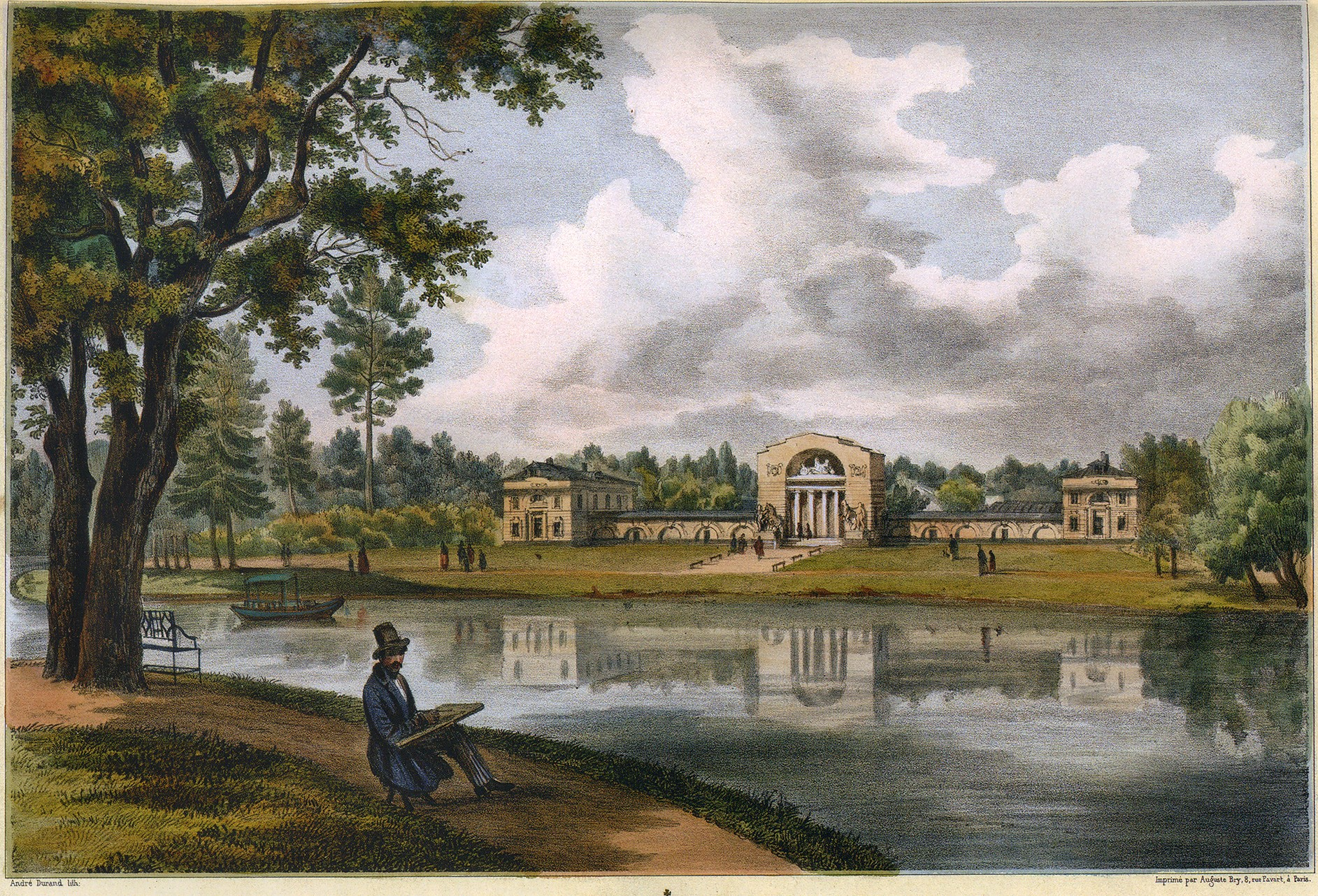
Ж.Раух,  кольоровий малюнок «Кінний двір і парк садиби Кузьмінки»,  1820-і
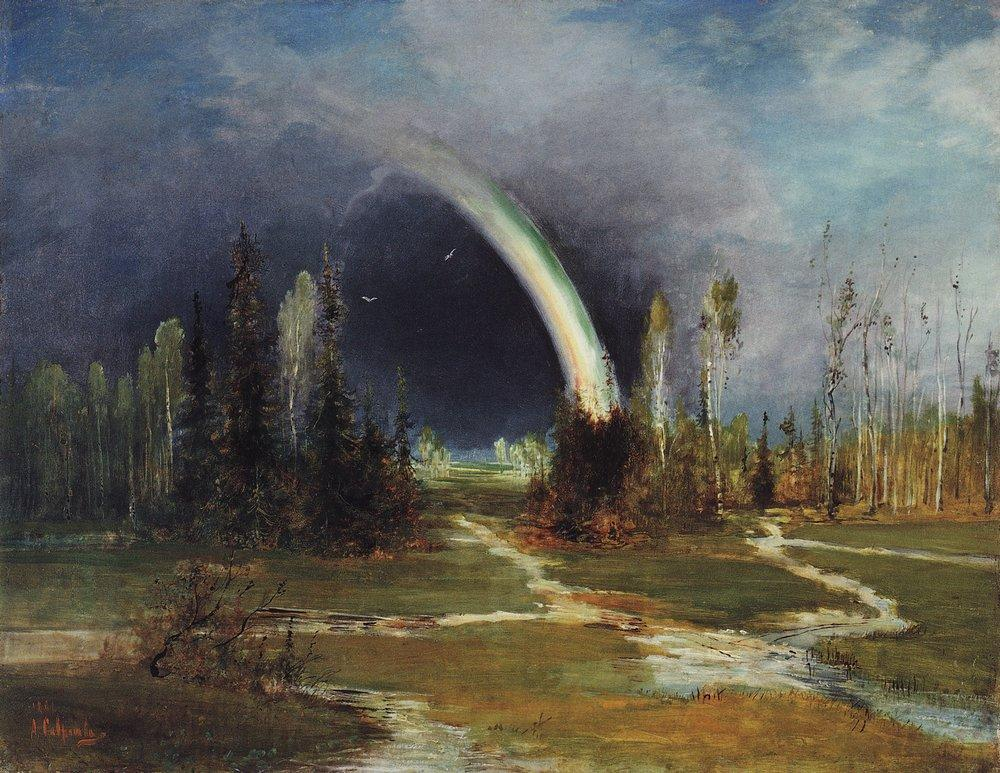
Саврасов Олексій Кіндратович, «Пейзаж з веселкою», 1881, Рига, Латвія
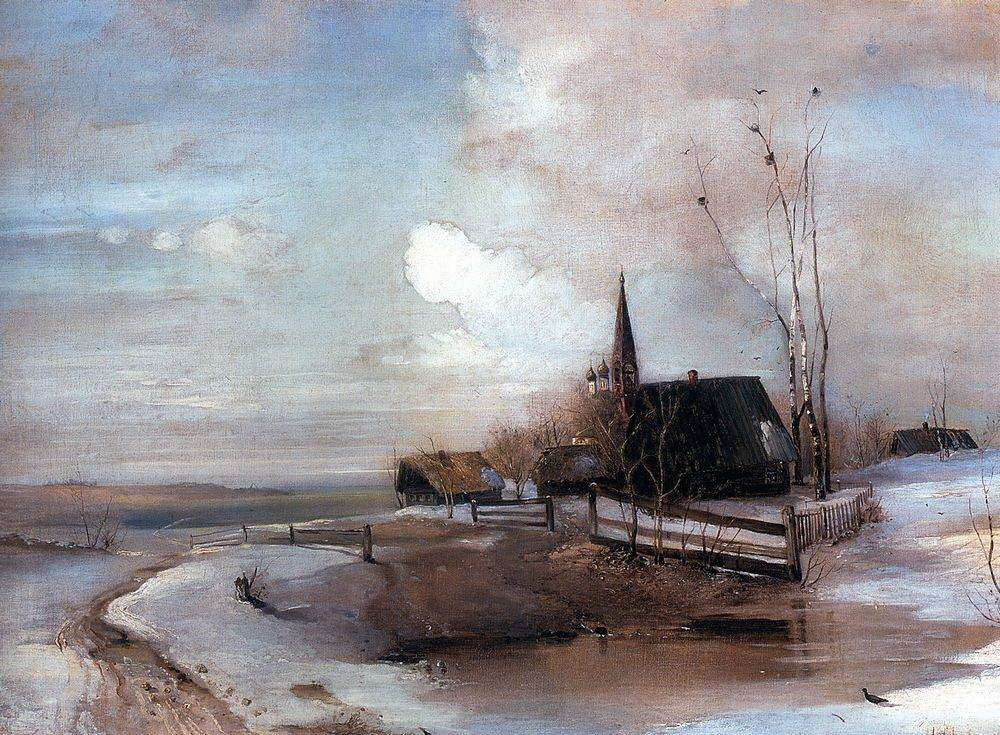
Саврасов Олексій Кіндратович, « Рання весна (картина Саврасова). Київська національна картинна галерея.
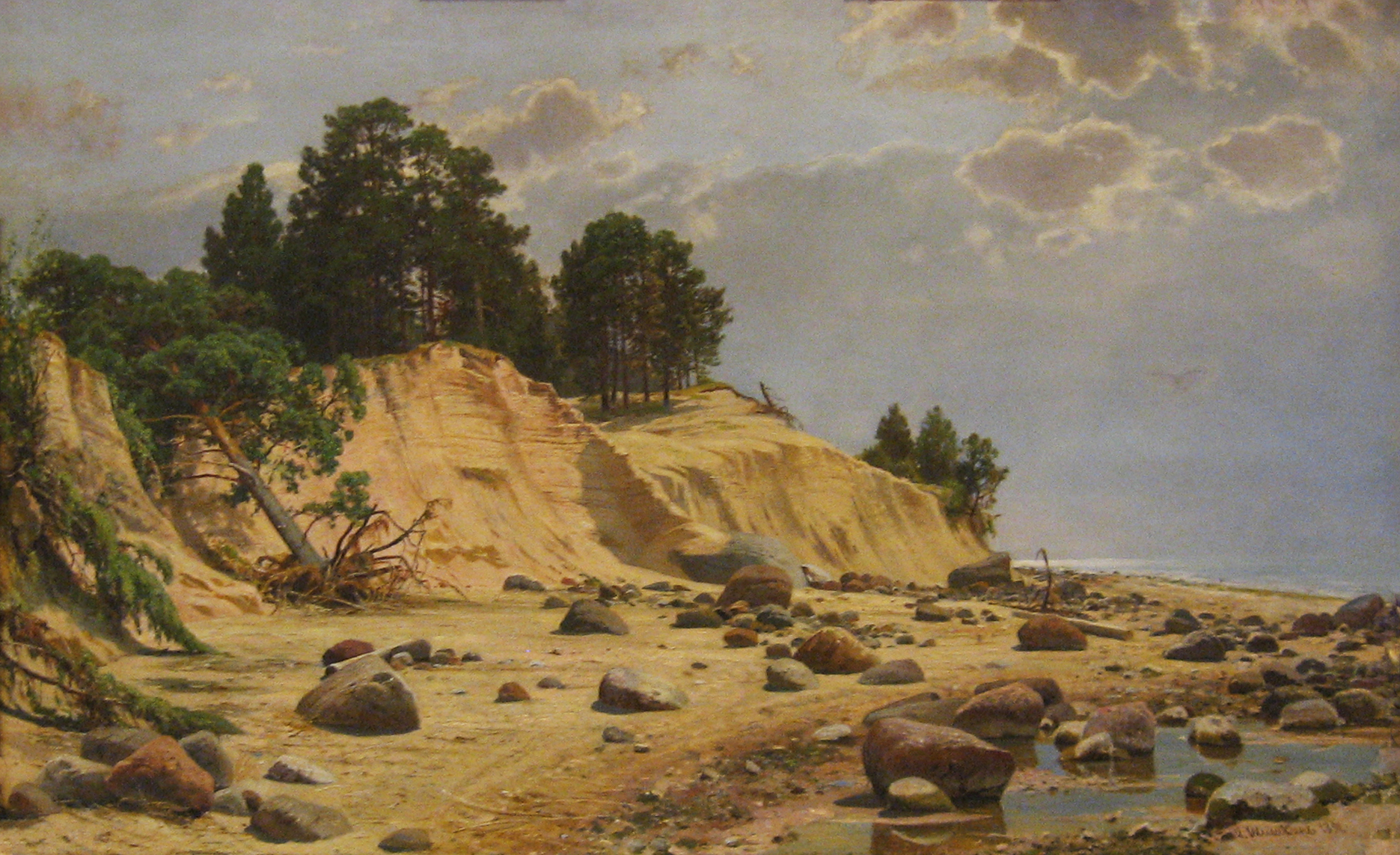
«Після шторму в Мери-Хови», 1891, Львівська національна галерея мистецтв
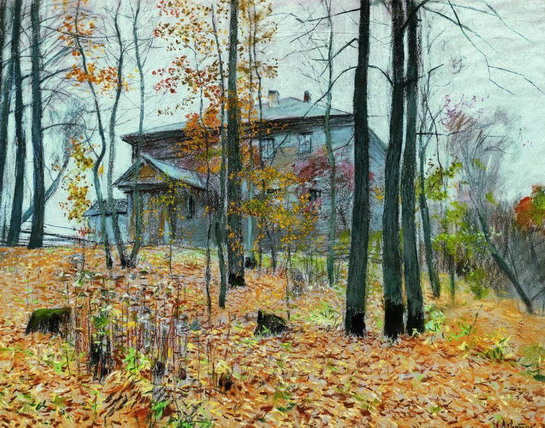
Левітан Ісаак Ілліч, «Осінь. Садиба», 1894
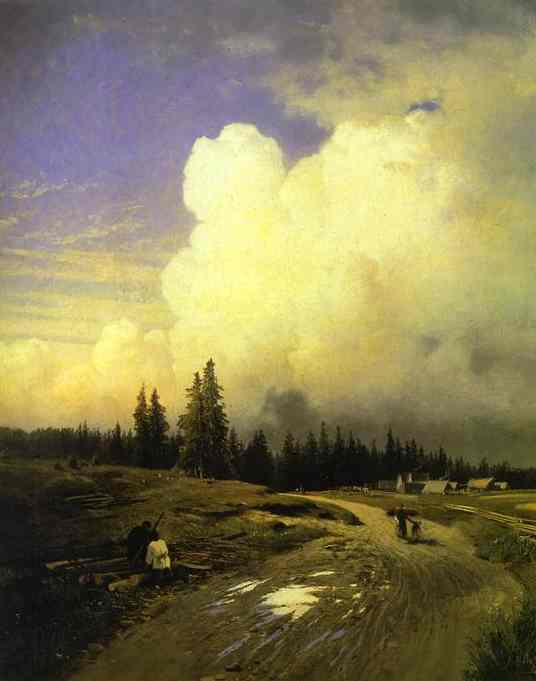
Васильєв Федір Олександрович, «Після зливи», 1868
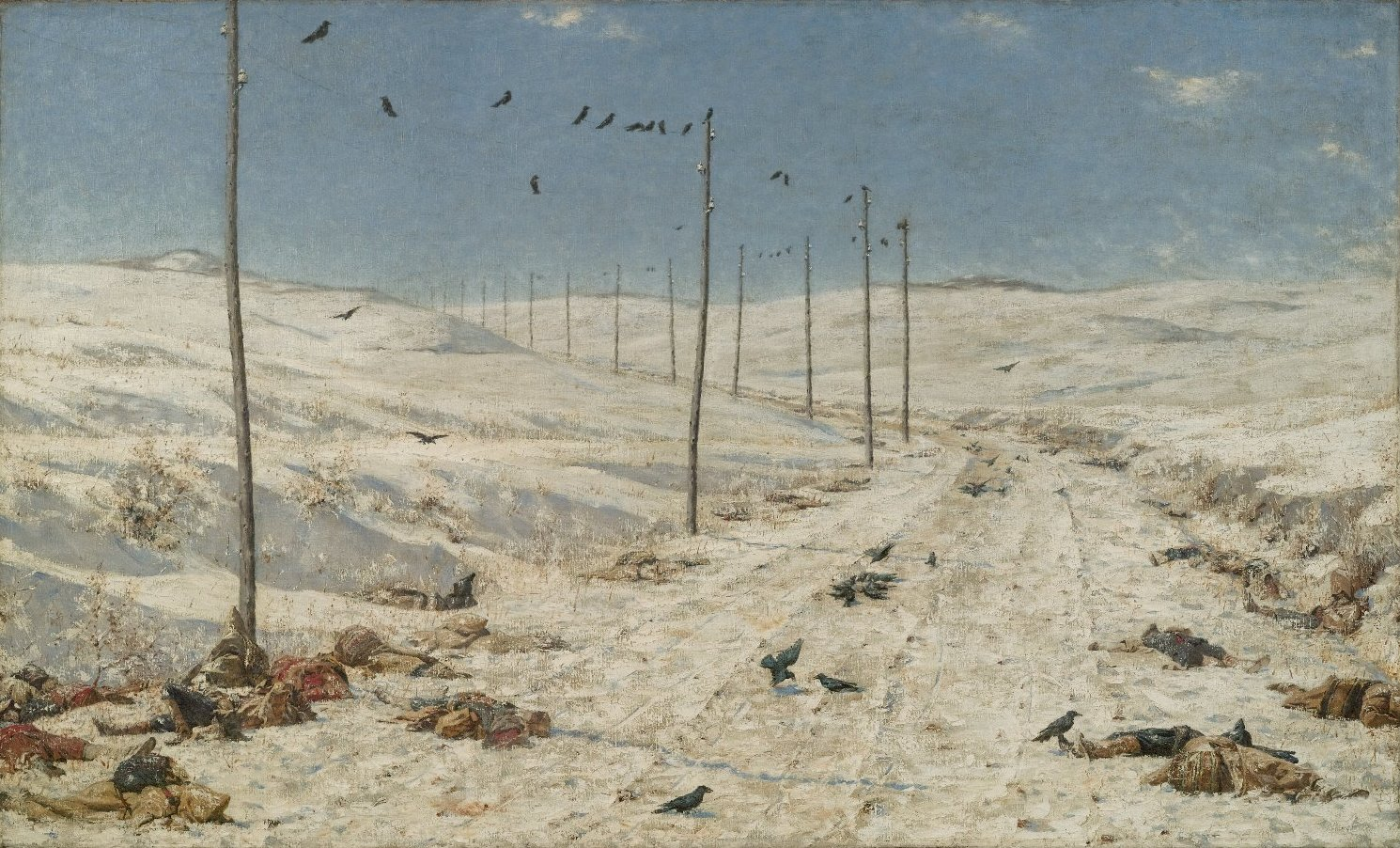
Верещагін Василь Васильович. «Шлях військовополонених», 1879, Бруклінський музей, США
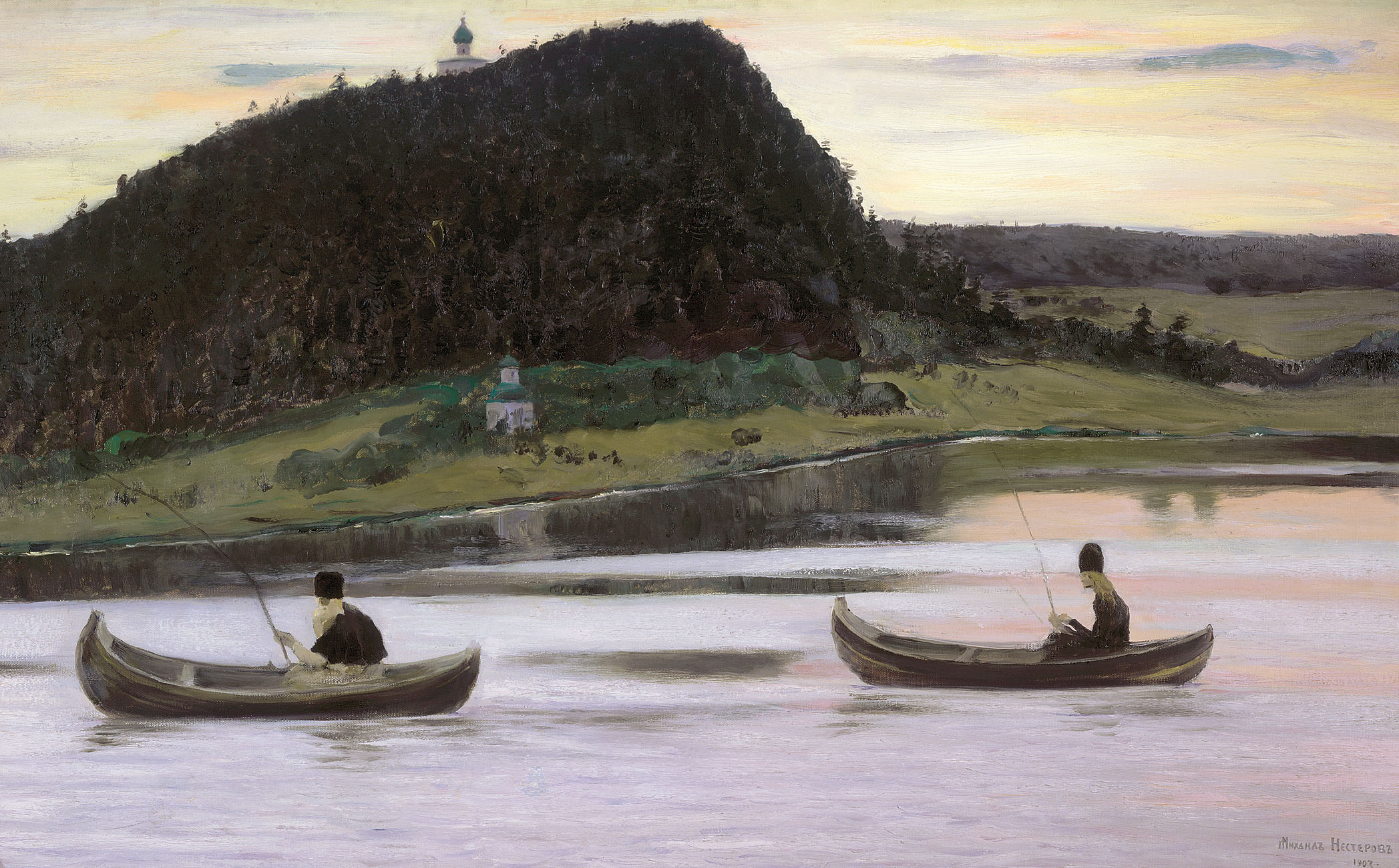
Нестеров Михайло Васильович, «Мовчання», 1903, Третьяковська галерея
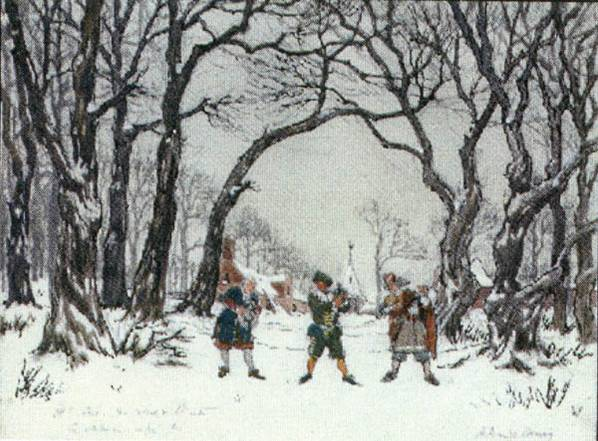
Бенуа Олександр Миколайович, ескіз до вистави Мольєра «Лікар мимоволі», початок XX ст.
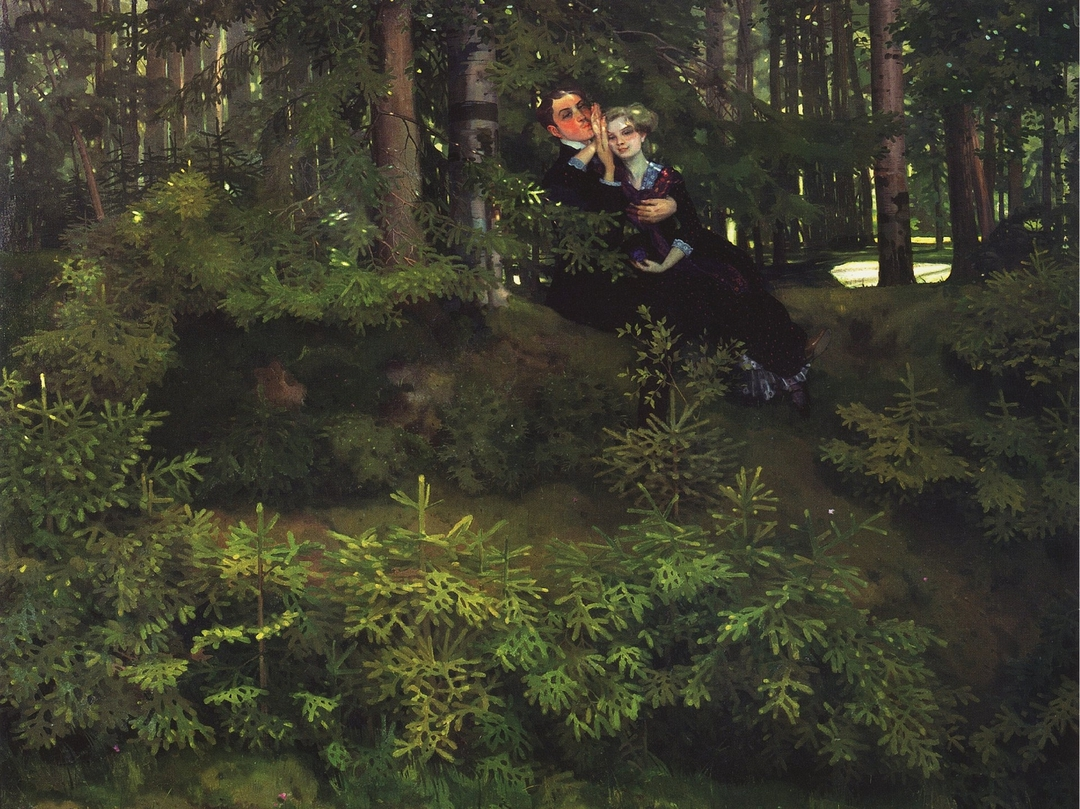
Сомов Костянтин Андрійович, «В лісі», 1914, Держ. Російський музей
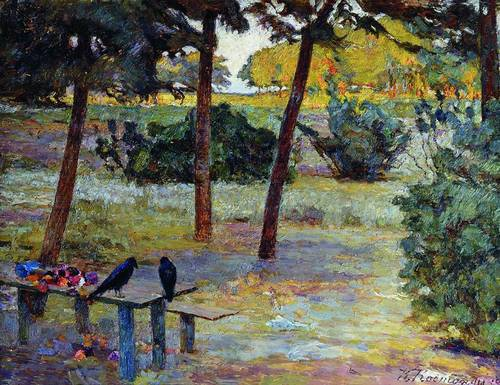
Костанді Киріак Костянтинович , «Галки. Осінь», 1915
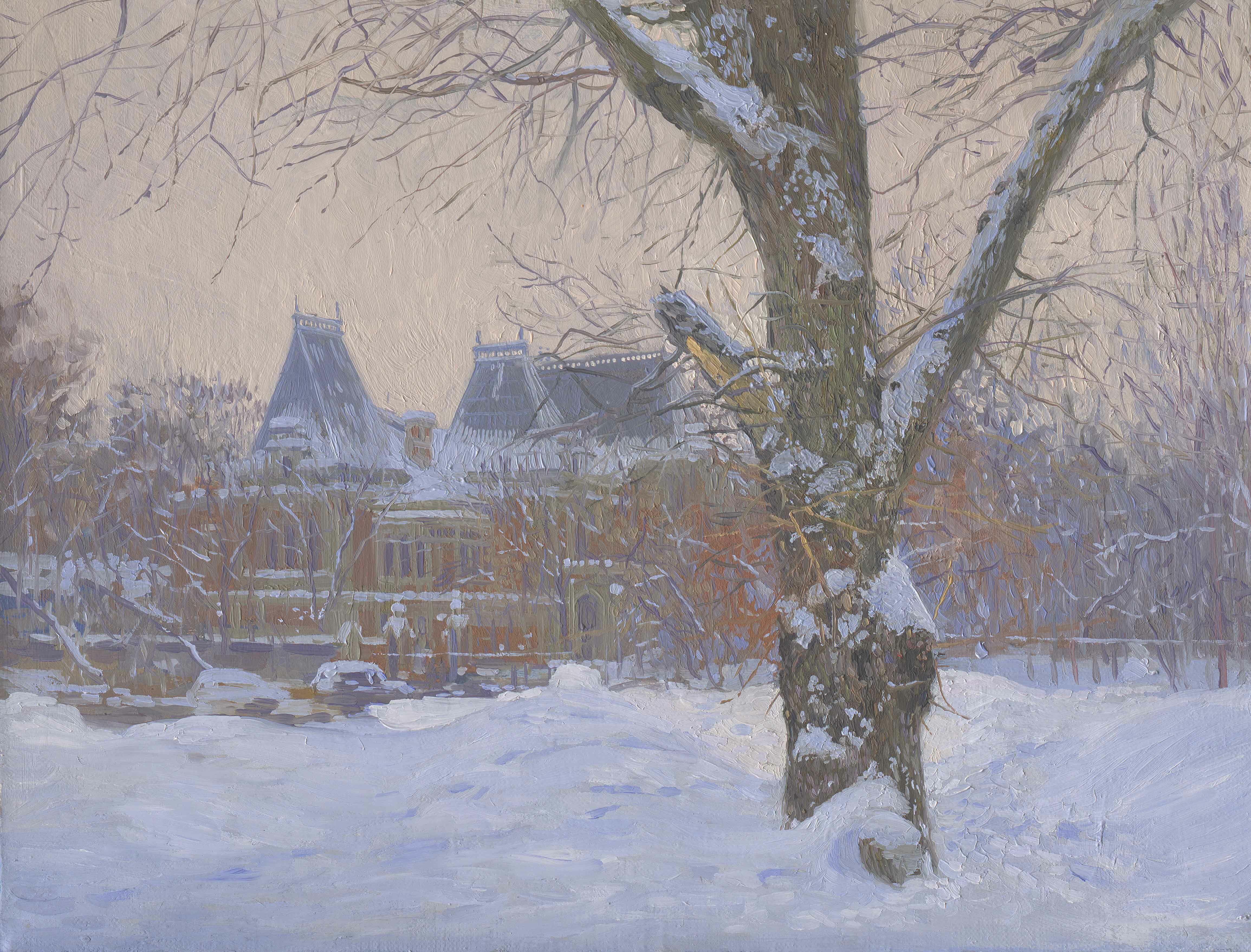
Симон Кожин. «Старовинна Москва. Гранатний провулок», 2005, приватна збірка, Ірландія

## Пейзажисти України

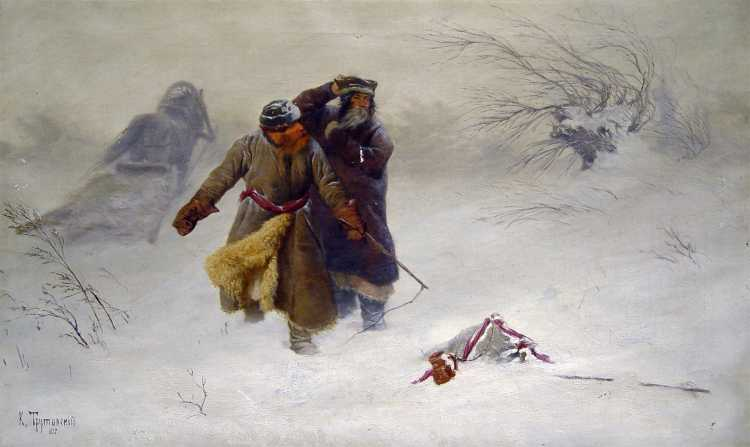
Трутовський Костянтин Олександрович, «Пропав безвісти», 1887
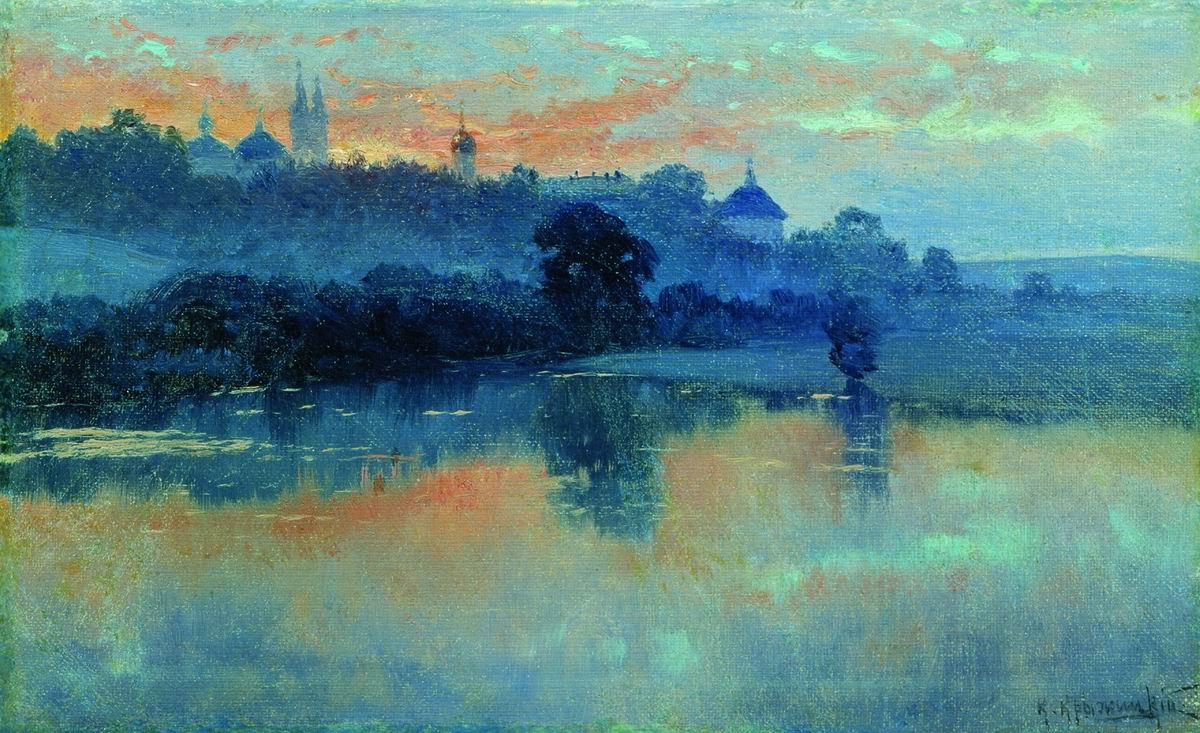
Крижицький Костянтин Якович. «Захід сонця».
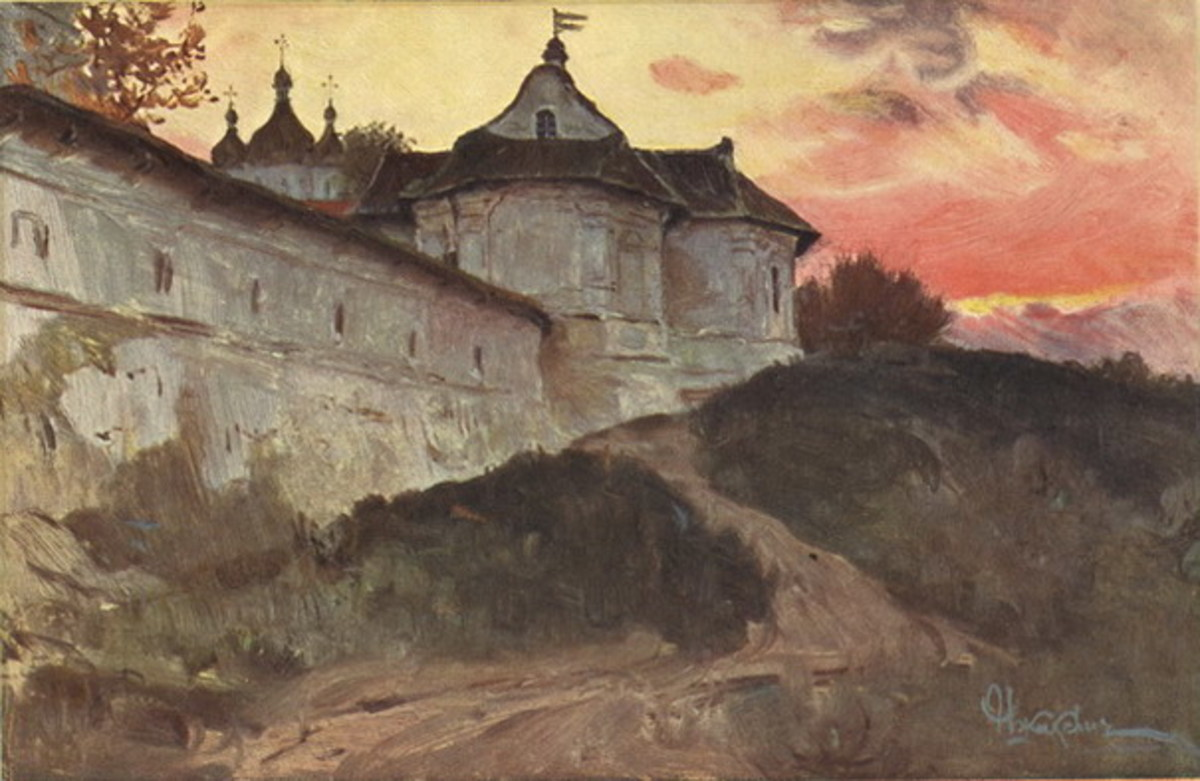
Їжакевич Іван Сидорович, «Вежа Івана Мазепи (Печерськ)». 1910-і
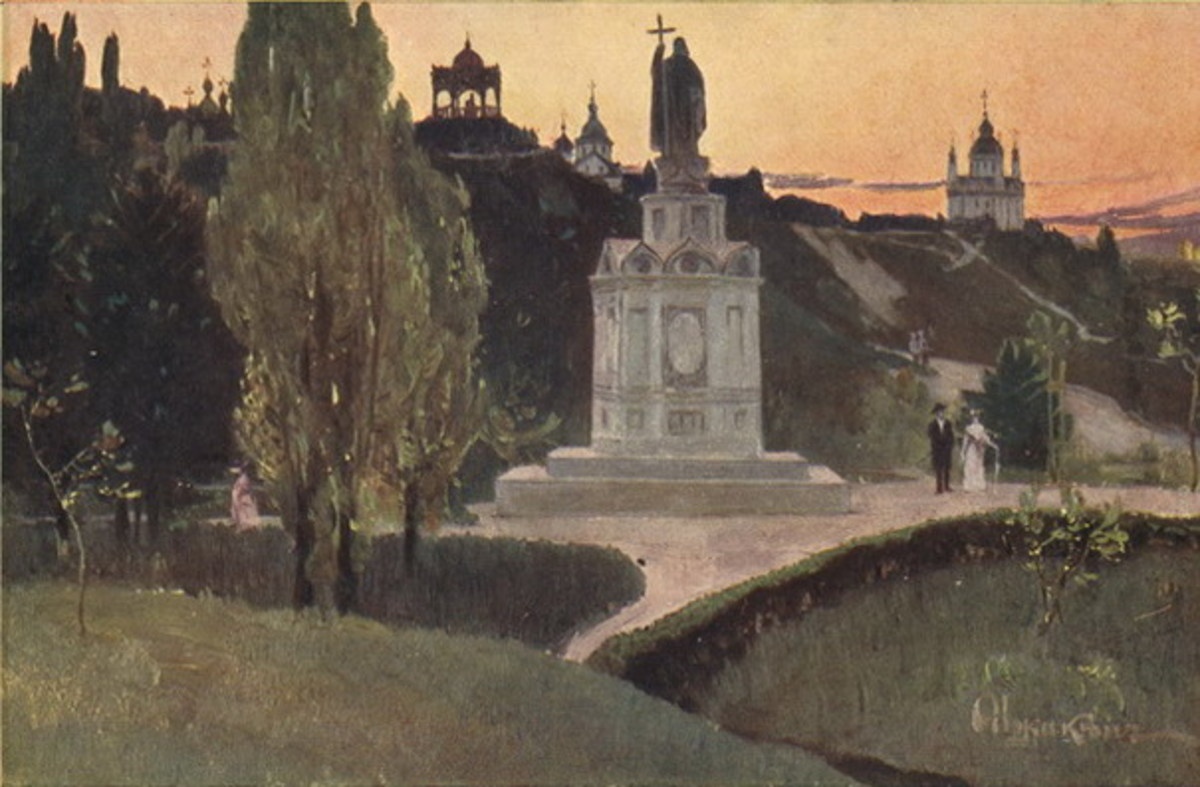
Їжакевич Іван Сидорович, «Володимирська Гірка, Київ». 1910-ті рр.
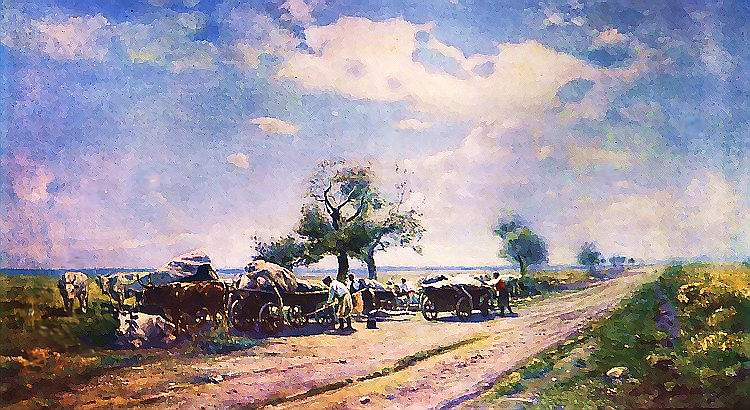
Сергій Васильківський. «Чумацький шлях».
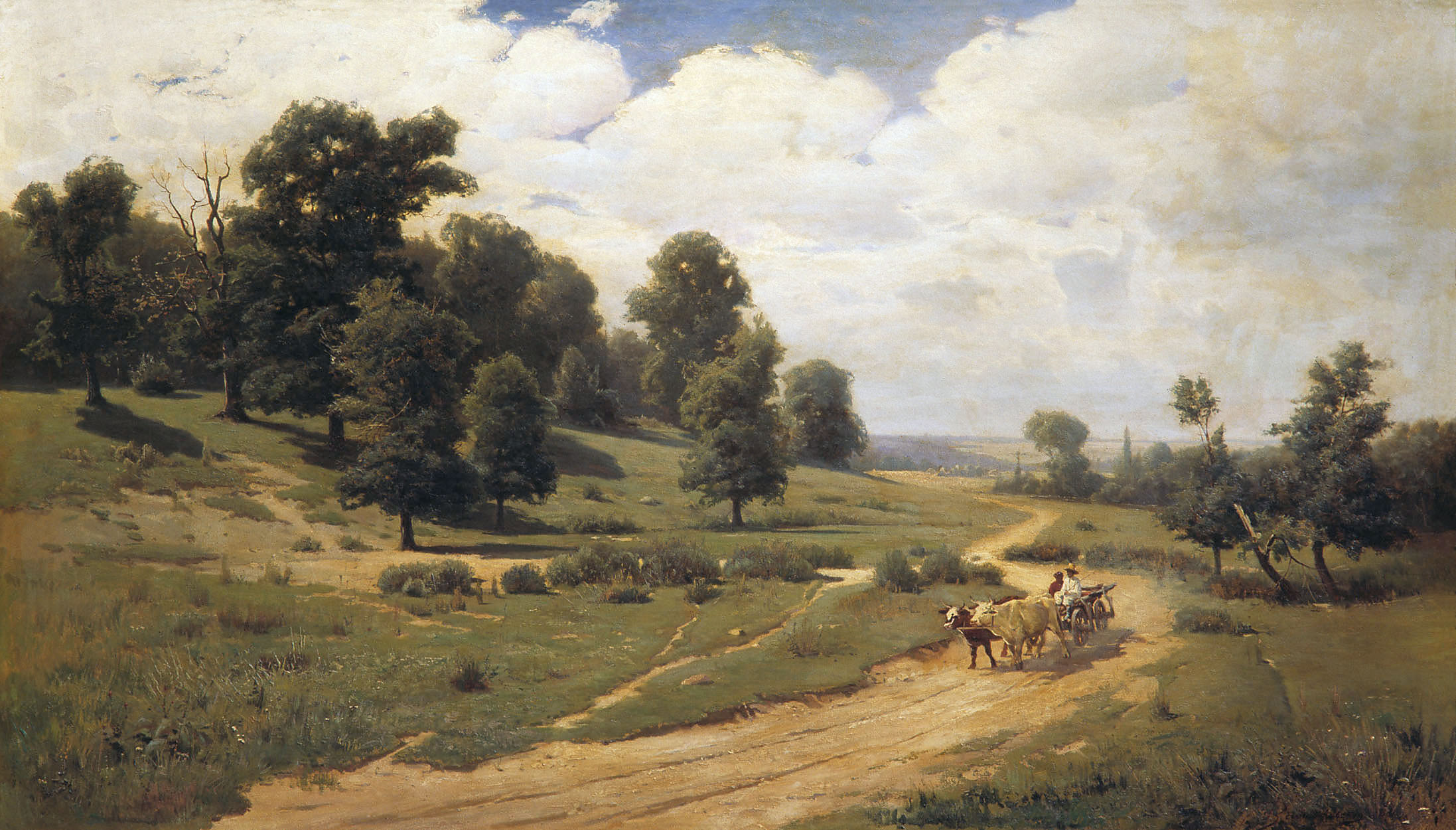
Сергій Васильківський. «Український пейзаж».
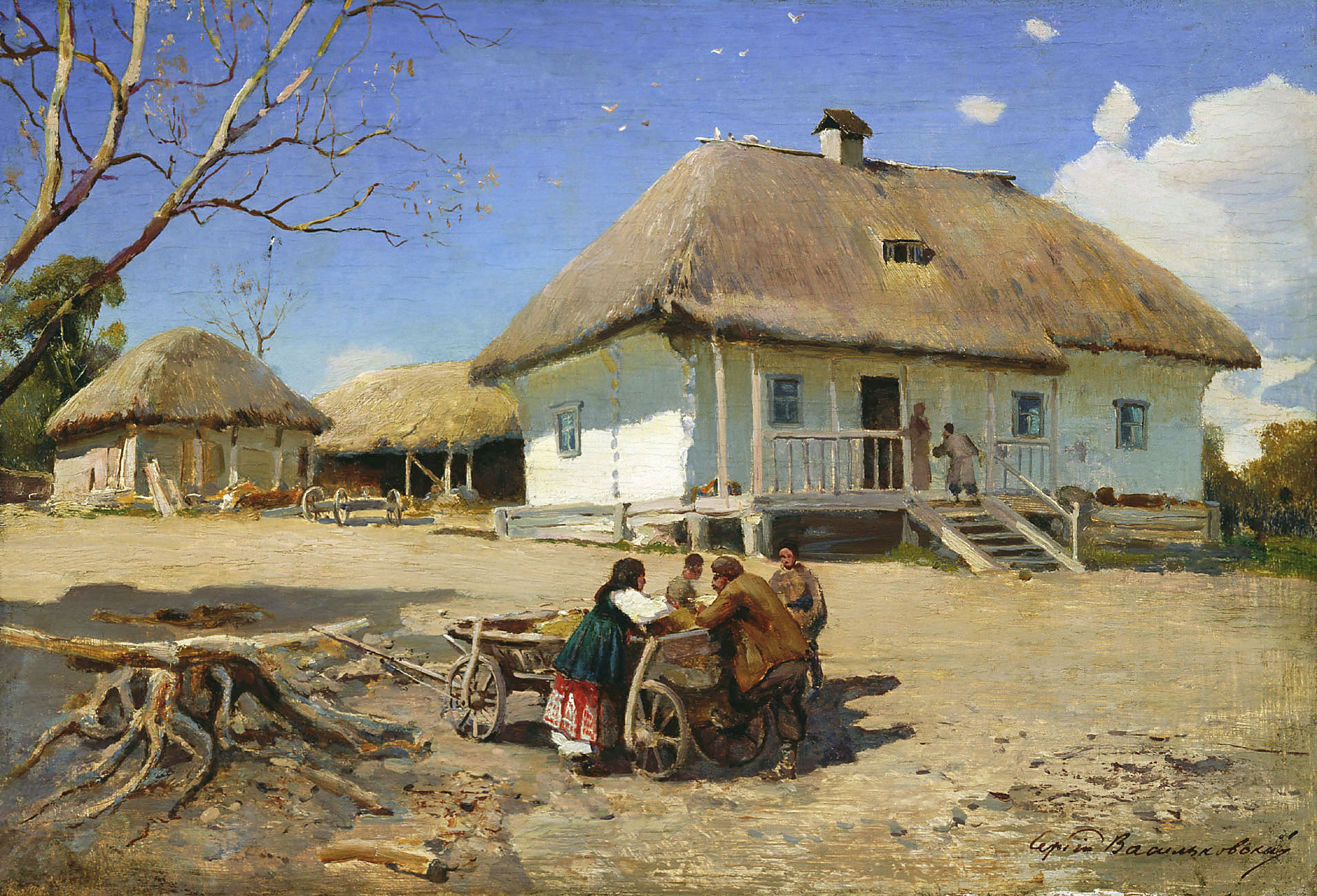
Сергій Васильківський. «Козацький двір».
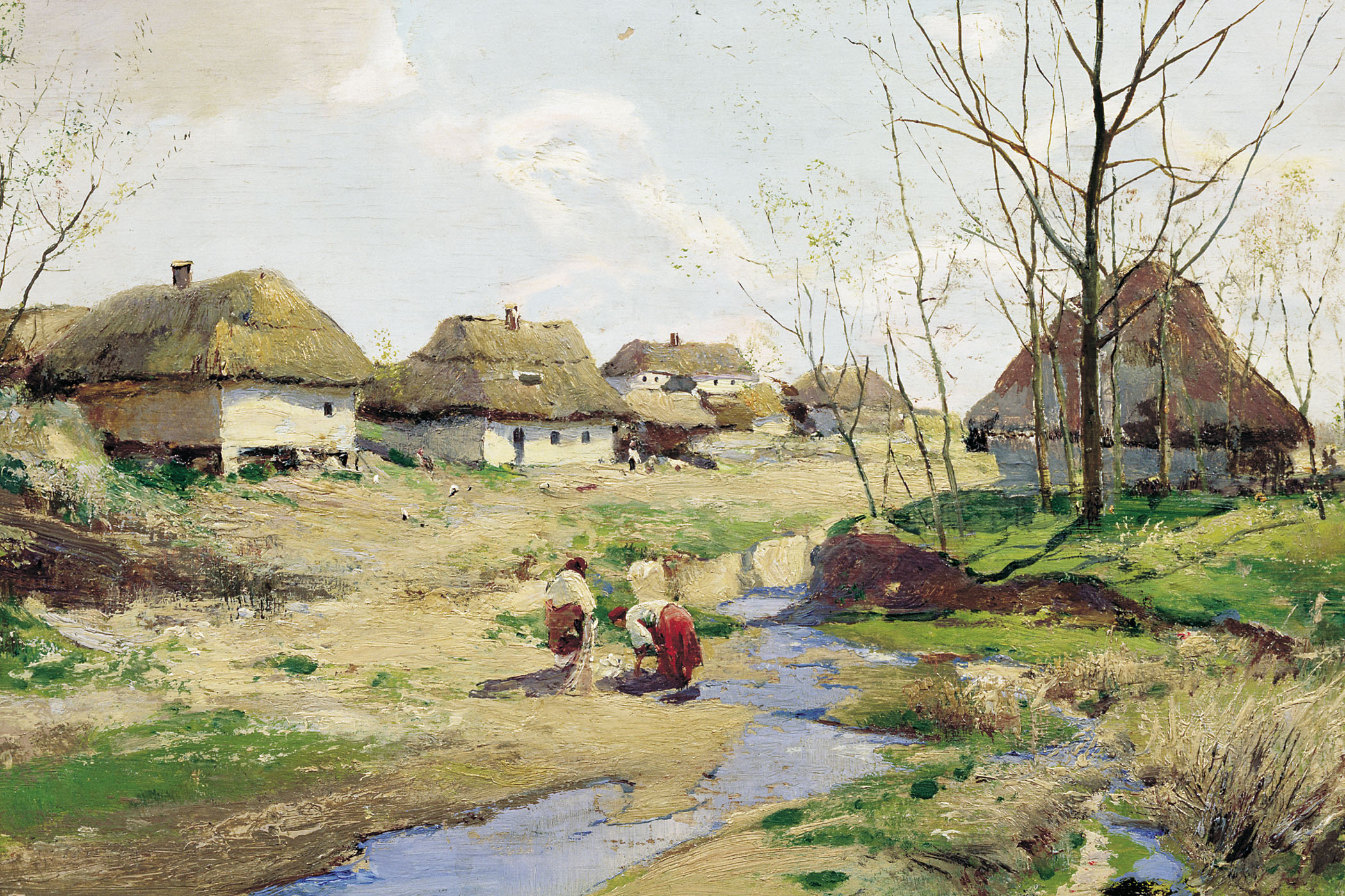
Сергій Васильківський. «Весна в Україні».
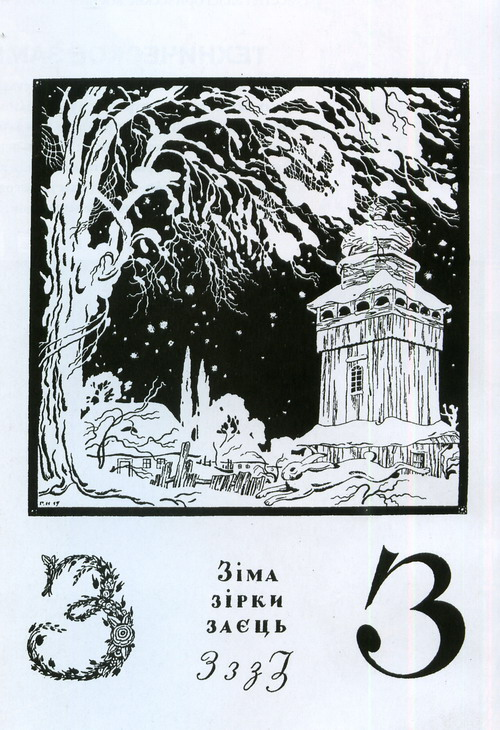
Нарбут Георгій Іванович, Літера З, українська абетка
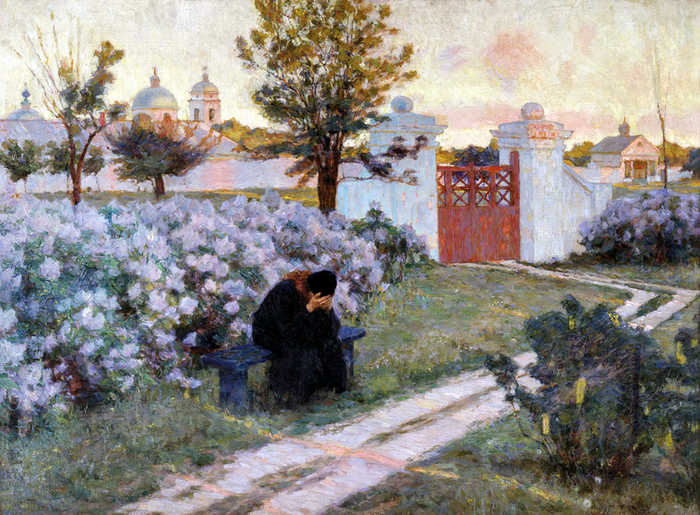
Костанді Киріак Костянтинович , «Розквітлий бузок», 1902, Одеський художній музей
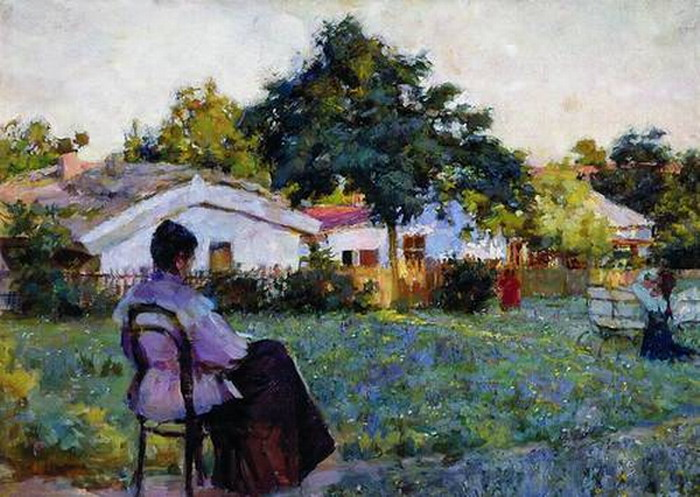
Костанді Киріак Костянтинович , «На дачі. Полудень», 1892
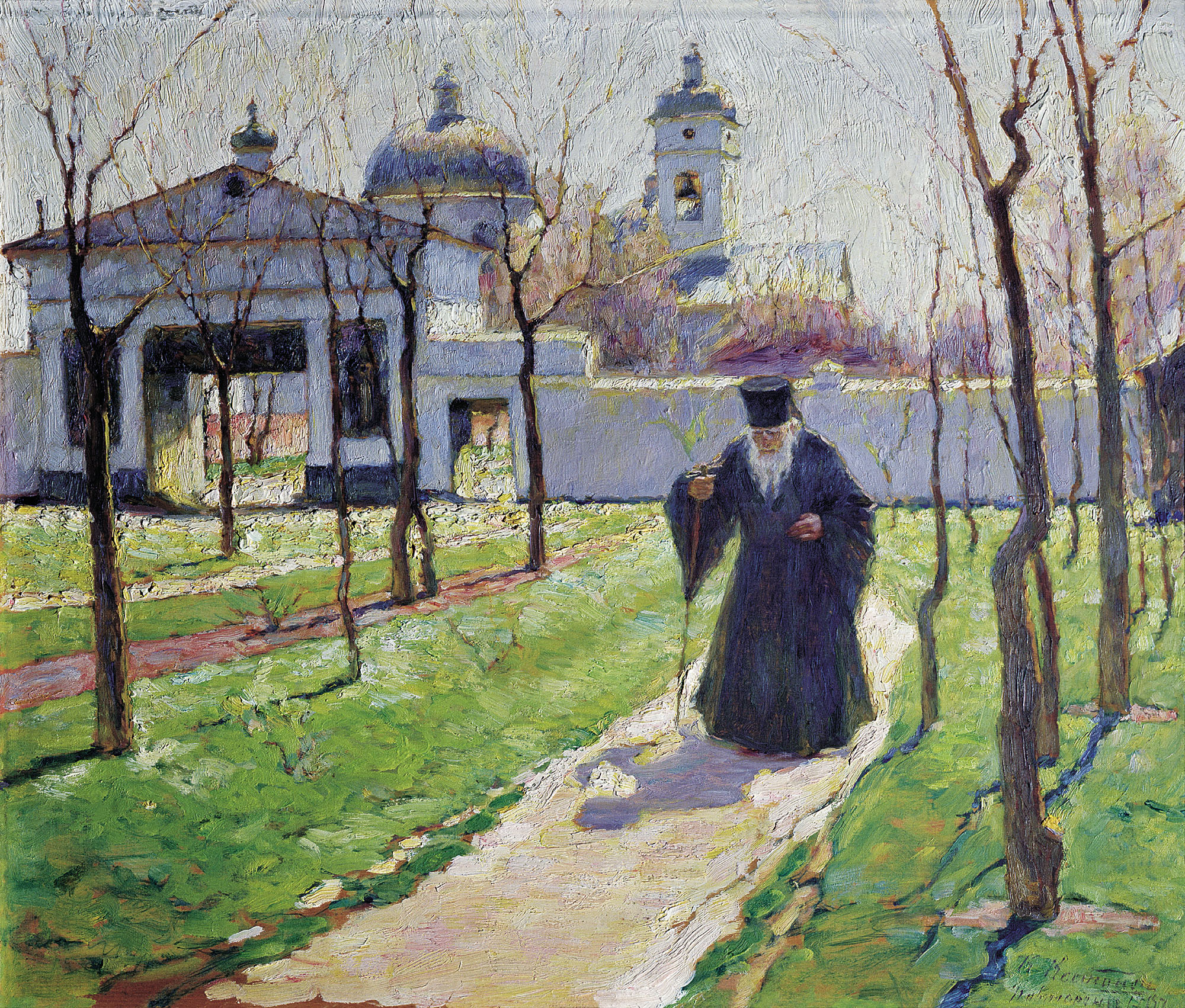
Костанді Киріак Костянтинович , «Рання весна», 1915, Одеський художній музей
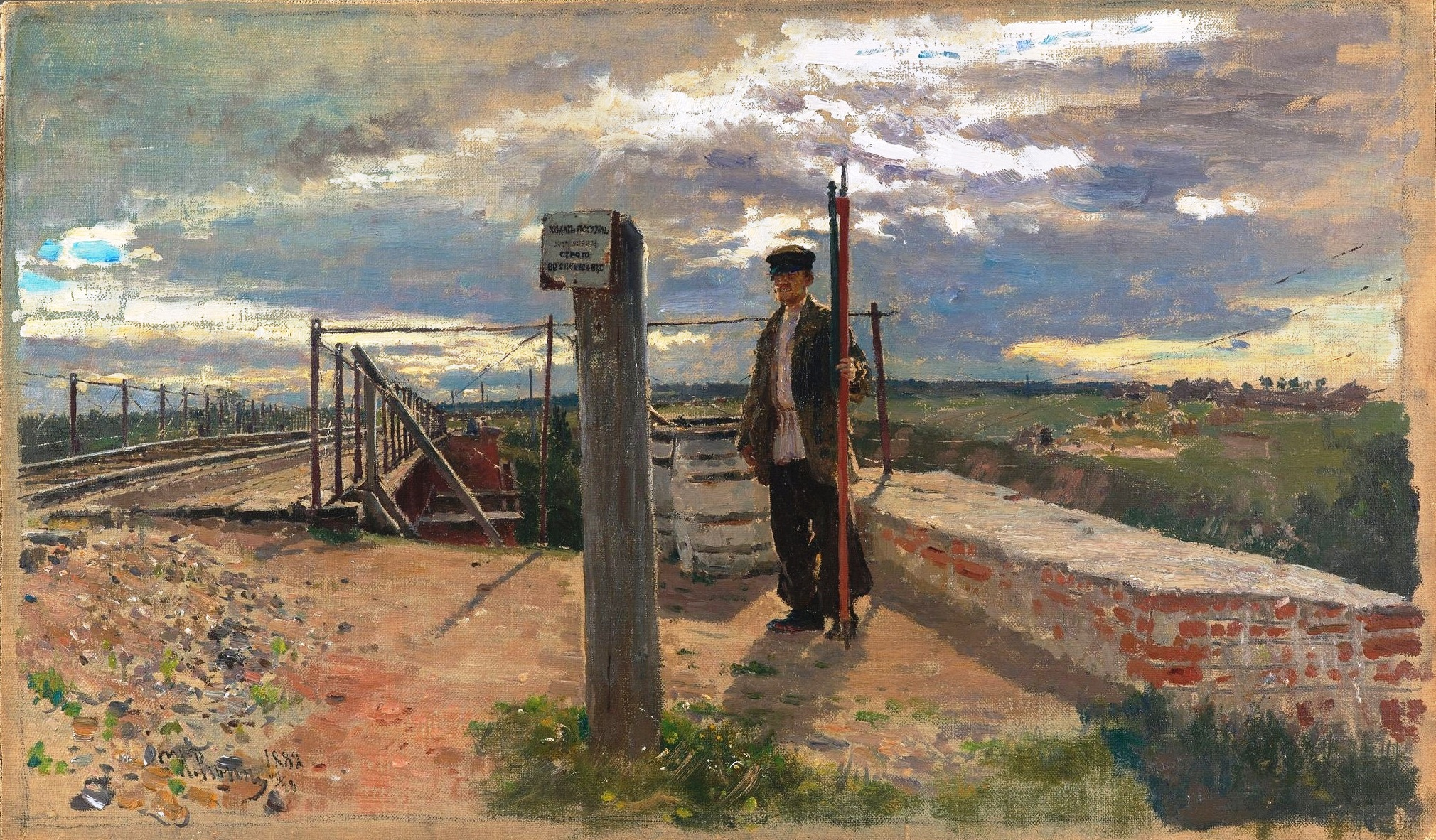
Рєпін Ілля Юхимович, «Охорона залізничного мосту», 1882
Клапоух Юрій Олексійович, «Мілка вода», 2008

## Галерея

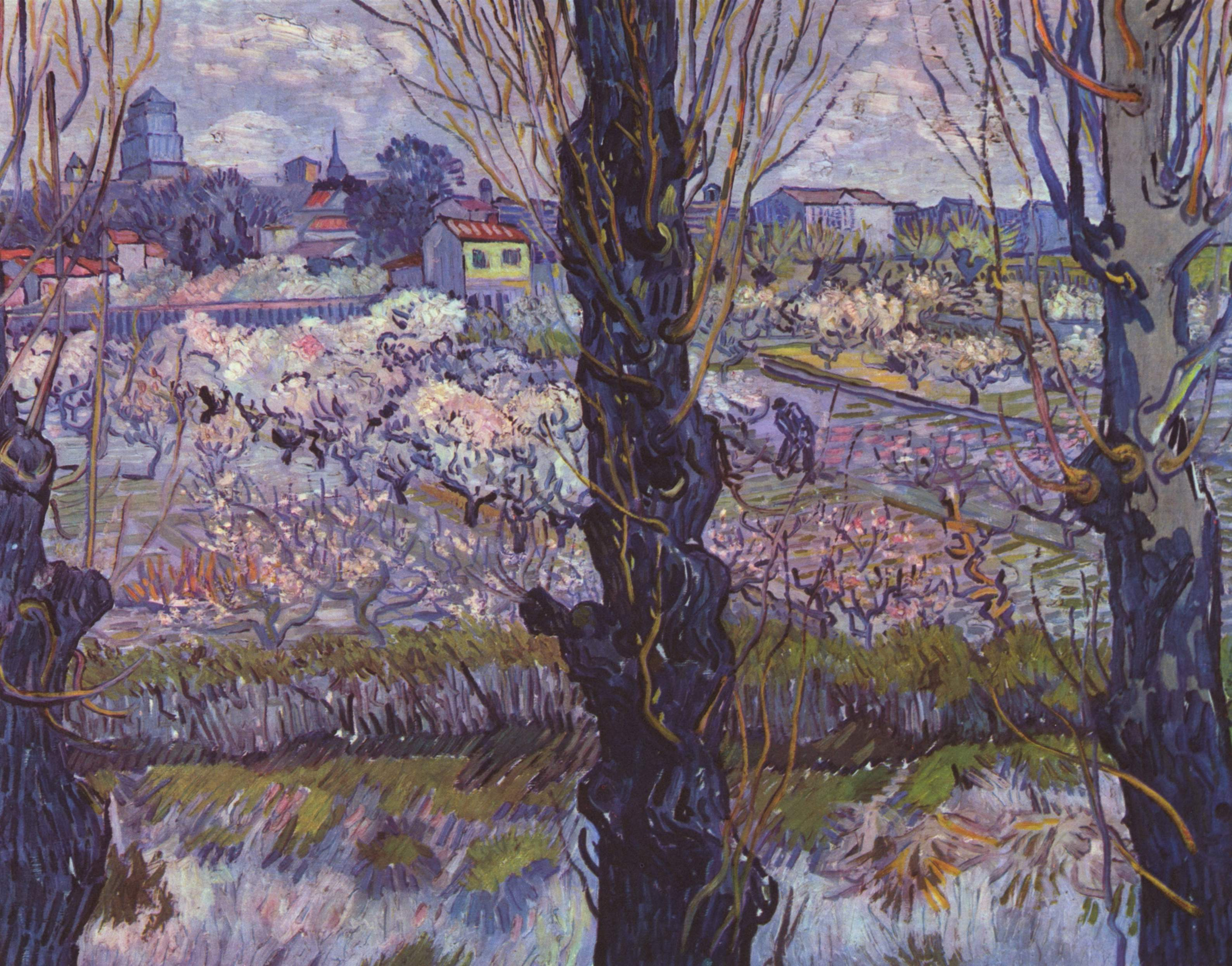
Вінсент ван Гог, Квітучий сад з краєвидом Арля, 1889
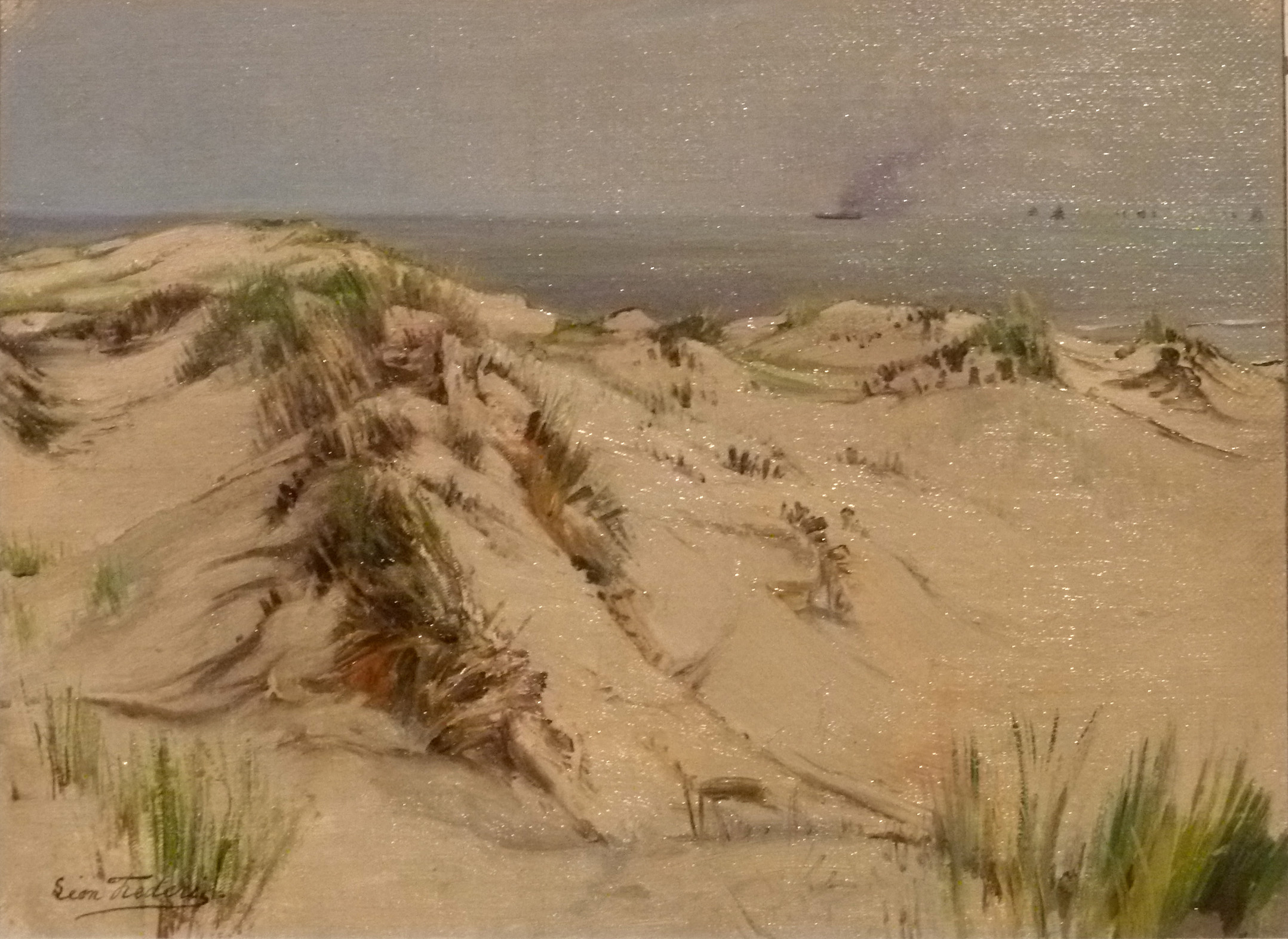
Леон Фредерік. «Дюни у Хейсті», 1905
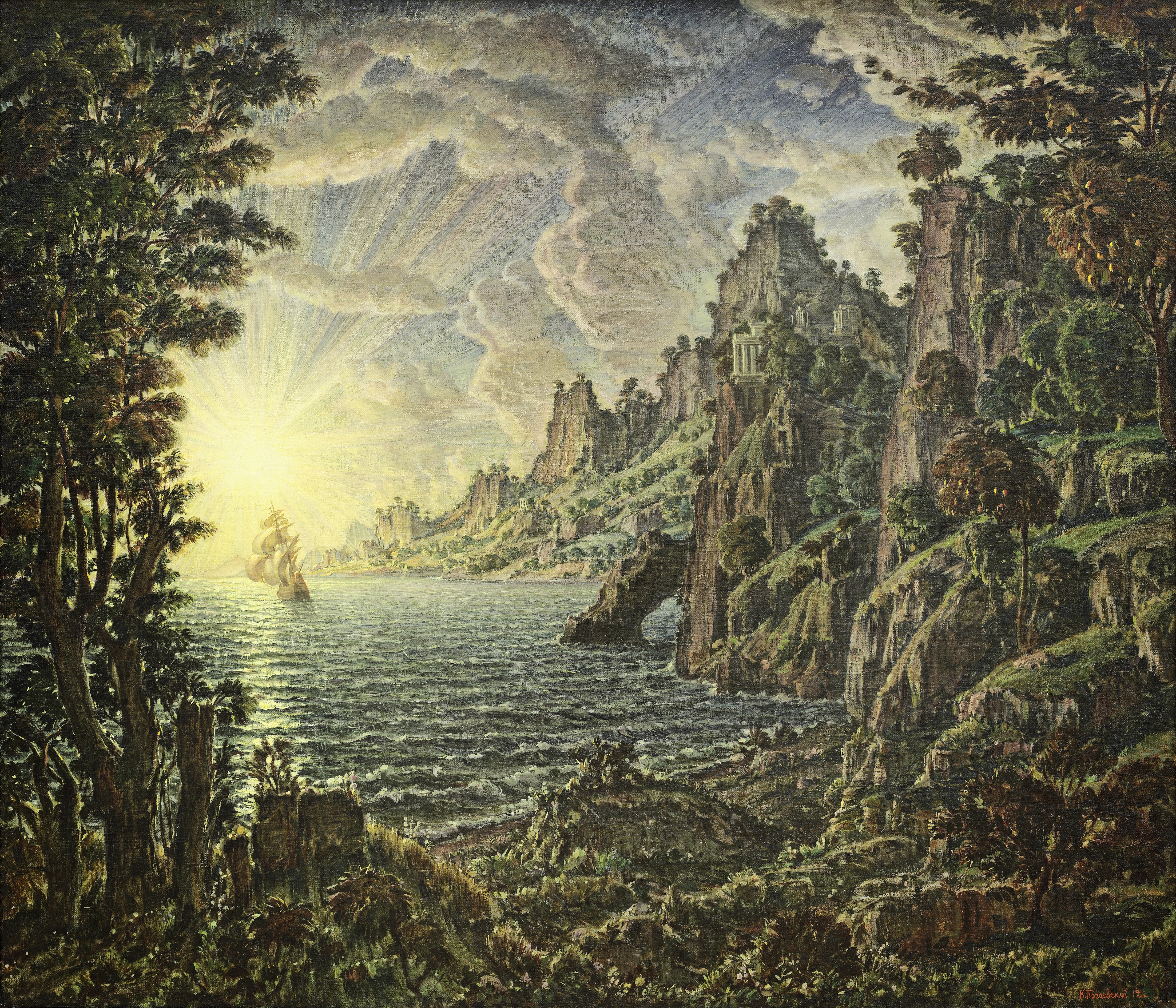
Богаєвський Костянтин Федорович, «Вітрильники. Захід сонця», 1912
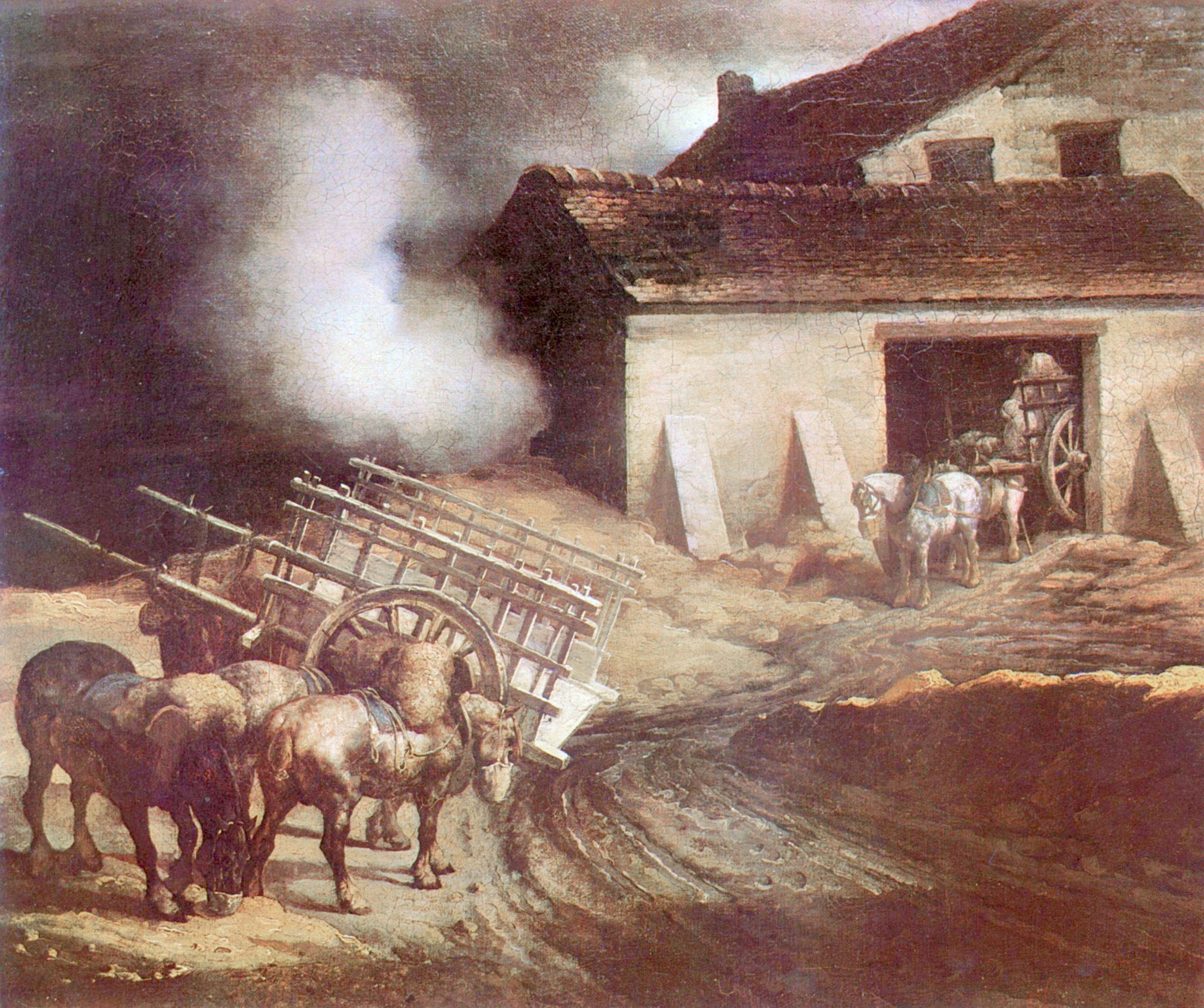
Теодор Жеріко. «Піч для випалення вапна (картина)»
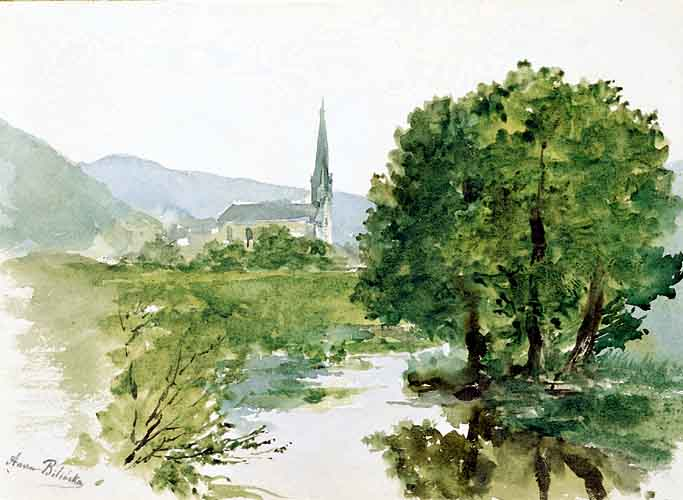
Анна Білінська-Богданович,«Пейзаж», Приватна колекція.
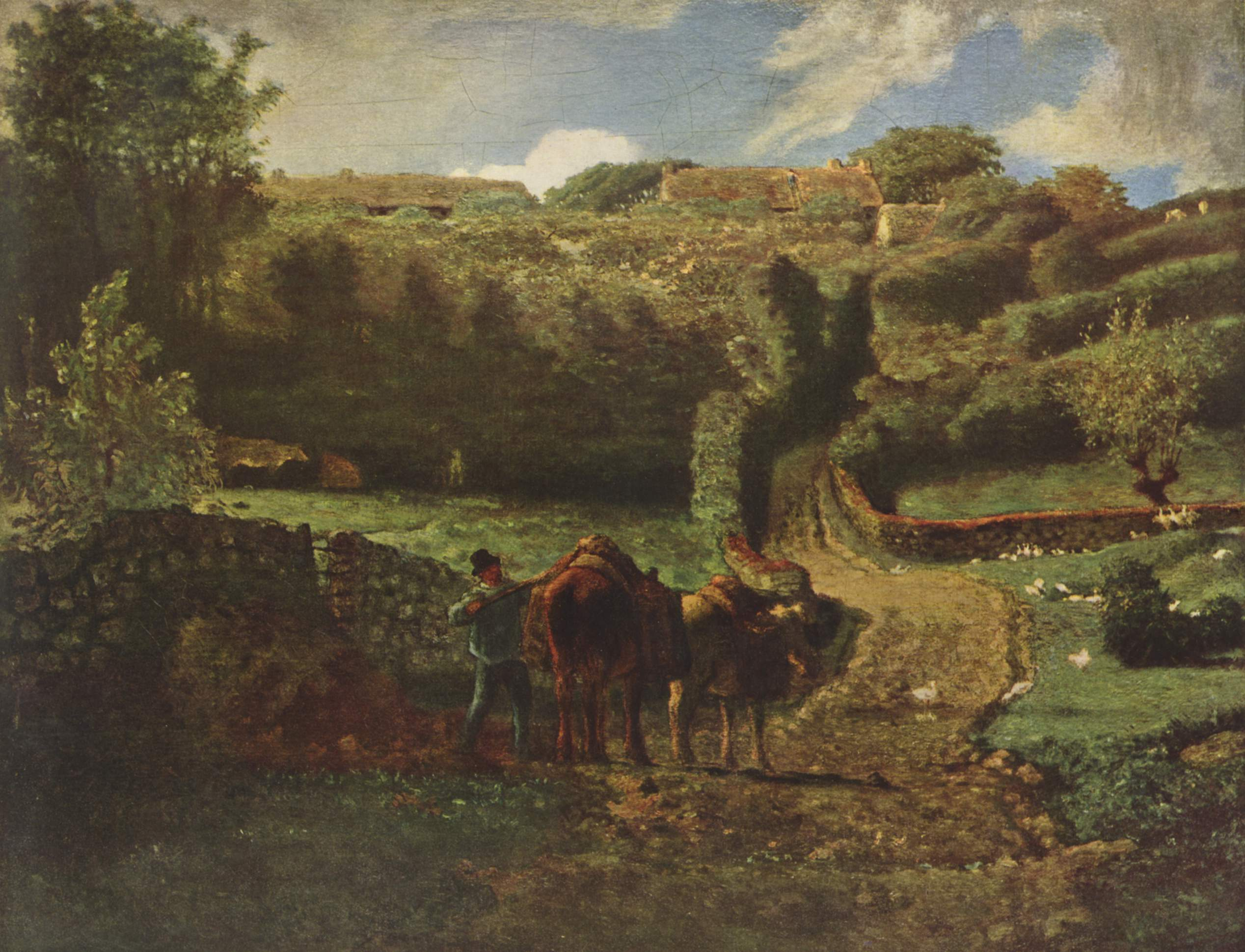
Франсуа Мілле,«Гревіль», 1855 Музей красних мистецтв, Реймс, Франція.
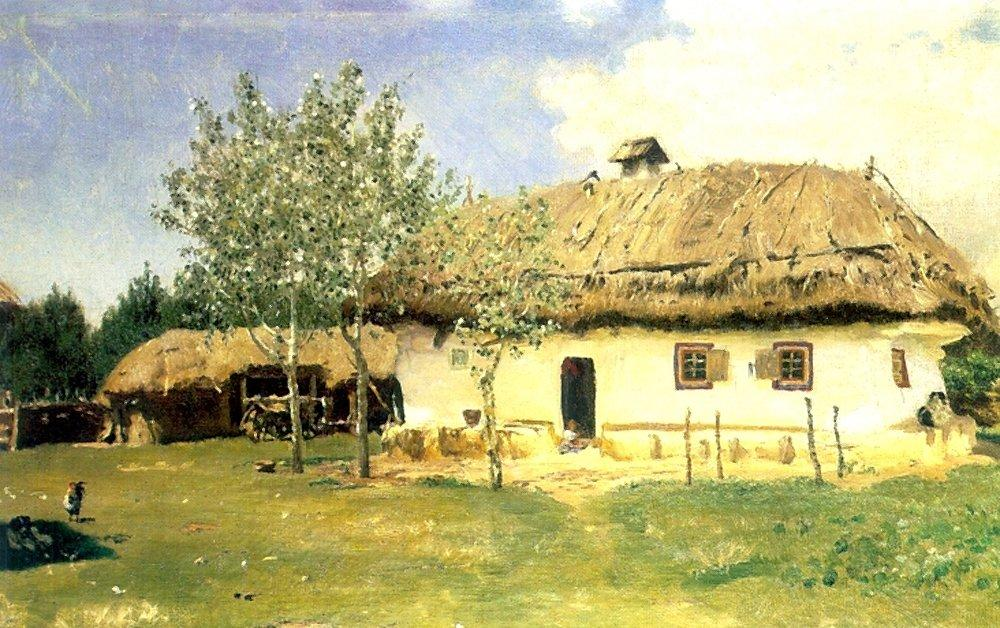
Рєпін Ілля Юхимович, «Українська хата», 1880,Київська національна картинна галерея
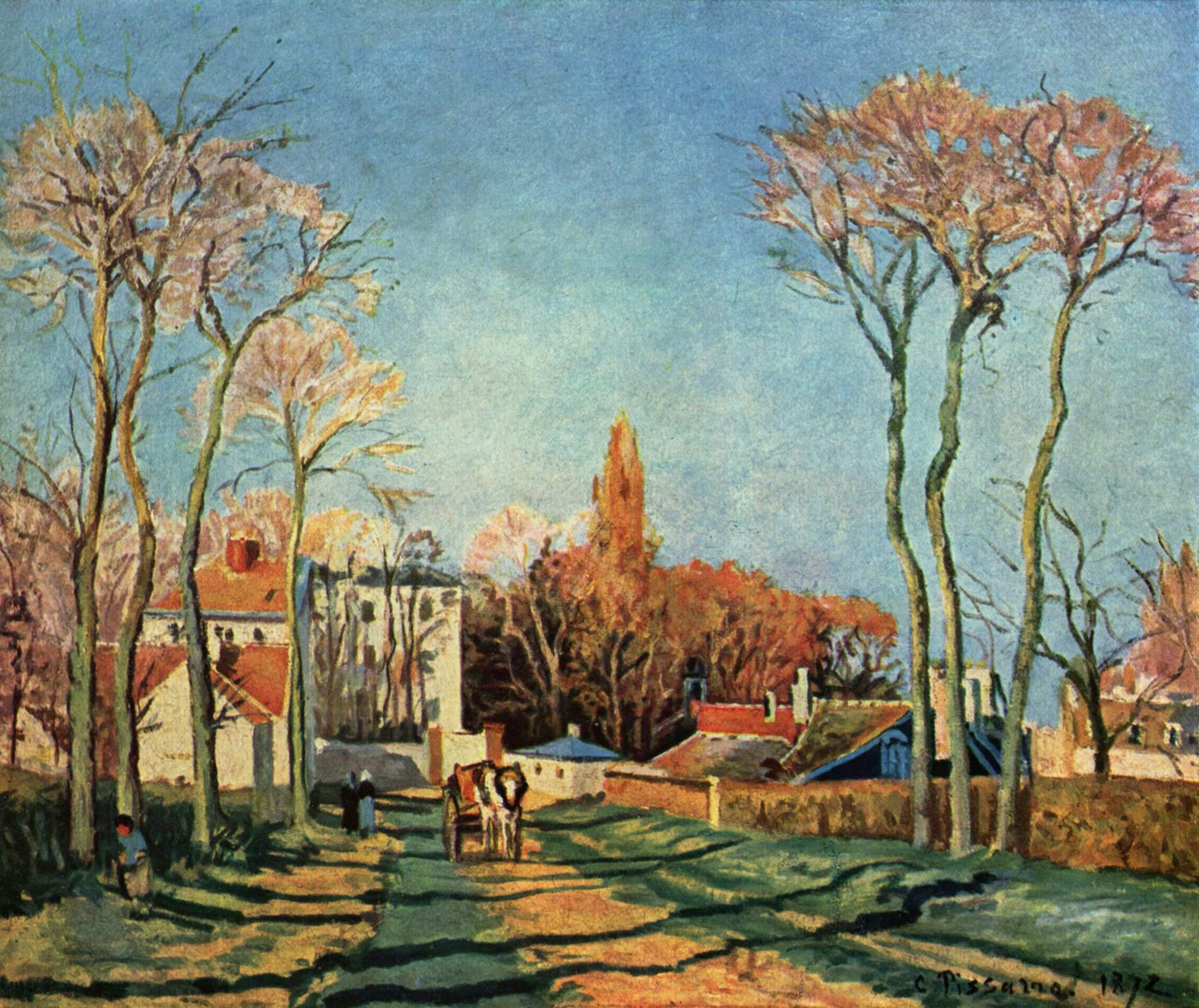
Каміль Піссарро, Село Вуазен, 1872, Музей д'Орсе
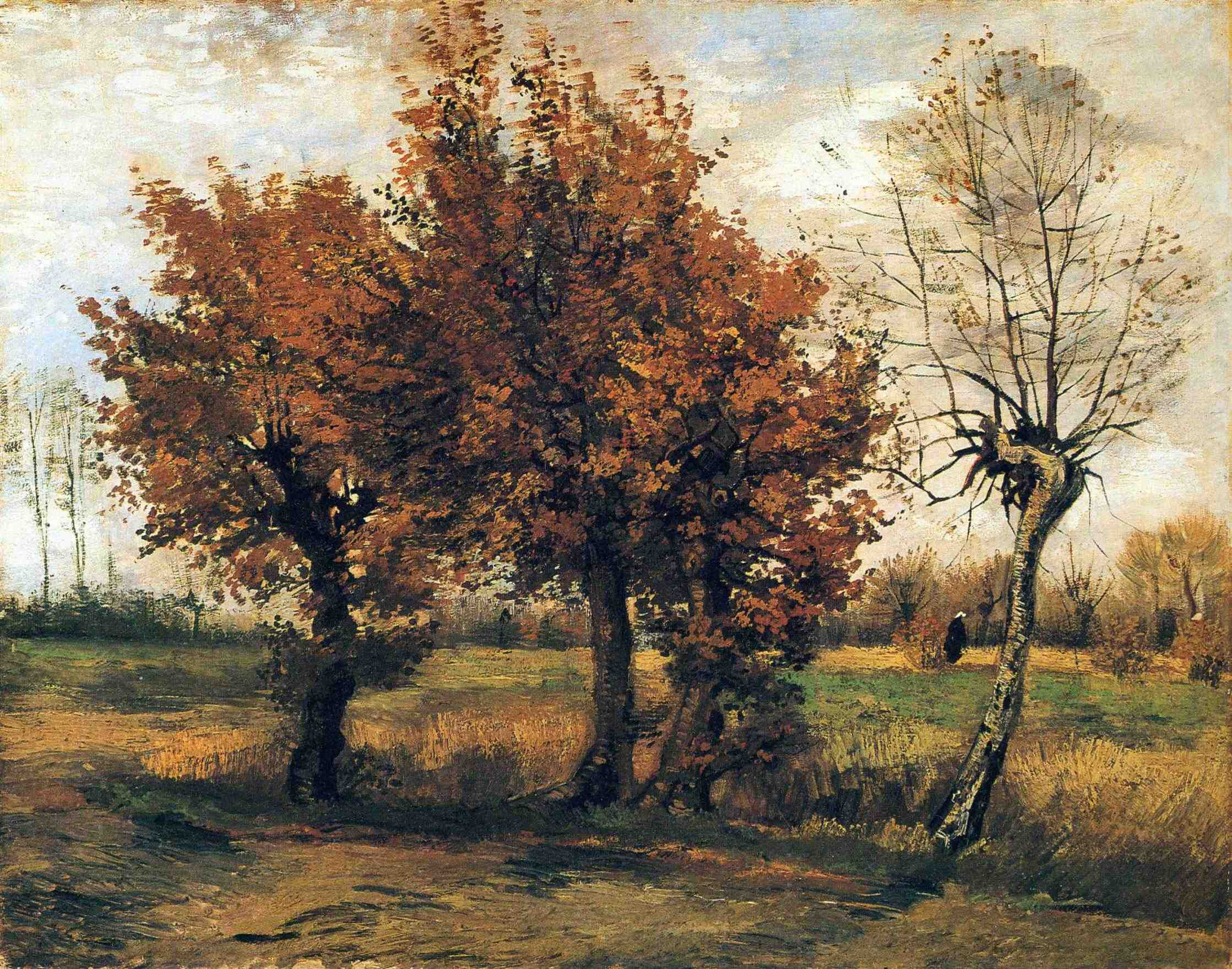
Вінсент ван Гог, «Осінь. Пейзаж із чотирма деревами», 1885
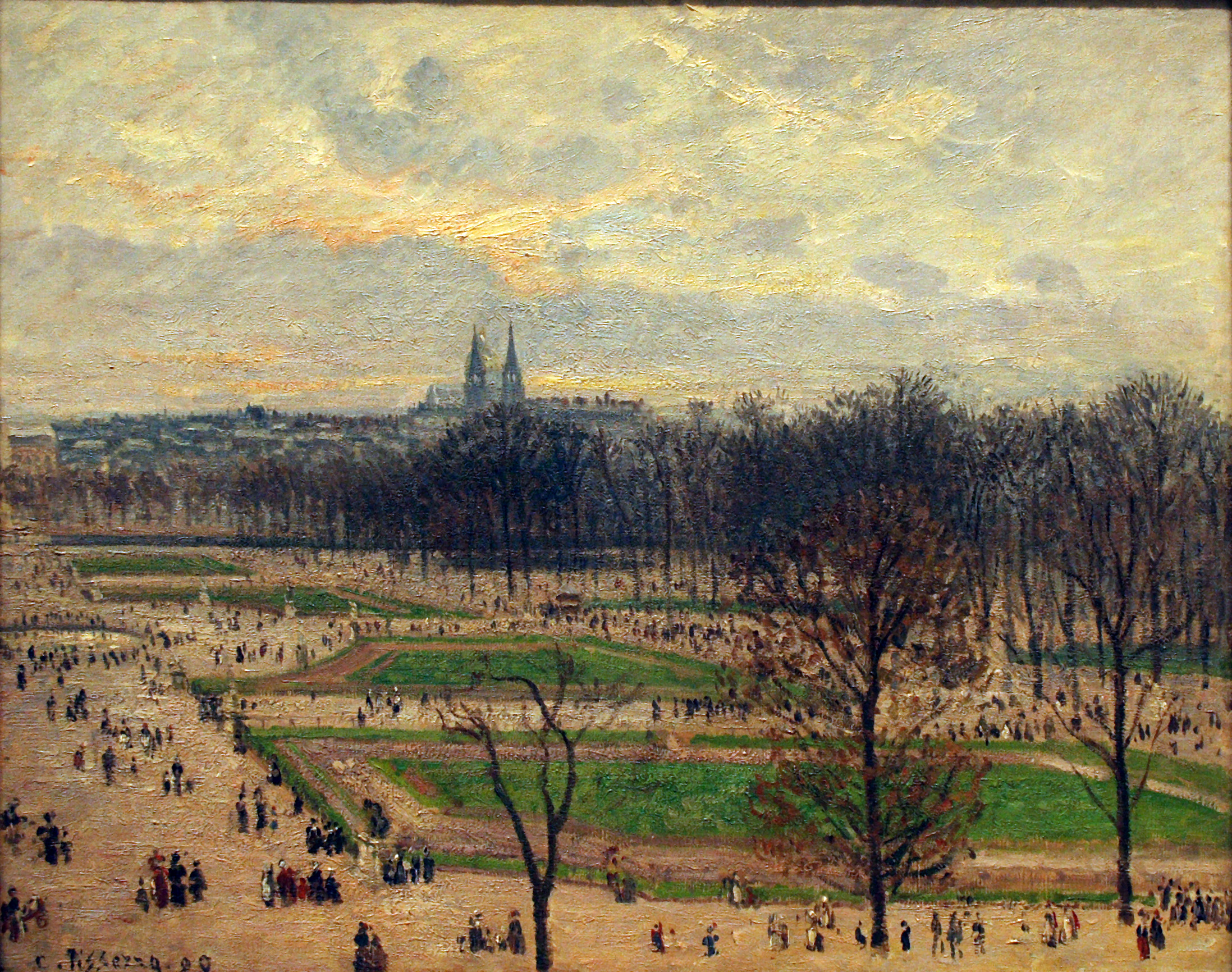
Каміль Піссарро, «Сад Тюїльрі взимку. Париж», 1899, Музей мистецтва Метрополітен
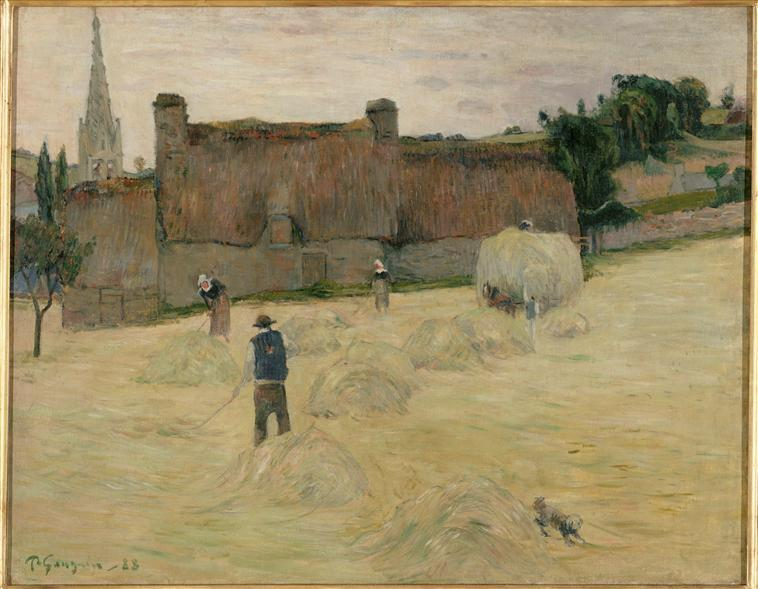
Поль Гоген, «Сіножать в Бретані», 1888
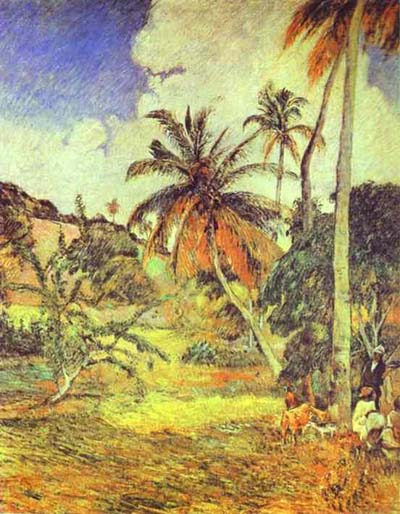
Поль Гоген, «Острів Мартиніка. Пальми»
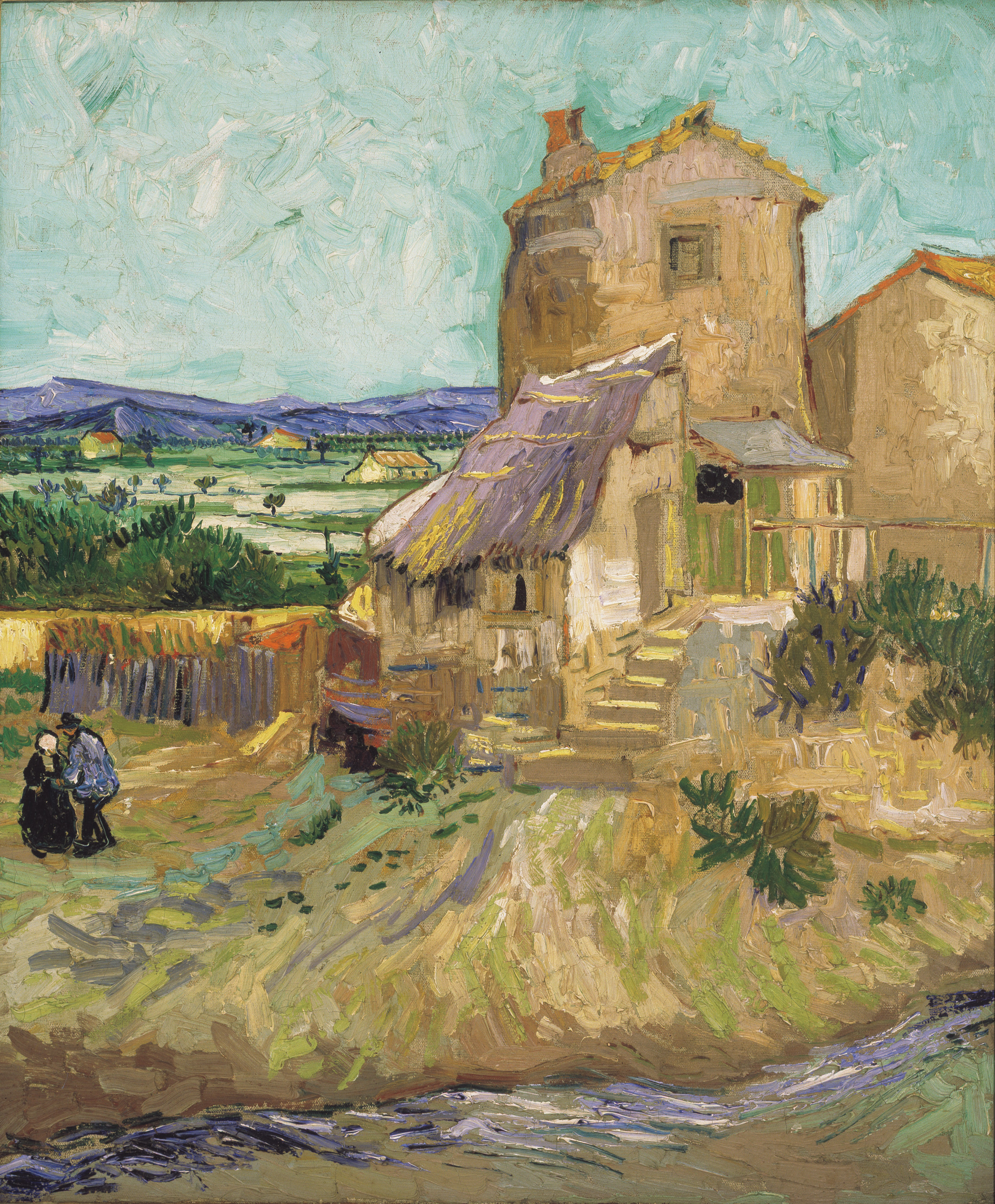
Вінсент ван Гог, «Арль — старий млин», 1888
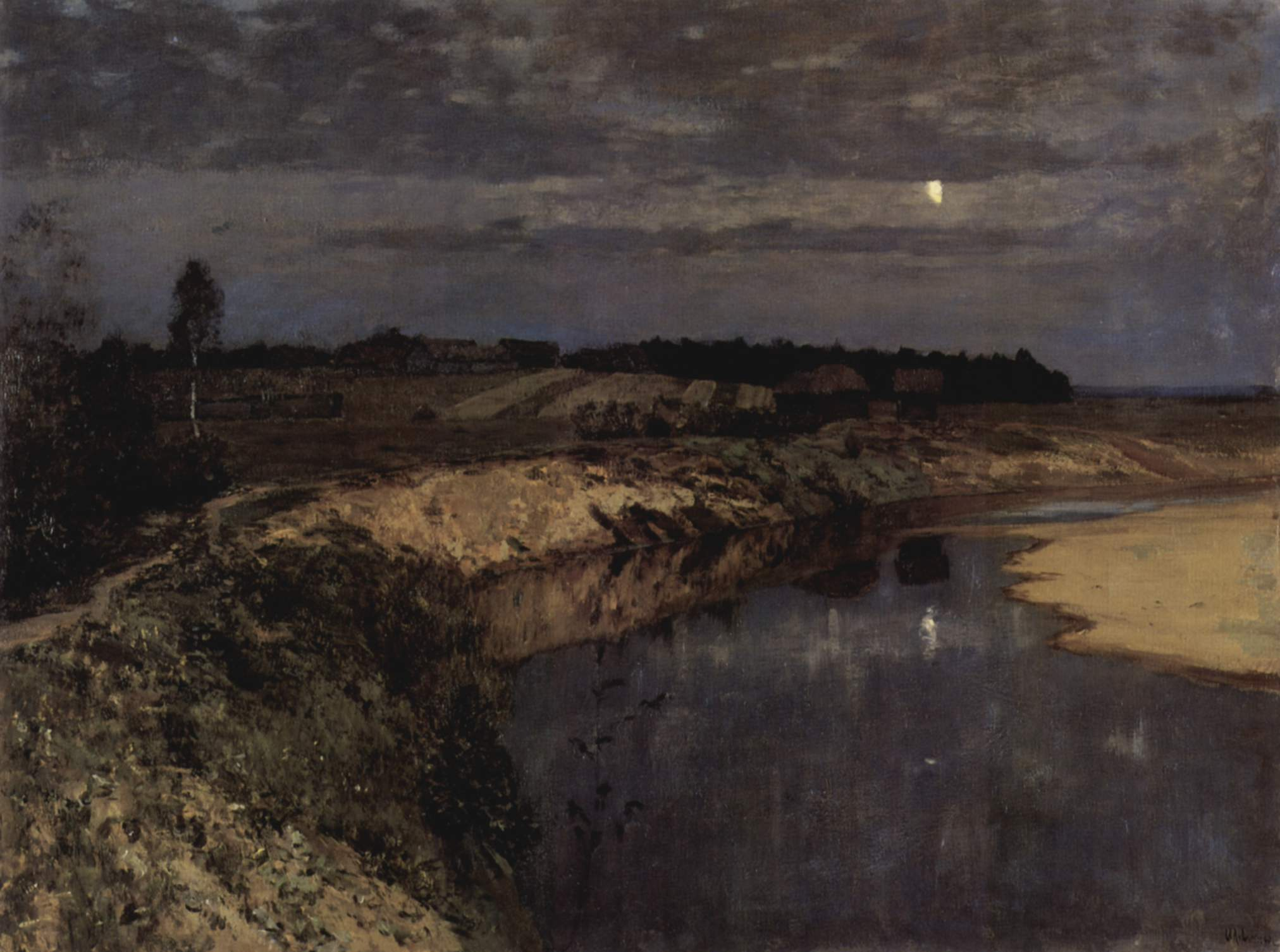
Левітан Ісаак Ілліч, «Тиша», 1898
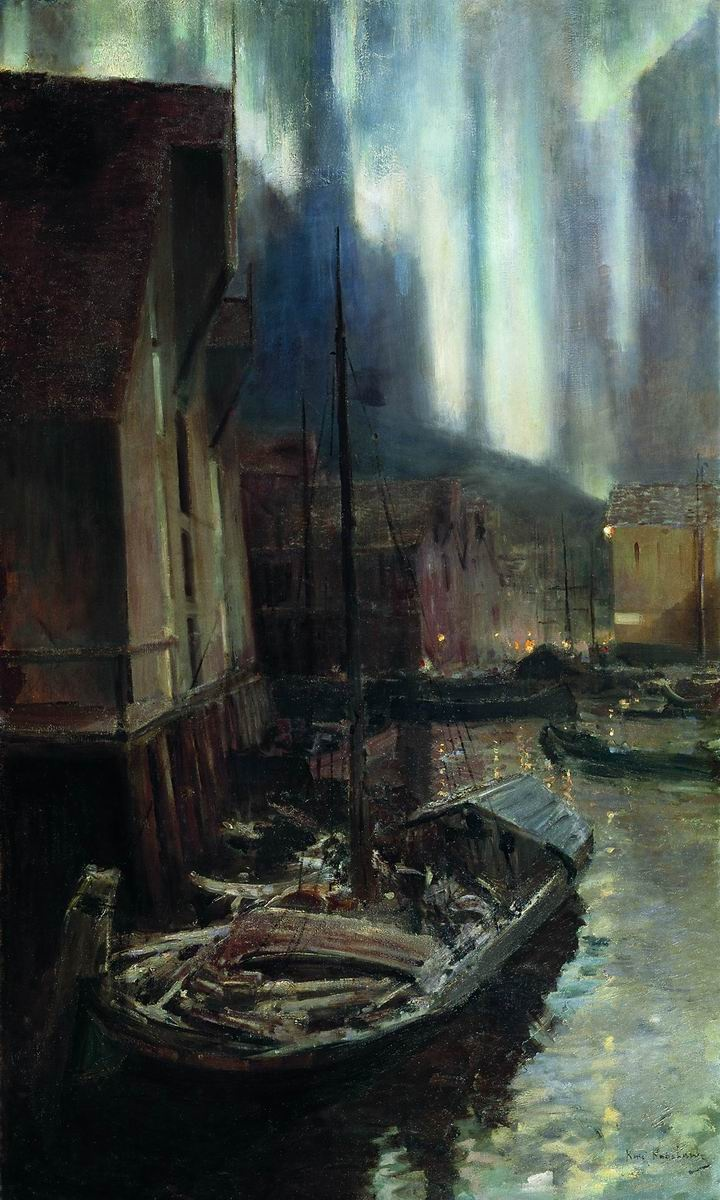
Костянтин Коровін, «Хаммерфест.Північне сяйво», 1895
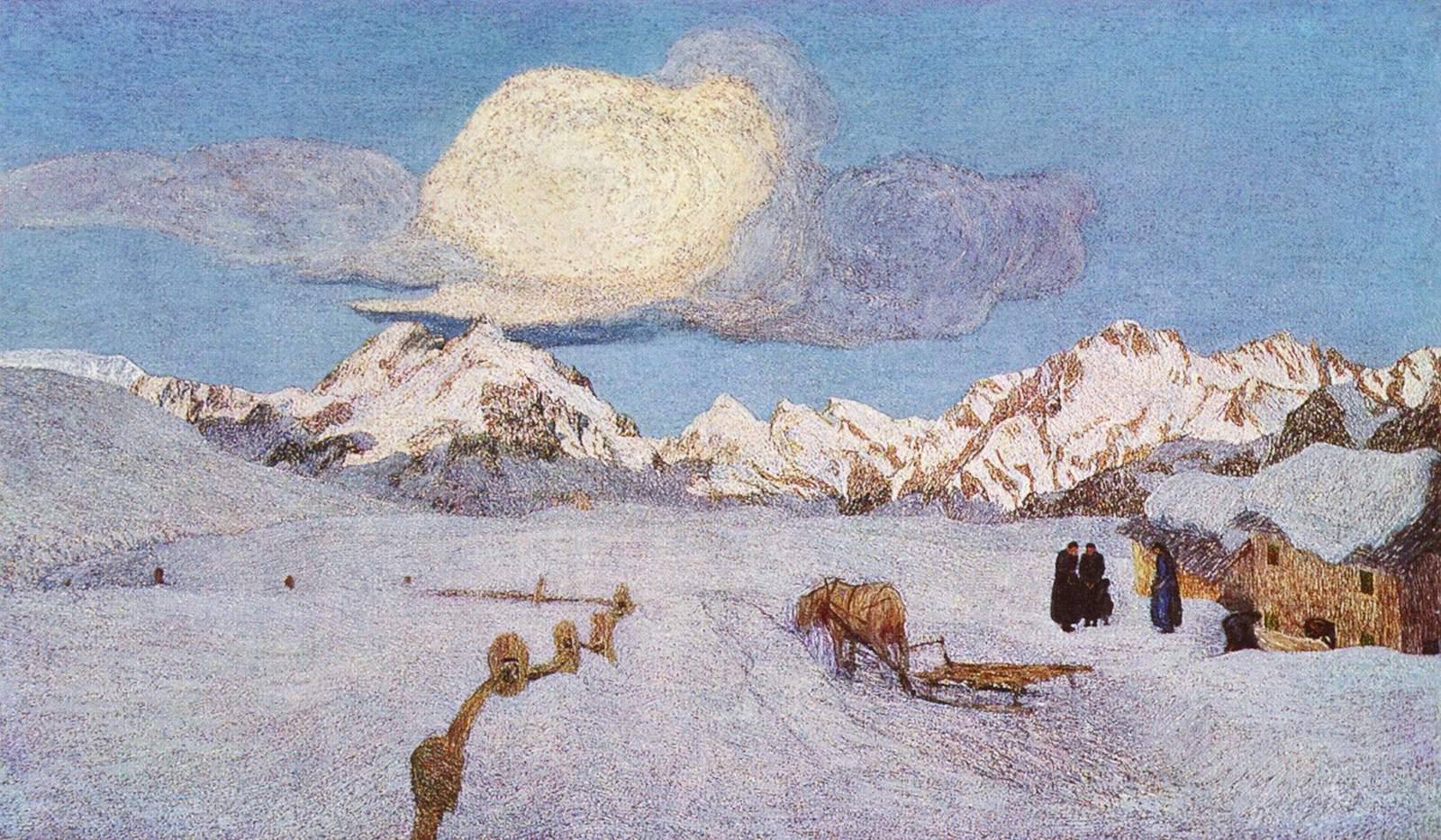
Джованні Сегантіні, «Смерть. Північна Італія», Альпійський триптих, 1899
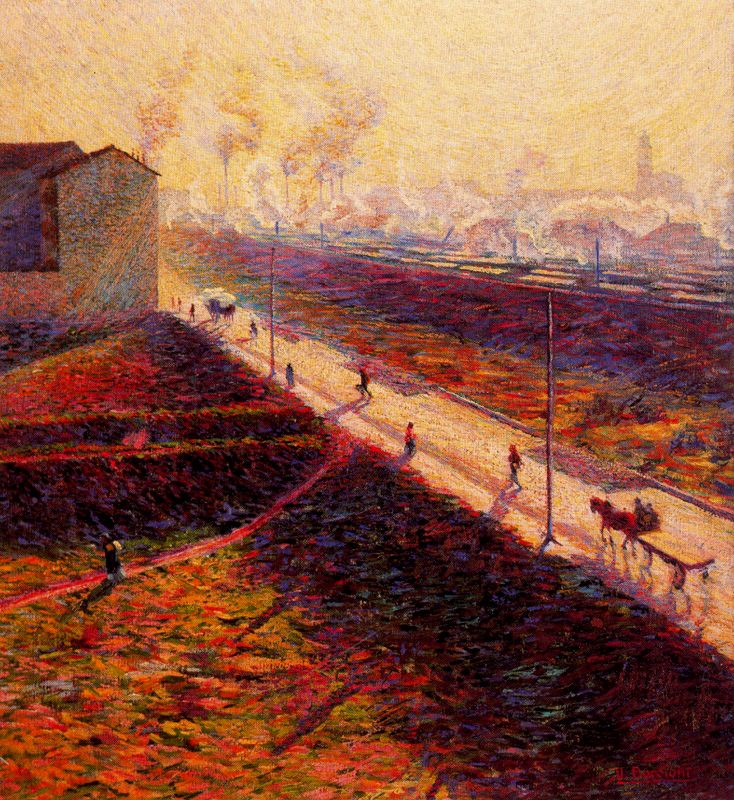
Умберто Боччоні. «Ранок», 1909
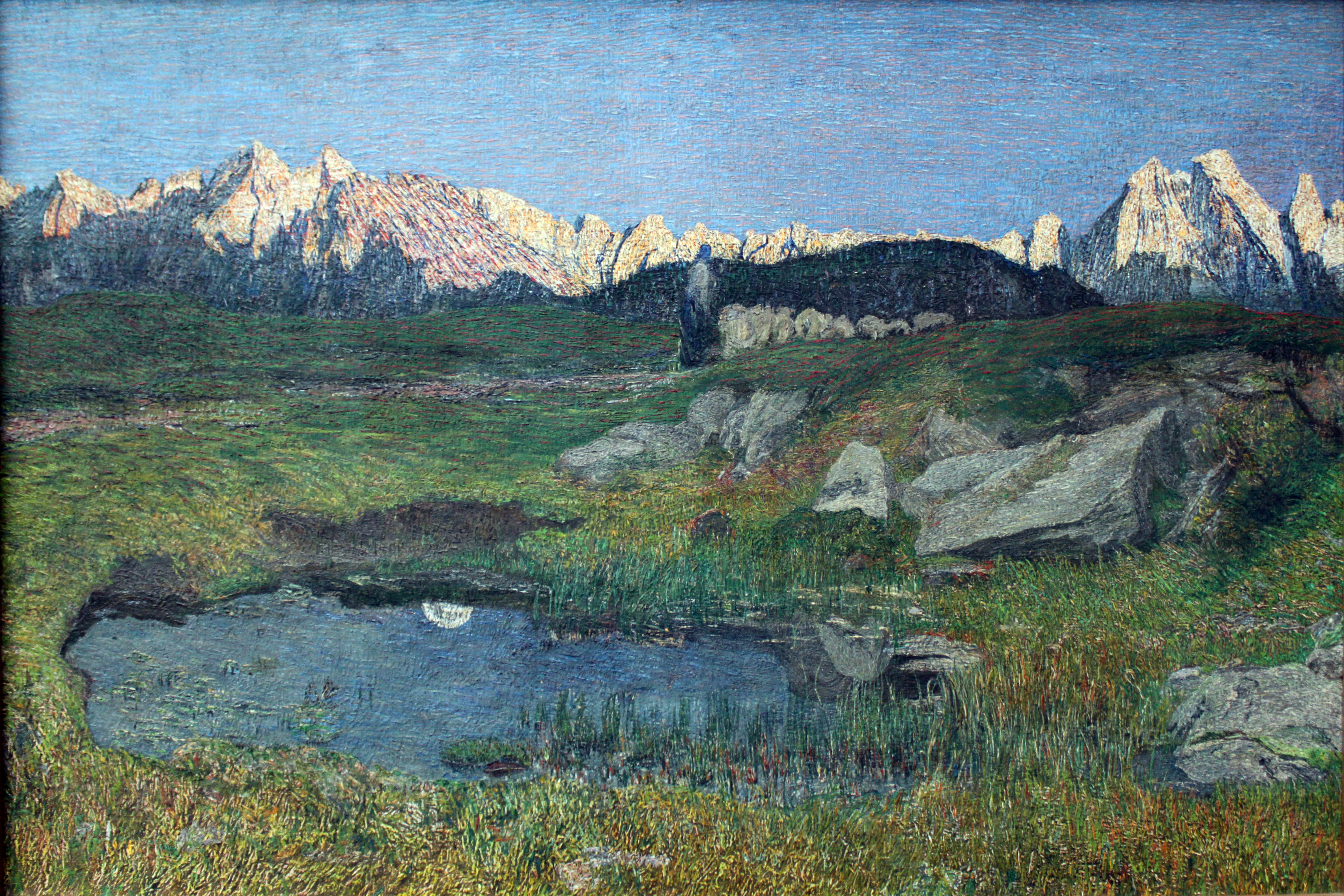
Джованні Сегантіні, «Альпійський пейзаж надвечір», 1897

## Пейзажисти Іспанії

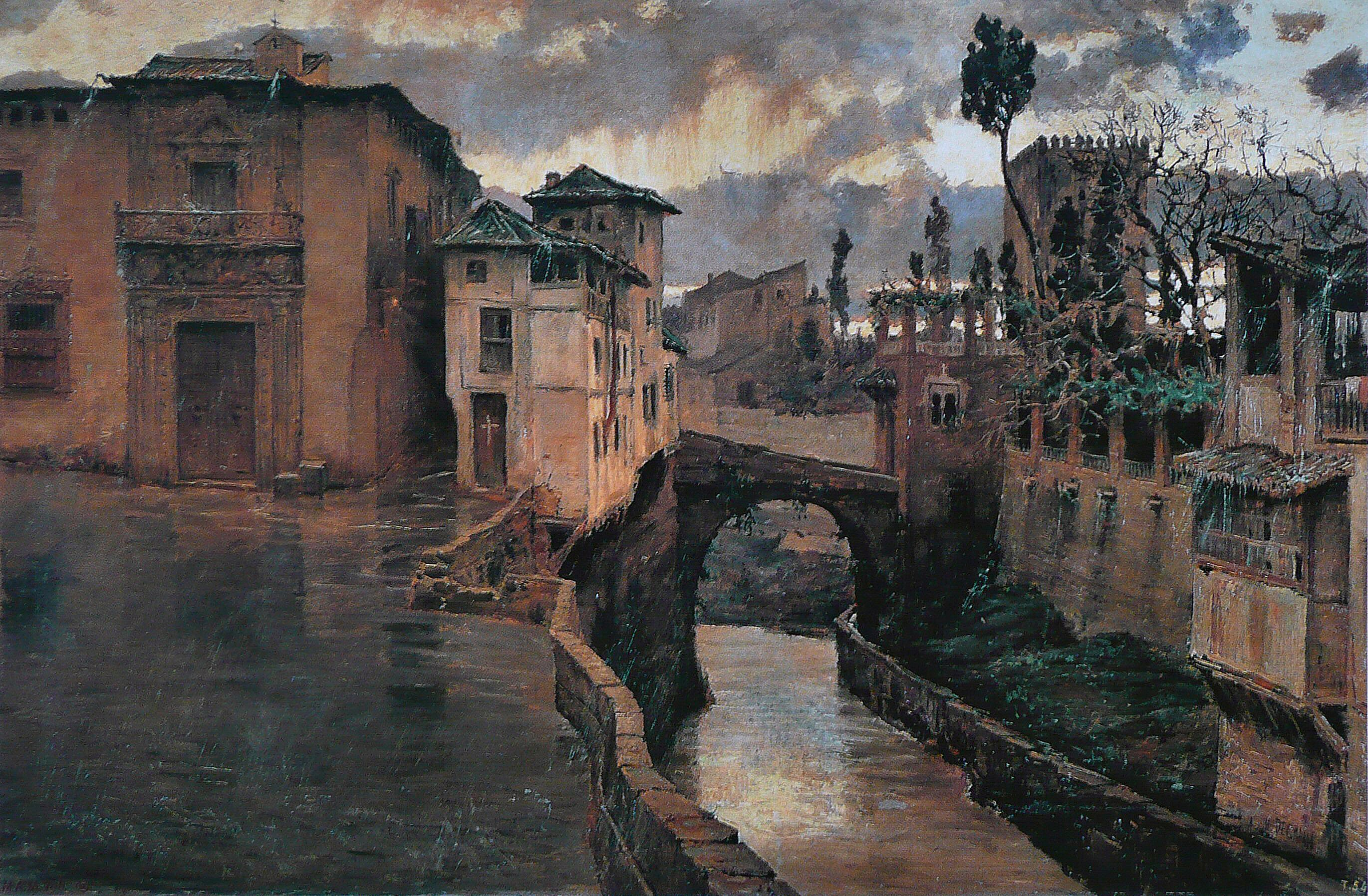
Антоніо Муньйос Дегран. «У Гранаді йде дощ», Національний музей Прадо, друга половина XIX ст.
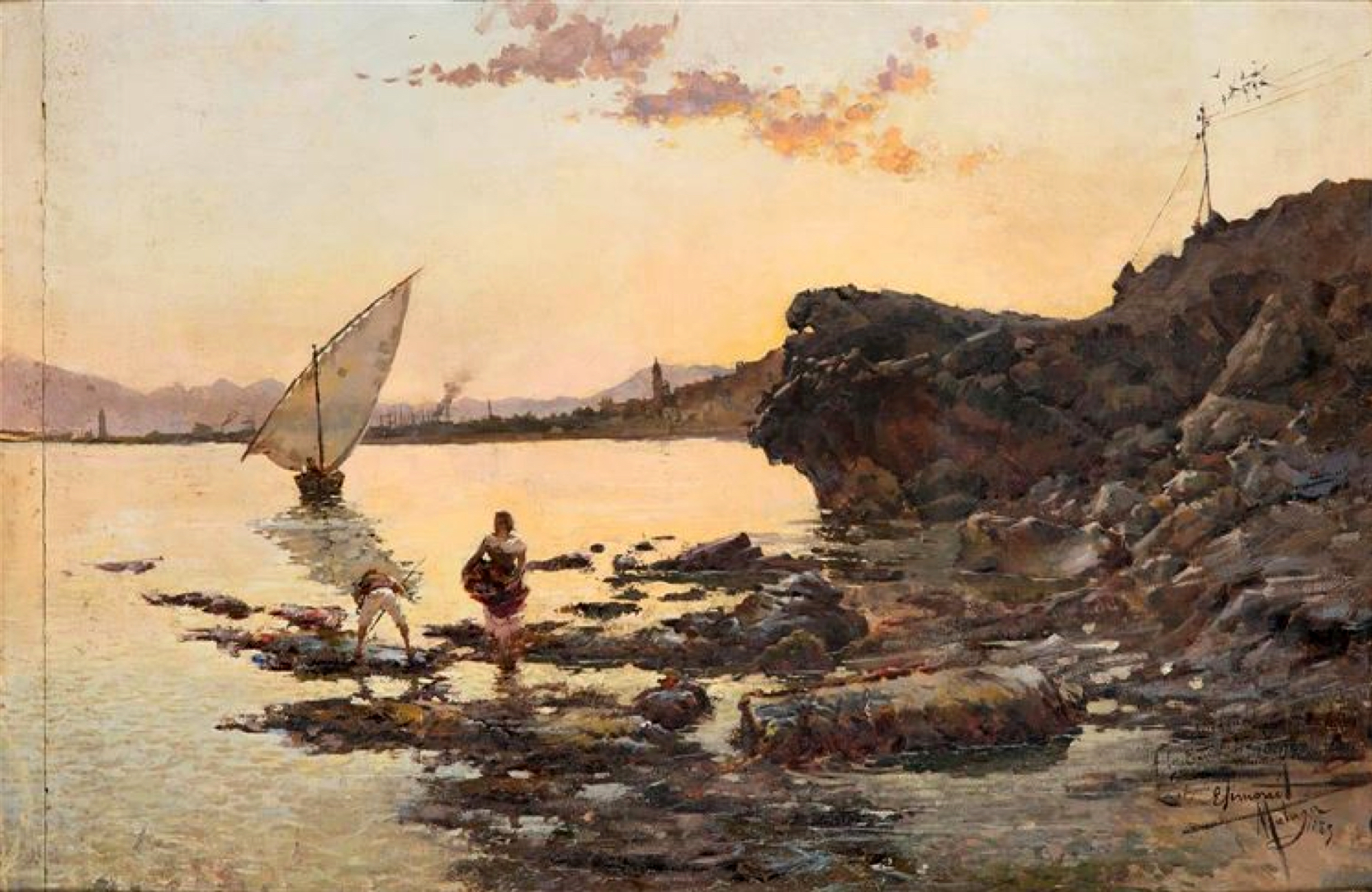
Енріке Сімоне. «Малага. Узбережжя», 1889 р.
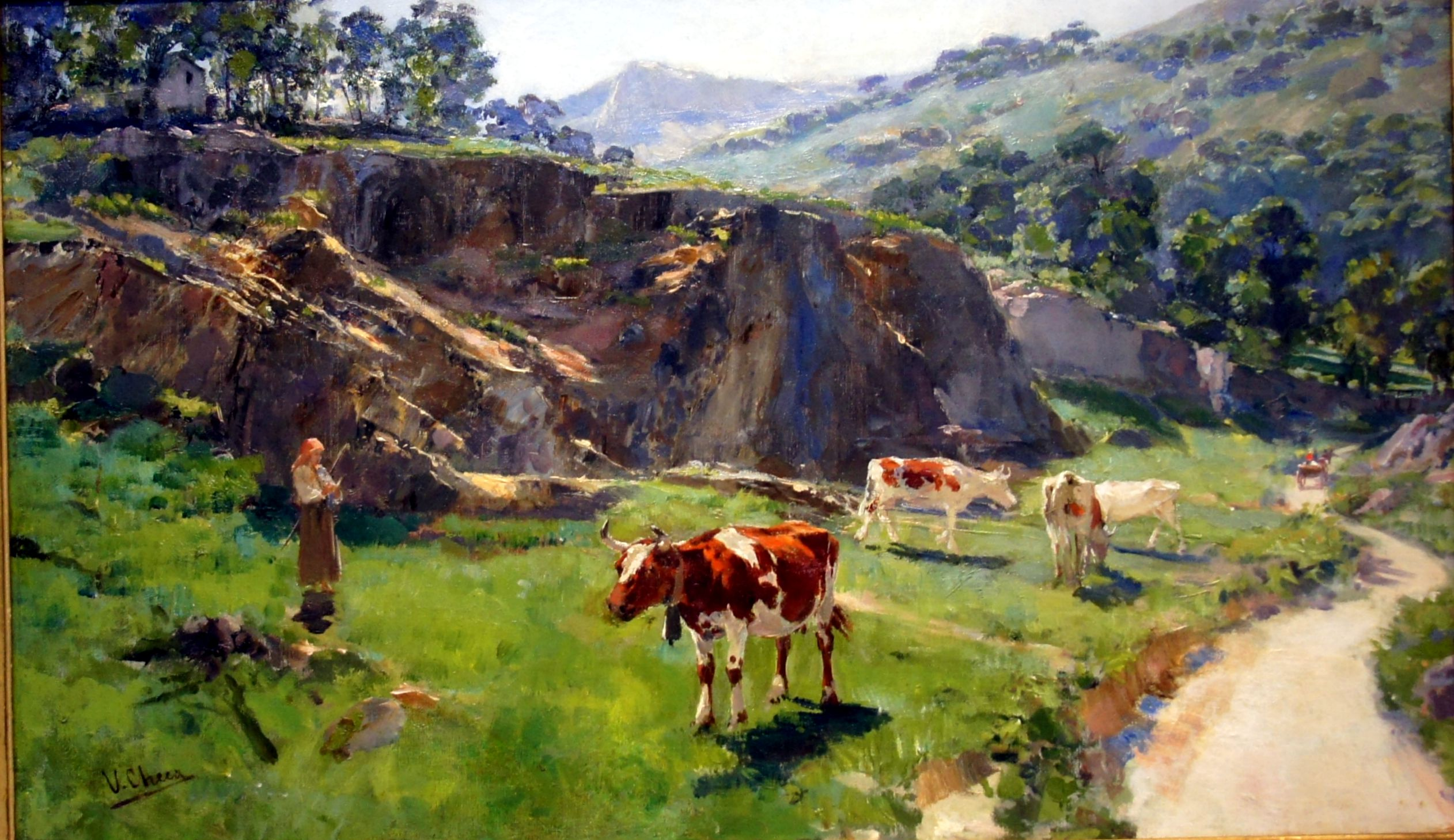
Ульпіано Чека. «Корови на пасовиську»
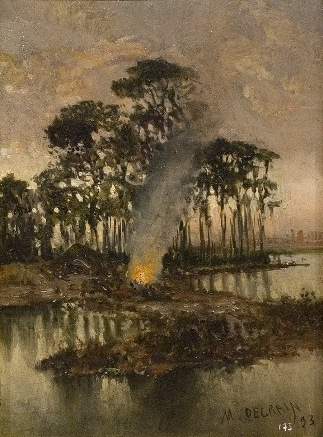
Антоніо Муньйос Дегран. «Багаття на березі Тібра, 1893 р.
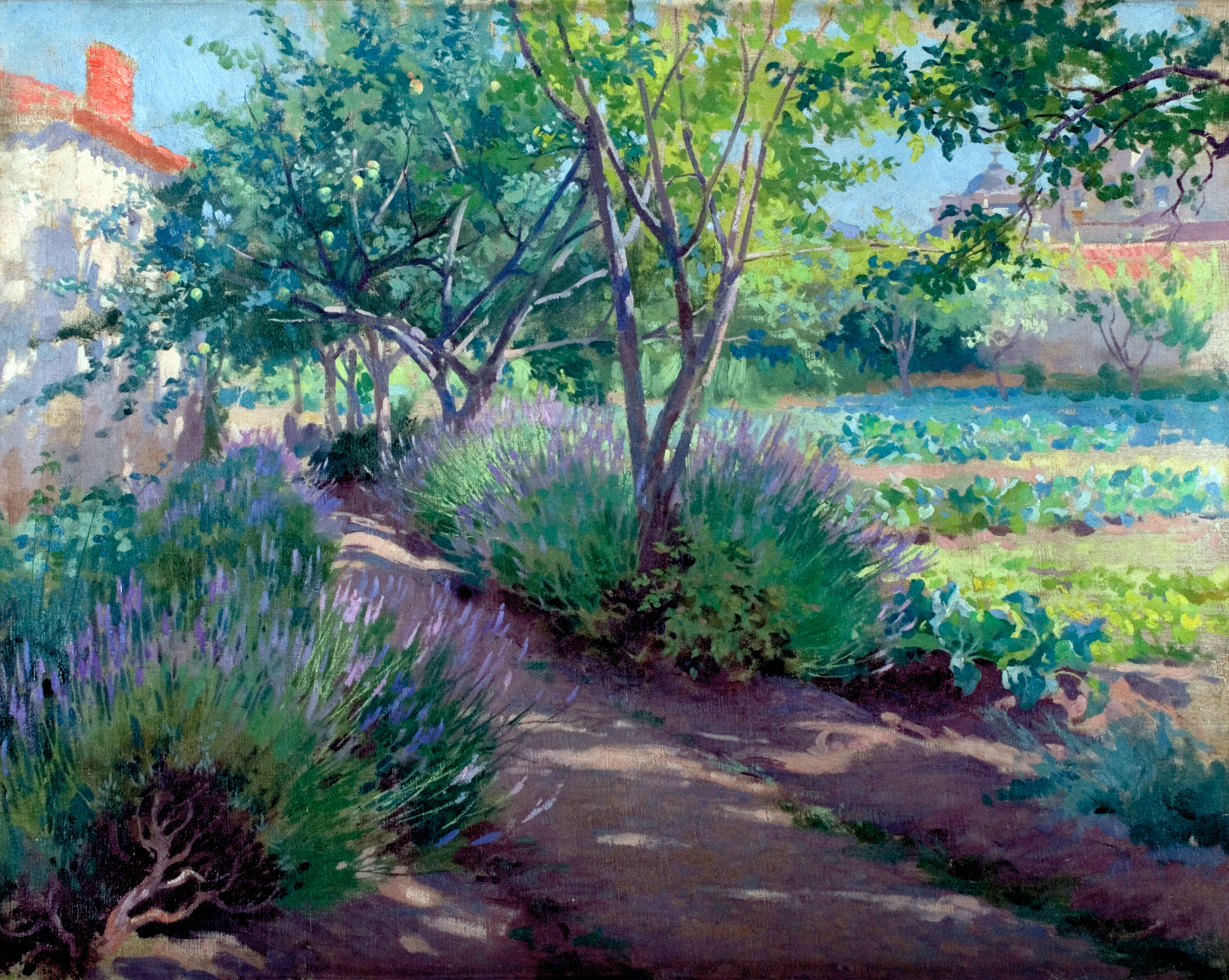
Енріке Сімоне. «Стежка в саду», 1921 р.
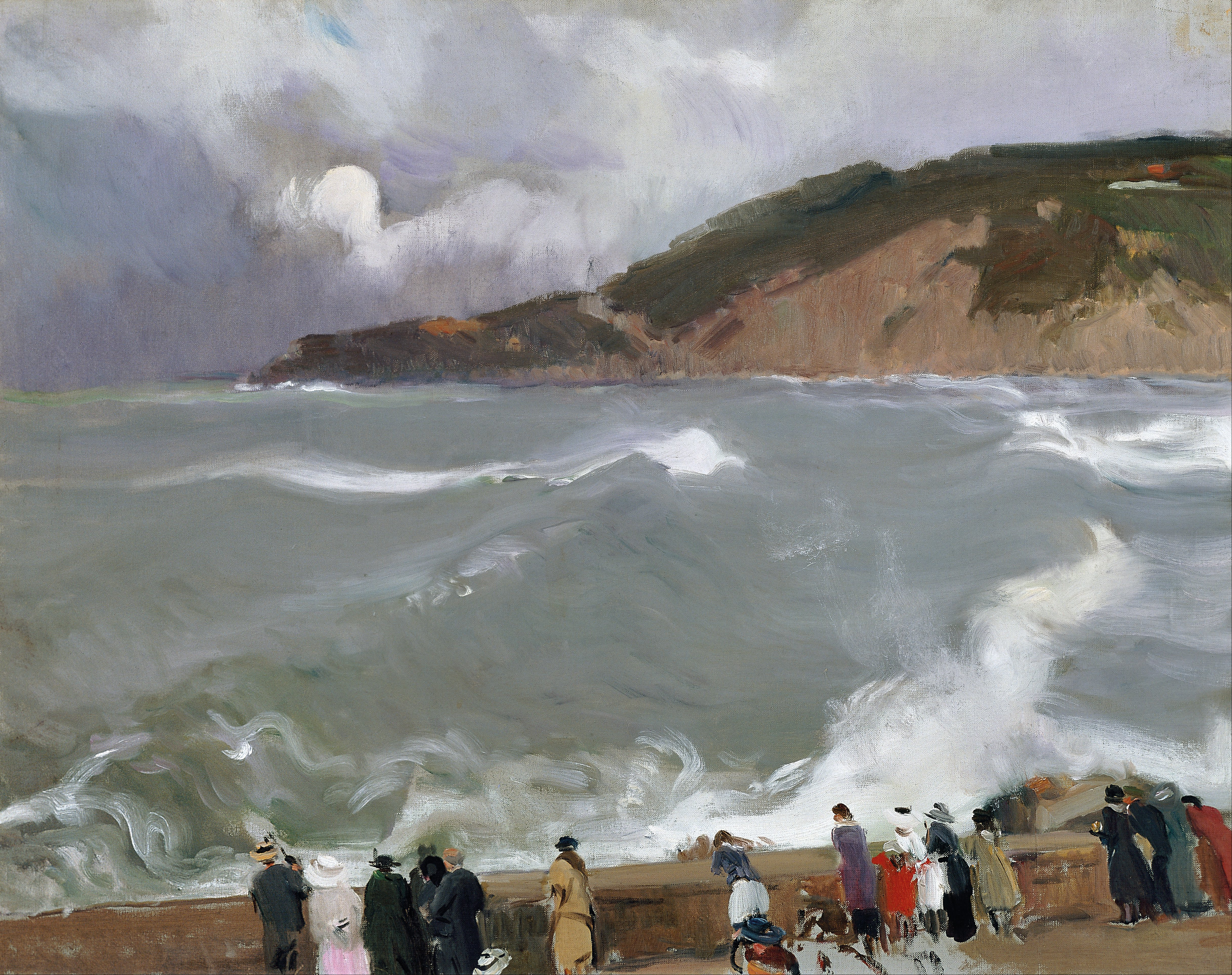
Хоакін Соролья і Бастіда. «Узбережжя. Сан-Себастьян», 1918 р.
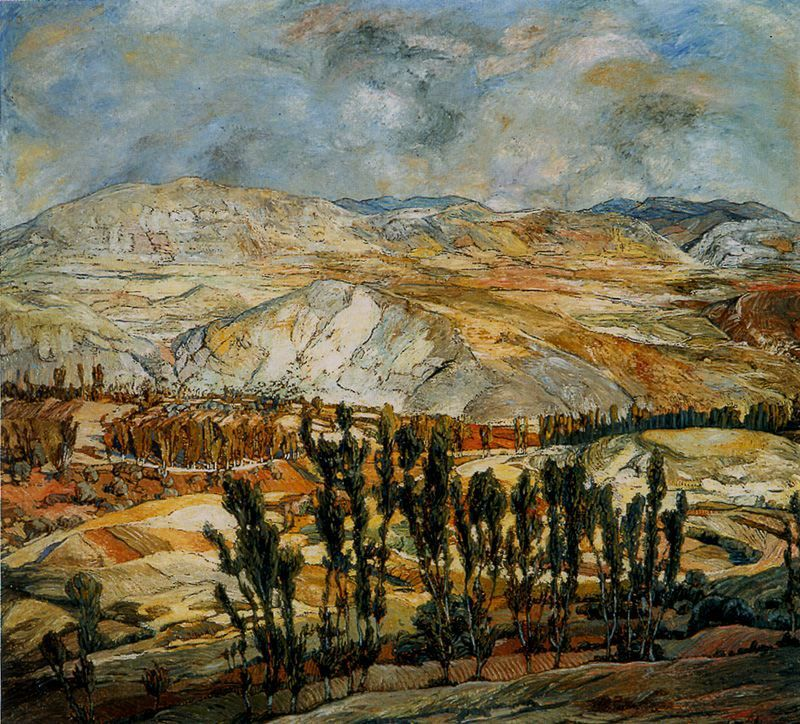
Ігнасіо Сулоага. Гори Калатаюд.

## Пейзажисти Канади

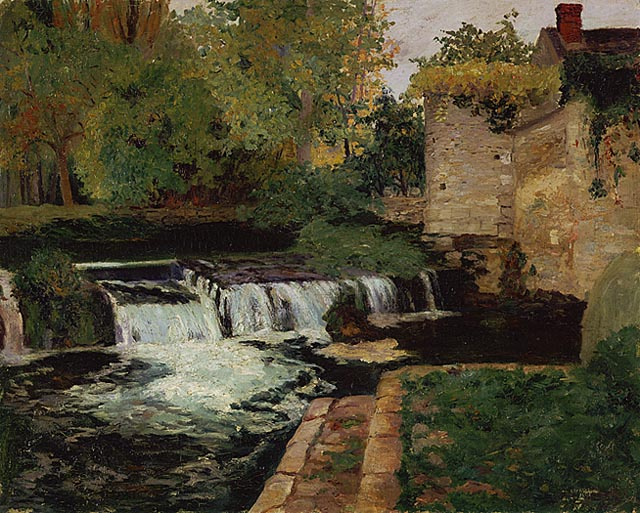
Моріс Ґелбрайт Калін. «Річковий потік біля млина», 1895 р., Національна галерея Канади
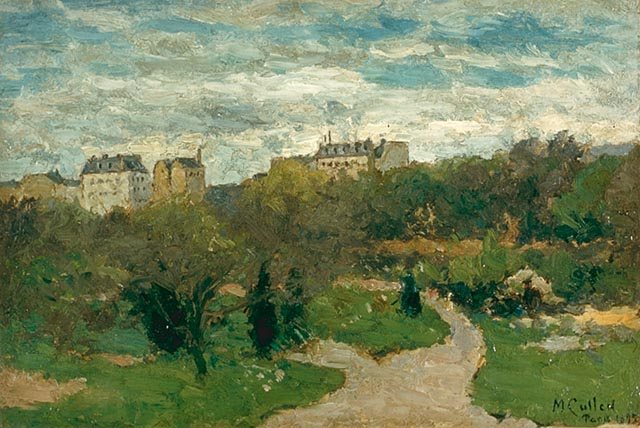
Моріс Ґелбрайт Калін. «Околиці Парижу», 1895 р., Національна галерея Канади
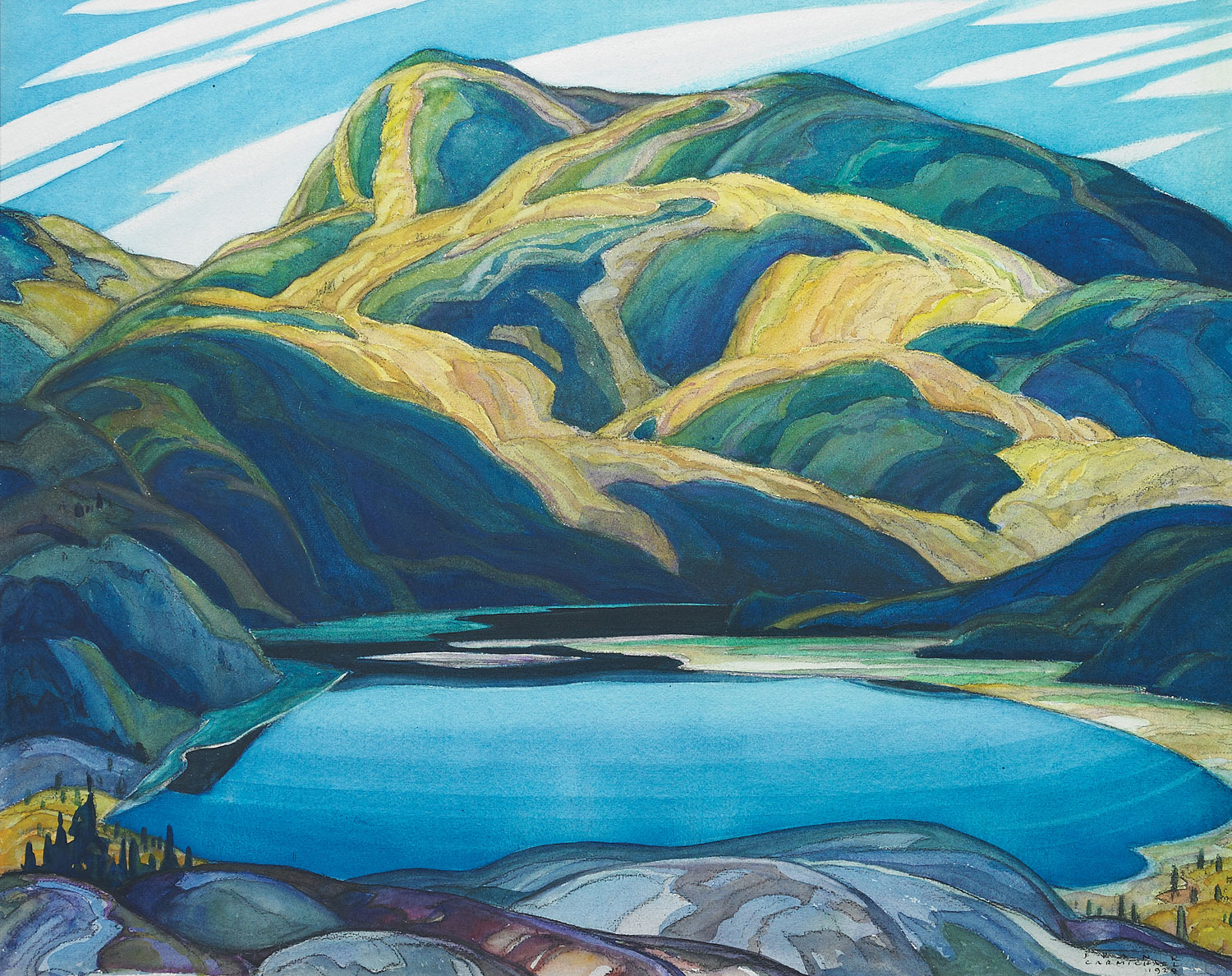
Франклін Кармайкл. «Одиноке одеро», 1929 р., акварель
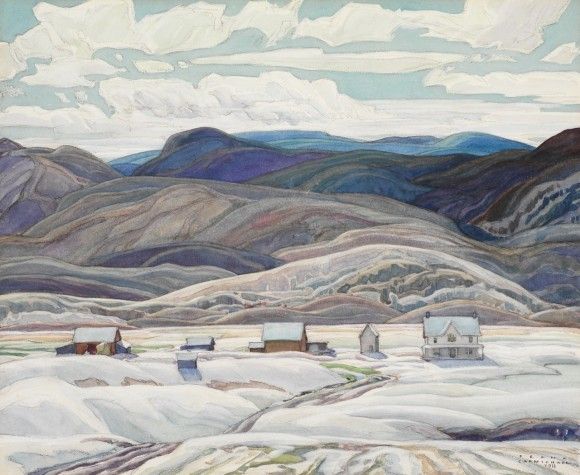
Франклін Кармайкл. «Ферма Біссет», 1933 р.

## Пейзажисти Сполучених Штатів

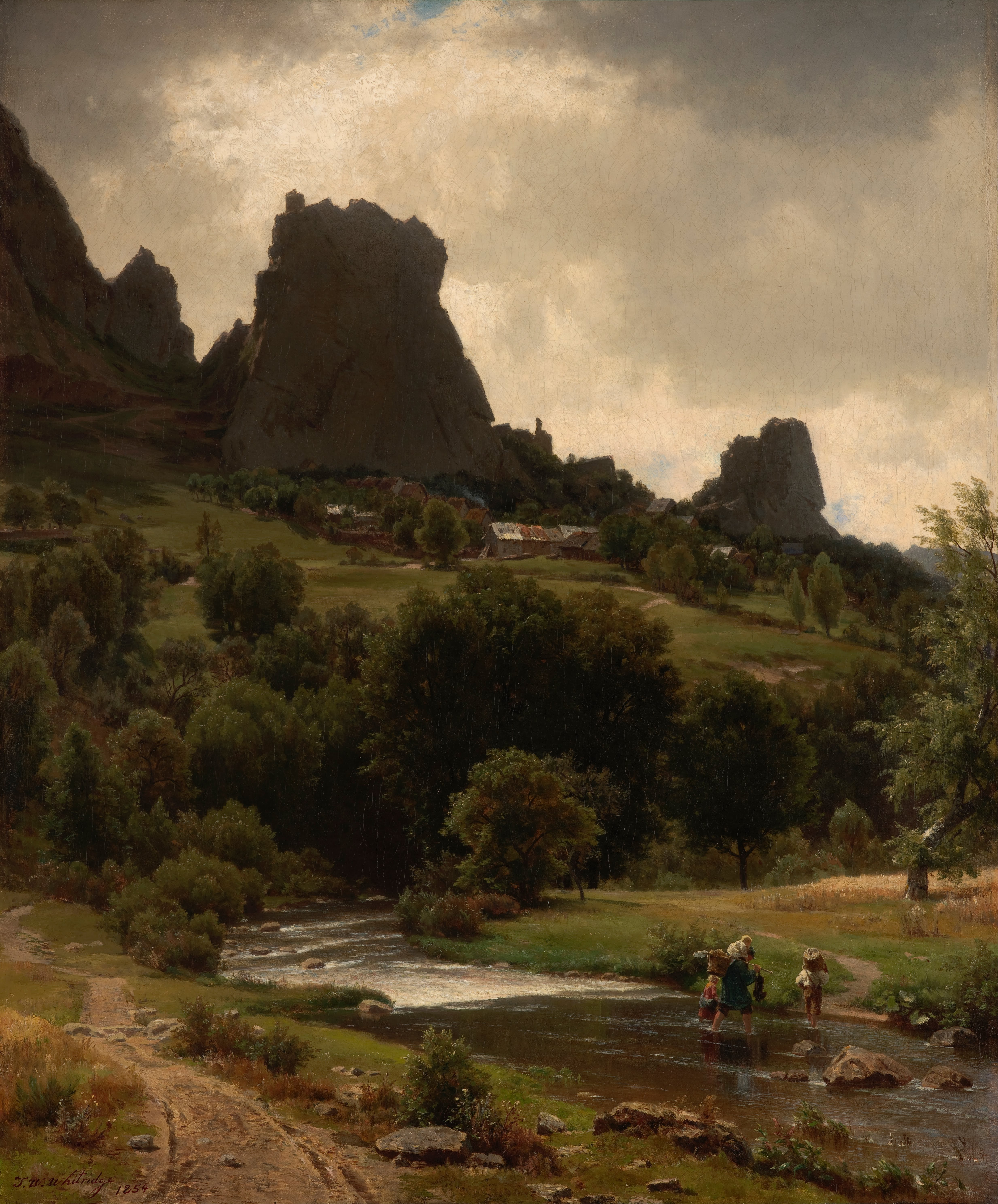
Вортінгтон Вітрідж, «Пастораль влітку», 1853
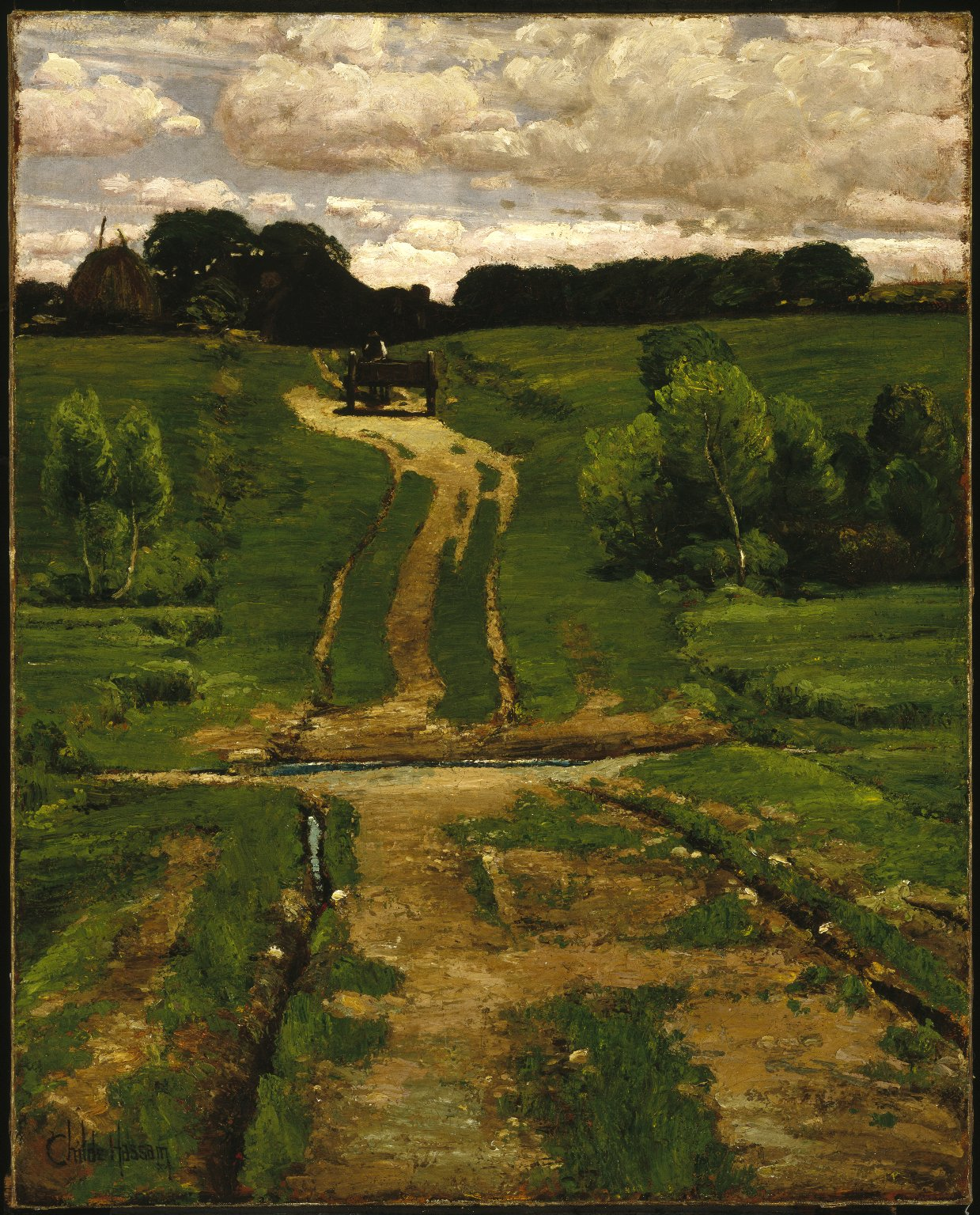
Чайлд Хассам. «Дорога додому», 1884, Бруклінський музей.
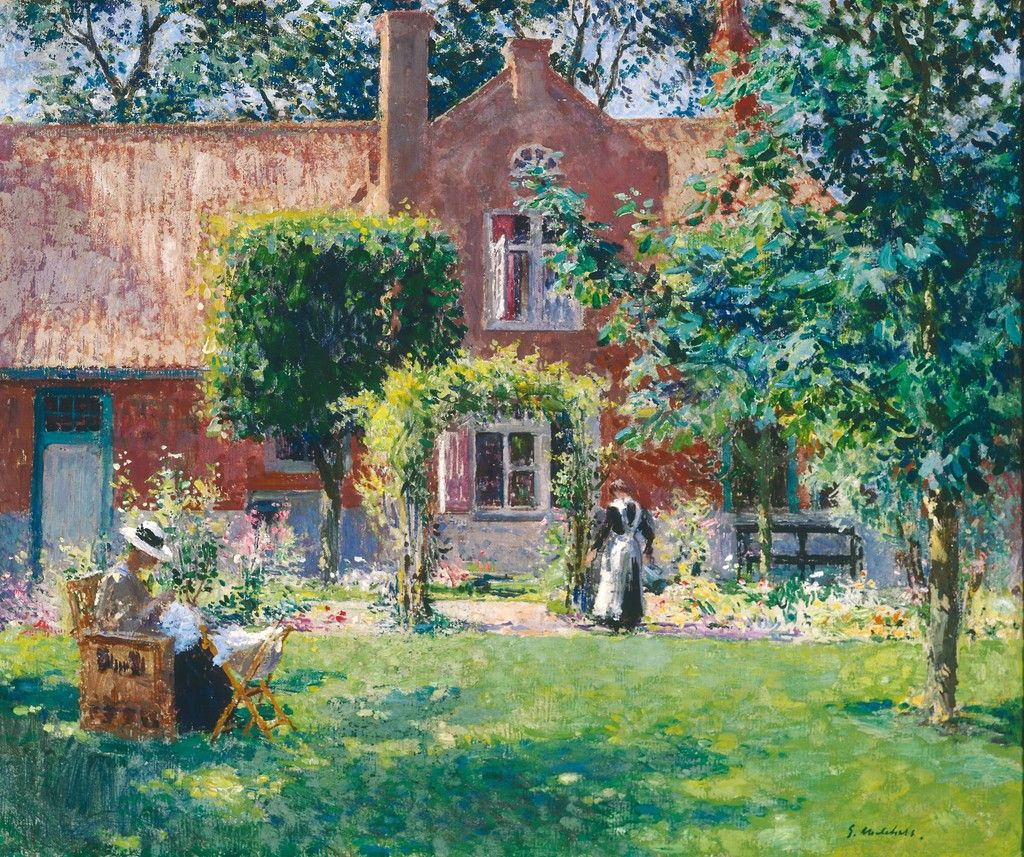
Гарі Мелхерс. «Садок без претензій», 1909
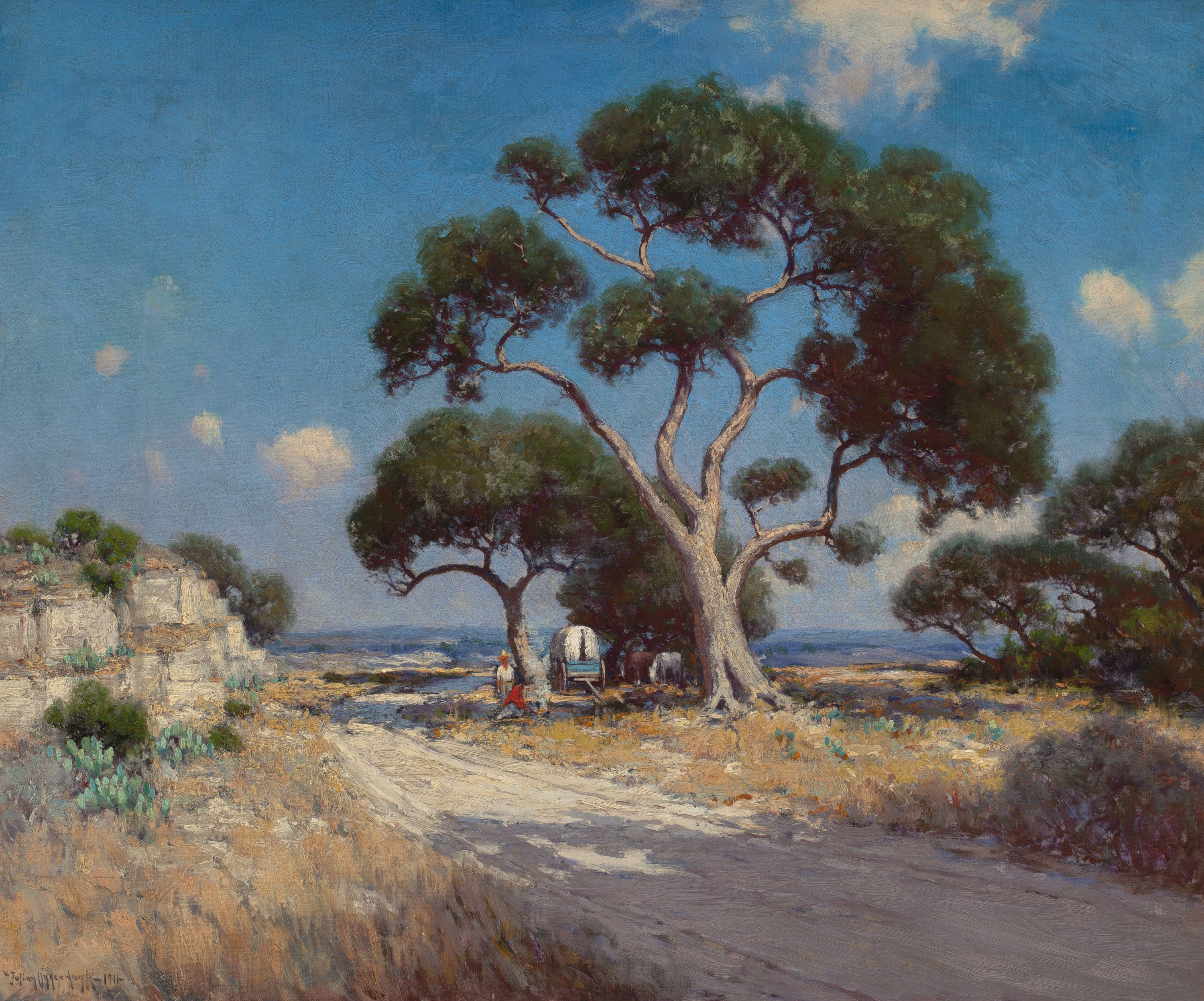
Джуліан Ондердонк. «Стара Біла дорога, Південно-західний Техас», 1911
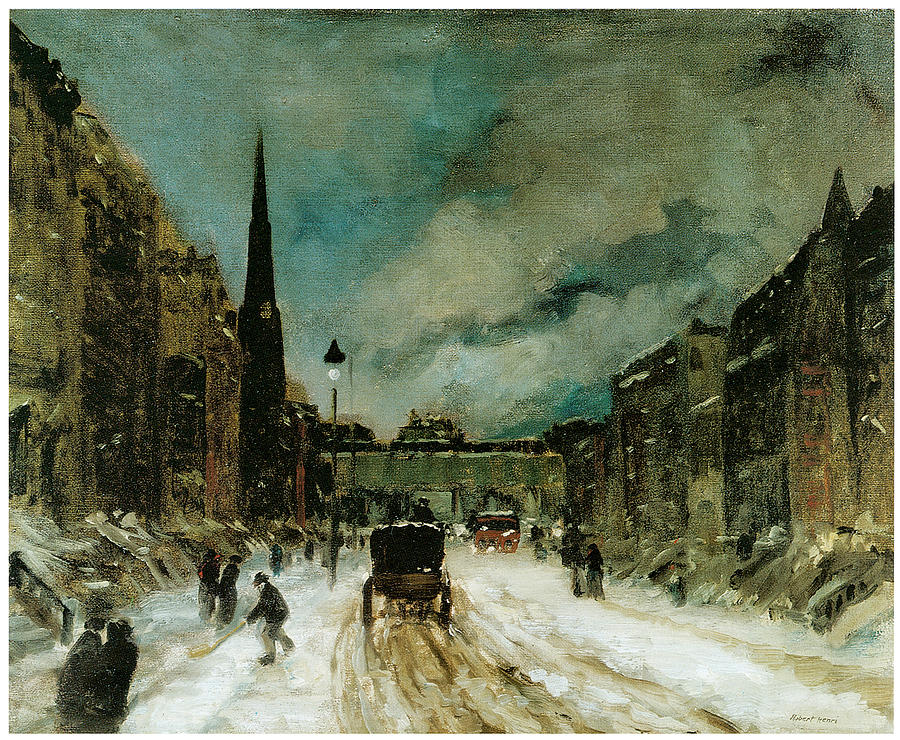
Роберт Генрі. «Вулиця в снігу», 1902
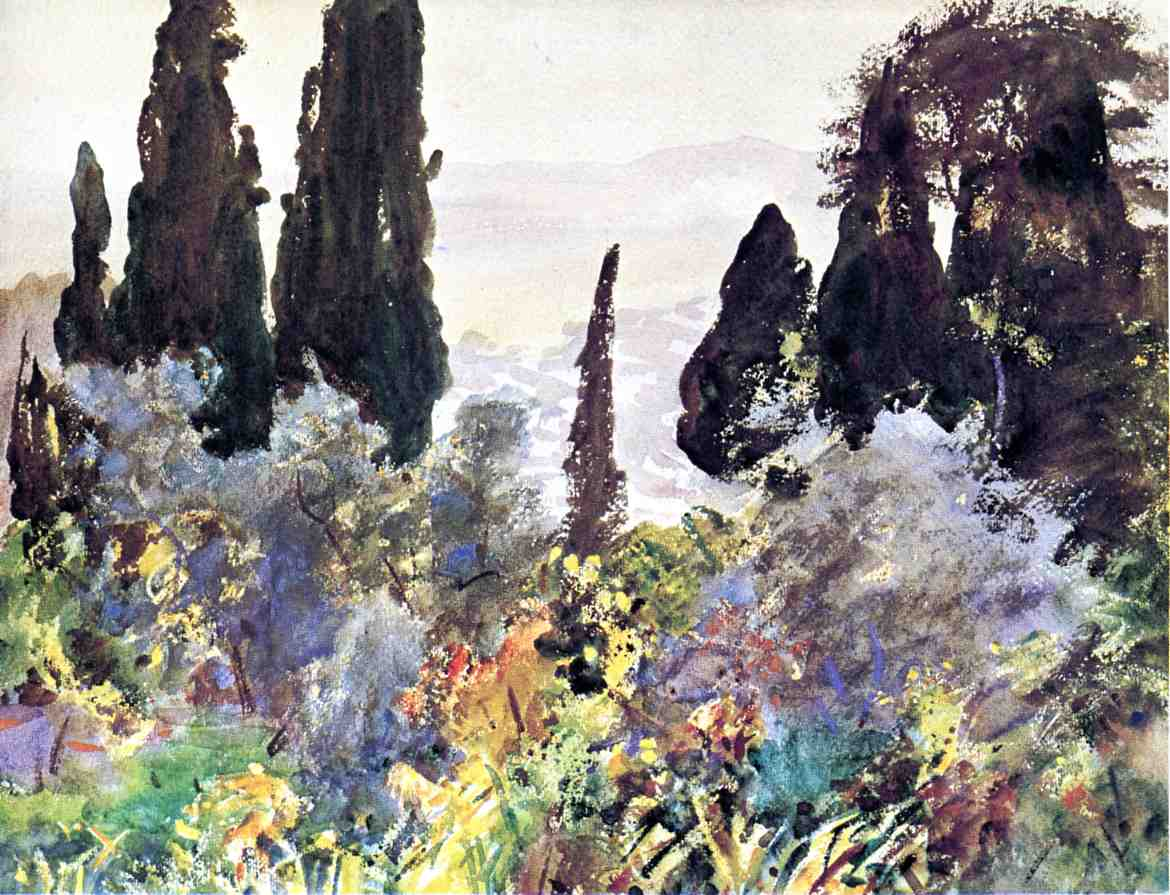
Джон Сінгер Сарджент, «Гранада, садок», 1912
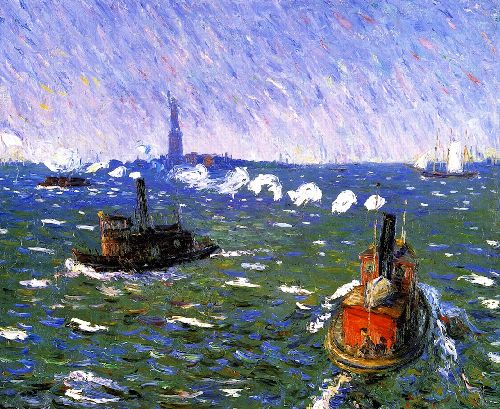
Вільям Глакенс. «Буксири в затоці Нью-Йорку», 1910
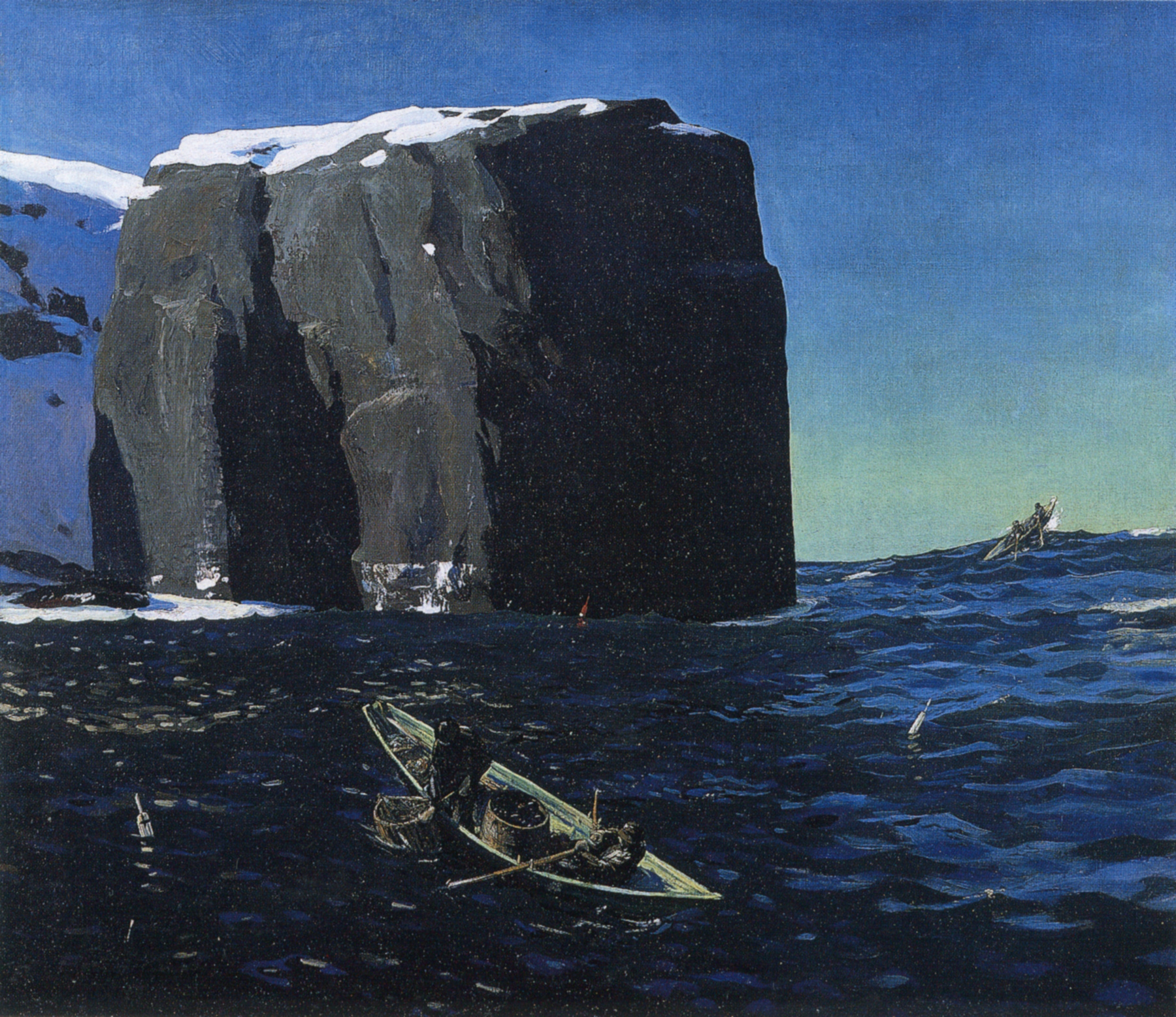
Роквел Кент. «Працівники моря», 1907